# Défense hippopotame
Pour l’article homonyme, voir hippopotame.
La défense hippopotame est le nom de divers systèmes d'ouvertures d'échecs irrégulières dans lesquelles les Noirs ne déplacent de pions que sur la sixième rangée, développant le plus souvent leurs pièces sur la septième rangée.

## Évaluation
|   | a | b | c | d | e | f | g | h |   |
| 8 | Tour noire sur case blanche a8 · Fou noir sur case blanche c8 · Dame noire sur case noire d8 · Roi noir sur case blanche e8 · Tour noire sur case noire h8 · Pion noir sur case noire a7 · Pion noir sur case blanche b7 · Pion noir sur case noire c7 · Cavalier noir sur case blanche d7 · Cavalier noir sur case noire e7 · Pion noir sur case blanche f7 · Fou noir sur case noire g7 · Pion noir sur case blanche h7 · Pion noir sur case noire d6 · Pion noir sur case blanche e6 · Pion noir sur case blanche g6 · Fou blanc sur case blanche c4 · Pion blanc sur case noire d4 · Pion blanc sur case blanche e4 · Cavalier blanc sur case noire c3 · Cavalier blanc sur case blanche f3 · Pion blanc sur case blanche a2 · Pion blanc sur case noire b2 · Pion blanc sur case blanche c2 · Pion blanc sur case noire f2 · Pion blanc sur case blanche g2 · Pion blanc sur case noire h2 · Tour blanche sur case noire a1 · Fou blanc sur case noire c1 · Dame blanche sur case blanche d1 · Tour blanche sur case blanche f1 · Roi blanc sur case noire g1 | Tour noire sur case blanche a8 · Fou noir sur case blanche c8 · Dame noire sur case noire d8 · Roi noir sur case blanche e8 · Tour noire sur case noire h8 · Pion noir sur case noire a7 · Pion noir sur case blanche b7 · Pion noir sur case noire c7 · Cavalier noir sur case blanche d7 · Cavalier noir sur case noire e7 · Pion noir sur case blanche f7 · Fou noir sur case noire g7 · Pion noir sur case blanche h7 · Pion noir sur case noire d6 · Pion noir sur case blanche e6 · Pion noir sur case blanche g6 · Fou blanc sur case blanche c4 · Pion blanc sur case noire d4 · Pion blanc sur case blanche e4 · Cavalier blanc sur case noire c3 · Cavalier blanc sur case blanche f3 · Pion blanc sur case blanche a2 · Pion blanc sur case noire b2 · Pion blanc sur case blanche c2 · Pion blanc sur case noire f2 · Pion blanc sur case blanche g2 · Pion blanc sur case noire h2 · Tour blanche sur case noire a1 · Fou blanc sur case noire c1 · Dame blanche sur case blanche d1 · Tour blanche sur case blanche f1 · Roi blanc sur case noire g1 | Tour noire sur case blanche a8 · Fou noir sur case blanche c8 · Dame noire sur case noire d8 · Roi noir sur case blanche e8 · Tour noire sur case noire h8 · Pion noir sur case noire a7 · Pion noir sur case blanche b7 · Pion noir sur case noire c7 · Cavalier noir sur case blanche d7 · Cavalier noir sur case noire e7 · Pion noir sur case blanche f7 · Fou noir sur case noire g7 · Pion noir sur case blanche h7 · Pion noir sur case noire d6 · Pion noir sur case blanche e6 · Pion noir sur case blanche g6 · Fou blanc sur case blanche c4 · Pion blanc sur case noire d4 · Pion blanc sur case blanche e4 · Cavalier blanc sur case noire c3 · Cavalier blanc sur case blanche f3 · Pion blanc sur case blanche a2 · Pion blanc sur case noire b2 · Pion blanc sur case blanche c2 · Pion blanc sur case noire f2 · Pion blanc sur case blanche g2 · Pion blanc sur case noire h2 · Tour blanche sur case noire a1 · Fou blanc sur case noire c1 · Dame blanche sur case blanche d1 · Tour blanche sur case blanche f1 · Roi blanc sur case noire g1 | Tour noire sur case blanche a8 · Fou noir sur case blanche c8 · Dame noire sur case noire d8 · Roi noir sur case blanche e8 · Tour noire sur case noire h8 · Pion noir sur case noire a7 · Pion noir sur case blanche b7 · Pion noir sur case noire c7 · Cavalier noir sur case blanche d7 · Cavalier noir sur case noire e7 · Pion noir sur case blanche f7 · Fou noir sur case noire g7 · Pion noir sur case blanche h7 · Pion noir sur case noire d6 · Pion noir sur case blanche e6 · Pion noir sur case blanche g6 · Fou blanc sur case blanche c4 · Pion blanc sur case noire d4 · Pion blanc sur case blanche e4 · Cavalier blanc sur case noire c3 · Cavalier blanc sur case blanche f3 · Pion blanc sur case blanche a2 · Pion blanc sur case noire b2 · Pion blanc sur case blanche c2 · Pion blanc sur case noire f2 · Pion blanc sur case blanche g2 · Pion blanc sur case noire h2 · Tour blanche sur case noire a1 · Fou blanc sur case noire c1 · Dame blanche sur case blanche d1 · Tour blanche sur case blanche f1 · Roi blanc sur case noire g1 | Tour noire sur case blanche a8 · Fou noir sur case blanche c8 · Dame noire sur case noire d8 · Roi noir sur case blanche e8 · Tour noire sur case noire h8 · Pion noir sur case noire a7 · Pion noir sur case blanche b7 · Pion noir sur case noire c7 · Cavalier noir sur case blanche d7 · Cavalier noir sur case noire e7 · Pion noir sur case blanche f7 · Fou noir sur case noire g7 · Pion noir sur case blanche h7 · Pion noir sur case noire d6 · Pion noir sur case blanche e6 · Pion noir sur case blanche g6 · Fou blanc sur case blanche c4 · Pion blanc sur case noire d4 · Pion blanc sur case blanche e4 · Cavalier blanc sur case noire c3 · Cavalier blanc sur case blanche f3 · Pion blanc sur case blanche a2 · Pion blanc sur case noire b2 · Pion blanc sur case blanche c2 · Pion blanc sur case noire f2 · Pion blanc sur case blanche g2 · Pion blanc sur case noire h2 · Tour blanche sur case noire a1 · Fou blanc sur case noire c1 · Dame blanche sur case blanche d1 · Tour blanche sur case blanche f1 · Roi blanc sur case noire g1 | Tour noire sur case blanche a8 · Fou noir sur case blanche c8 · Dame noire sur case noire d8 · Roi noir sur case blanche e8 · Tour noire sur case noire h8 · Pion noir sur case noire a7 · Pion noir sur case blanche b7 · Pion noir sur case noire c7 · Cavalier noir sur case blanche d7 · Cavalier noir sur case noire e7 · Pion noir sur case blanche f7 · Fou noir sur case noire g7 · Pion noir sur case blanche h7 · Pion noir sur case noire d6 · Pion noir sur case blanche e6 · Pion noir sur case blanche g6 · Fou blanc sur case blanche c4 · Pion blanc sur case noire d4 · Pion blanc sur case blanche e4 · Cavalier blanc sur case noire c3 · Cavalier blanc sur case blanche f3 · Pion blanc sur case blanche a2 · Pion blanc sur case noire b2 · Pion blanc sur case blanche c2 · Pion blanc sur case noire f2 · Pion blanc sur case blanche g2 · Pion blanc sur case noire h2 · Tour blanche sur case noire a1 · Fou blanc sur case noire c1 · Dame blanche sur case blanche d1 · Tour blanche sur case blanche f1 · Roi blanc sur case noire g1 | Tour noire sur case blanche a8 · Fou noir sur case blanche c8 · Dame noire sur case noire d8 · Roi noir sur case blanche e8 · Tour noire sur case noire h8 · Pion noir sur case noire a7 · Pion noir sur case blanche b7 · Pion noir sur case noire c7 · Cavalier noir sur case blanche d7 · Cavalier noir sur case noire e7 · Pion noir sur case blanche f7 · Fou noir sur case noire g7 · Pion noir sur case blanche h7 · Pion noir sur case noire d6 · Pion noir sur case blanche e6 · Pion noir sur case blanche g6 · Fou blanc sur case blanche c4 · Pion blanc sur case noire d4 · Pion blanc sur case blanche e4 · Cavalier blanc sur case noire c3 · Cavalier blanc sur case blanche f3 · Pion blanc sur case blanche a2 · Pion blanc sur case noire b2 · Pion blanc sur case blanche c2 · Pion blanc sur case noire f2 · Pion blanc sur case blanche g2 · Pion blanc sur case noire h2 · Tour blanche sur case noire a1 · Fou blanc sur case noire c1 · Dame blanche sur case blanche d1 · Tour blanche sur case blanche f1 · Roi blanc sur case noire g1 | Tour noire sur case blanche a8 · Fou noir sur case blanche c8 · Dame noire sur case noire d8 · Roi noir sur case blanche e8 · Tour noire sur case noire h8 · Pion noir sur case noire a7 · Pion noir sur case blanche b7 · Pion noir sur case noire c7 · Cavalier noir sur case blanche d7 · Cavalier noir sur case noire e7 · Pion noir sur case blanche f7 · Fou noir sur case noire g7 · Pion noir sur case blanche h7 · Pion noir sur case noire d6 · Pion noir sur case blanche e6 · Pion noir sur case blanche g6 · Fou blanc sur case blanche c4 · Pion blanc sur case noire d4 · Pion blanc sur case blanche e4 · Cavalier blanc sur case noire c3 · Cavalier blanc sur case blanche f3 · Pion blanc sur case blanche a2 · Pion blanc sur case noire b2 · Pion blanc sur case blanche c2 · Pion blanc sur case noire f2 · Pion blanc sur case blanche g2 · Pion blanc sur case noire h2 · Tour blanche sur case noire a1 · Fou blanc sur case noire c1 · Dame blanche sur case blanche d1 · Tour blanche sur case blanche f1 · Roi blanc sur case noire g1 | 8 |
| 7 | Tour noire sur case blanche a8 · Fou noir sur case blanche c8 · Dame noire sur case noire d8 · Roi noir sur case blanche e8 · Tour noire sur case noire h8 · Pion noir sur case noire a7 · Pion noir sur case blanche b7 · Pion noir sur case noire c7 · Cavalier noir sur case blanche d7 · Cavalier noir sur case noire e7 · Pion noir sur case blanche f7 · Fou noir sur case noire g7 · Pion noir sur case blanche h7 · Pion noir sur case noire d6 · Pion noir sur case blanche e6 · Pion noir sur case blanche g6 · Fou blanc sur case blanche c4 · Pion blanc sur case noire d4 · Pion blanc sur case blanche e4 · Cavalier blanc sur case noire c3 · Cavalier blanc sur case blanche f3 · Pion blanc sur case blanche a2 · Pion blanc sur case noire b2 · Pion blanc sur case blanche c2 · Pion blanc sur case noire f2 · Pion blanc sur case blanche g2 · Pion blanc sur case noire h2 · Tour blanche sur case noire a1 · Fou blanc sur case noire c1 · Dame blanche sur case blanche d1 · Tour blanche sur case blanche f1 · Roi blanc sur case noire g1 | Tour noire sur case blanche a8 · Fou noir sur case blanche c8 · Dame noire sur case noire d8 · Roi noir sur case blanche e8 · Tour noire sur case noire h8 · Pion noir sur case noire a7 · Pion noir sur case blanche b7 · Pion noir sur case noire c7 · Cavalier noir sur case blanche d7 · Cavalier noir sur case noire e7 · Pion noir sur case blanche f7 · Fou noir sur case noire g7 · Pion noir sur case blanche h7 · Pion noir sur case noire d6 · Pion noir sur case blanche e6 · Pion noir sur case blanche g6 · Fou blanc sur case blanche c4 · Pion blanc sur case noire d4 · Pion blanc sur case blanche e4 · Cavalier blanc sur case noire c3 · Cavalier blanc sur case blanche f3 · Pion blanc sur case blanche a2 · Pion blanc sur case noire b2 · Pion blanc sur case blanche c2 · Pion blanc sur case noire f2 · Pion blanc sur case blanche g2 · Pion blanc sur case noire h2 · Tour blanche sur case noire a1 · Fou blanc sur case noire c1 · Dame blanche sur case blanche d1 · Tour blanche sur case blanche f1 · Roi blanc sur case noire g1 | Tour noire sur case blanche a8 · Fou noir sur case blanche c8 · Dame noire sur case noire d8 · Roi noir sur case blanche e8 · Tour noire sur case noire h8 · Pion noir sur case noire a7 · Pion noir sur case blanche b7 · Pion noir sur case noire c7 · Cavalier noir sur case blanche d7 · Cavalier noir sur case noire e7 · Pion noir sur case blanche f7 · Fou noir sur case noire g7 · Pion noir sur case blanche h7 · Pion noir sur case noire d6 · Pion noir sur case blanche e6 · Pion noir sur case blanche g6 · Fou blanc sur case blanche c4 · Pion blanc sur case noire d4 · Pion blanc sur case blanche e4 · Cavalier blanc sur case noire c3 · Cavalier blanc sur case blanche f3 · Pion blanc sur case blanche a2 · Pion blanc sur case noire b2 · Pion blanc sur case blanche c2 · Pion blanc sur case noire f2 · Pion blanc sur case blanche g2 · Pion blanc sur case noire h2 · Tour blanche sur case noire a1 · Fou blanc sur case noire c1 · Dame blanche sur case blanche d1 · Tour blanche sur case blanche f1 · Roi blanc sur case noire g1 | Tour noire sur case blanche a8 · Fou noir sur case blanche c8 · Dame noire sur case noire d8 · Roi noir sur case blanche e8 · Tour noire sur case noire h8 · Pion noir sur case noire a7 · Pion noir sur case blanche b7 · Pion noir sur case noire c7 · Cavalier noir sur case blanche d7 · Cavalier noir sur case noire e7 · Pion noir sur case blanche f7 · Fou noir sur case noire g7 · Pion noir sur case blanche h7 · Pion noir sur case noire d6 · Pion noir sur case blanche e6 · Pion noir sur case blanche g6 · Fou blanc sur case blanche c4 · Pion blanc sur case noire d4 · Pion blanc sur case blanche e4 · Cavalier blanc sur case noire c3 · Cavalier blanc sur case blanche f3 · Pion blanc sur case blanche a2 · Pion blanc sur case noire b2 · Pion blanc sur case blanche c2 · Pion blanc sur case noire f2 · Pion blanc sur case blanche g2 · Pion blanc sur case noire h2 · Tour blanche sur case noire a1 · Fou blanc sur case noire c1 · Dame blanche sur case blanche d1 · Tour blanche sur case blanche f1 · Roi blanc sur case noire g1 | Tour noire sur case blanche a8 · Fou noir sur case blanche c8 · Dame noire sur case noire d8 · Roi noir sur case blanche e8 · Tour noire sur case noire h8 · Pion noir sur case noire a7 · Pion noir sur case blanche b7 · Pion noir sur case noire c7 · Cavalier noir sur case blanche d7 · Cavalier noir sur case noire e7 · Pion noir sur case blanche f7 · Fou noir sur case noire g7 · Pion noir sur case blanche h7 · Pion noir sur case noire d6 · Pion noir sur case blanche e6 · Pion noir sur case blanche g6 · Fou blanc sur case blanche c4 · Pion blanc sur case noire d4 · Pion blanc sur case blanche e4 · Cavalier blanc sur case noire c3 · Cavalier blanc sur case blanche f3 · Pion blanc sur case blanche a2 · Pion blanc sur case noire b2 · Pion blanc sur case blanche c2 · Pion blanc sur case noire f2 · Pion blanc sur case blanche g2 · Pion blanc sur case noire h2 · Tour blanche sur case noire a1 · Fou blanc sur case noire c1 · Dame blanche sur case blanche d1 · Tour blanche sur case blanche f1 · Roi blanc sur case noire g1 | Tour noire sur case blanche a8 · Fou noir sur case blanche c8 · Dame noire sur case noire d8 · Roi noir sur case blanche e8 · Tour noire sur case noire h8 · Pion noir sur case noire a7 · Pion noir sur case blanche b7 · Pion noir sur case noire c7 · Cavalier noir sur case blanche d7 · Cavalier noir sur case noire e7 · Pion noir sur case blanche f7 · Fou noir sur case noire g7 · Pion noir sur case blanche h7 · Pion noir sur case noire d6 · Pion noir sur case blanche e6 · Pion noir sur case blanche g6 · Fou blanc sur case blanche c4 · Pion blanc sur case noire d4 · Pion blanc sur case blanche e4 · Cavalier blanc sur case noire c3 · Cavalier blanc sur case blanche f3 · Pion blanc sur case blanche a2 · Pion blanc sur case noire b2 · Pion blanc sur case blanche c2 · Pion blanc sur case noire f2 · Pion blanc sur case blanche g2 · Pion blanc sur case noire h2 · Tour blanche sur case noire a1 · Fou blanc sur case noire c1 · Dame blanche sur case blanche d1 · Tour blanche sur case blanche f1 · Roi blanc sur case noire g1 | Tour noire sur case blanche a8 · Fou noir sur case blanche c8 · Dame noire sur case noire d8 · Roi noir sur case blanche e8 · Tour noire sur case noire h8 · Pion noir sur case noire a7 · Pion noir sur case blanche b7 · Pion noir sur case noire c7 · Cavalier noir sur case blanche d7 · Cavalier noir sur case noire e7 · Pion noir sur case blanche f7 · Fou noir sur case noire g7 · Pion noir sur case blanche h7 · Pion noir sur case noire d6 · Pion noir sur case blanche e6 · Pion noir sur case blanche g6 · Fou blanc sur case blanche c4 · Pion blanc sur case noire d4 · Pion blanc sur case blanche e4 · Cavalier blanc sur case noire c3 · Cavalier blanc sur case blanche f3 · Pion blanc sur case blanche a2 · Pion blanc sur case noire b2 · Pion blanc sur case blanche c2 · Pion blanc sur case noire f2 · Pion blanc sur case blanche g2 · Pion blanc sur case noire h2 · Tour blanche sur case noire a1 · Fou blanc sur case noire c1 · Dame blanche sur case blanche d1 · Tour blanche sur case blanche f1 · Roi blanc sur case noire g1 | Tour noire sur case blanche a8 · Fou noir sur case blanche c8 · Dame noire sur case noire d8 · Roi noir sur case blanche e8 · Tour noire sur case noire h8 · Pion noir sur case noire a7 · Pion noir sur case blanche b7 · Pion noir sur case noire c7 · Cavalier noir sur case blanche d7 · Cavalier noir sur case noire e7 · Pion noir sur case blanche f7 · Fou noir sur case noire g7 · Pion noir sur case blanche h7 · Pion noir sur case noire d6 · Pion noir sur case blanche e6 · Pion noir sur case blanche g6 · Fou blanc sur case blanche c4 · Pion blanc sur case noire d4 · Pion blanc sur case blanche e4 · Cavalier blanc sur case noire c3 · Cavalier blanc sur case blanche f3 · Pion blanc sur case blanche a2 · Pion blanc sur case noire b2 · Pion blanc sur case blanche c2 · Pion blanc sur case noire f2 · Pion blanc sur case blanche g2 · Pion blanc sur case noire h2 · Tour blanche sur case noire a1 · Fou blanc sur case noire c1 · Dame blanche sur case blanche d1 · Tour blanche sur case blanche f1 · Roi blanc sur case noire g1 | 7 |
| 6 | Tour noire sur case blanche a8 · Fou noir sur case blanche c8 · Dame noire sur case noire d8 · Roi noir sur case blanche e8 · Tour noire sur case noire h8 · Pion noir sur case noire a7 · Pion noir sur case blanche b7 · Pion noir sur case noire c7 · Cavalier noir sur case blanche d7 · Cavalier noir sur case noire e7 · Pion noir sur case blanche f7 · Fou noir sur case noire g7 · Pion noir sur case blanche h7 · Pion noir sur case noire d6 · Pion noir sur case blanche e6 · Pion noir sur case blanche g6 · Fou blanc sur case blanche c4 · Pion blanc sur case noire d4 · Pion blanc sur case blanche e4 · Cavalier blanc sur case noire c3 · Cavalier blanc sur case blanche f3 · Pion blanc sur case blanche a2 · Pion blanc sur case noire b2 · Pion blanc sur case blanche c2 · Pion blanc sur case noire f2 · Pion blanc sur case blanche g2 · Pion blanc sur case noire h2 · Tour blanche sur case noire a1 · Fou blanc sur case noire c1 · Dame blanche sur case blanche d1 · Tour blanche sur case blanche f1 · Roi blanc sur case noire g1 | Tour noire sur case blanche a8 · Fou noir sur case blanche c8 · Dame noire sur case noire d8 · Roi noir sur case blanche e8 · Tour noire sur case noire h8 · Pion noir sur case noire a7 · Pion noir sur case blanche b7 · Pion noir sur case noire c7 · Cavalier noir sur case blanche d7 · Cavalier noir sur case noire e7 · Pion noir sur case blanche f7 · Fou noir sur case noire g7 · Pion noir sur case blanche h7 · Pion noir sur case noire d6 · Pion noir sur case blanche e6 · Pion noir sur case blanche g6 · Fou blanc sur case blanche c4 · Pion blanc sur case noire d4 · Pion blanc sur case blanche e4 · Cavalier blanc sur case noire c3 · Cavalier blanc sur case blanche f3 · Pion blanc sur case blanche a2 · Pion blanc sur case noire b2 · Pion blanc sur case blanche c2 · Pion blanc sur case noire f2 · Pion blanc sur case blanche g2 · Pion blanc sur case noire h2 · Tour blanche sur case noire a1 · Fou blanc sur case noire c1 · Dame blanche sur case blanche d1 · Tour blanche sur case blanche f1 · Roi blanc sur case noire g1 | Tour noire sur case blanche a8 · Fou noir sur case blanche c8 · Dame noire sur case noire d8 · Roi noir sur case blanche e8 · Tour noire sur case noire h8 · Pion noir sur case noire a7 · Pion noir sur case blanche b7 · Pion noir sur case noire c7 · Cavalier noir sur case blanche d7 · Cavalier noir sur case noire e7 · Pion noir sur case blanche f7 · Fou noir sur case noire g7 · Pion noir sur case blanche h7 · Pion noir sur case noire d6 · Pion noir sur case blanche e6 · Pion noir sur case blanche g6 · Fou blanc sur case blanche c4 · Pion blanc sur case noire d4 · Pion blanc sur case blanche e4 · Cavalier blanc sur case noire c3 · Cavalier blanc sur case blanche f3 · Pion blanc sur case blanche a2 · Pion blanc sur case noire b2 · Pion blanc sur case blanche c2 · Pion blanc sur case noire f2 · Pion blanc sur case blanche g2 · Pion blanc sur case noire h2 · Tour blanche sur case noire a1 · Fou blanc sur case noire c1 · Dame blanche sur case blanche d1 · Tour blanche sur case blanche f1 · Roi blanc sur case noire g1 | Tour noire sur case blanche a8 · Fou noir sur case blanche c8 · Dame noire sur case noire d8 · Roi noir sur case blanche e8 · Tour noire sur case noire h8 · Pion noir sur case noire a7 · Pion noir sur case blanche b7 · Pion noir sur case noire c7 · Cavalier noir sur case blanche d7 · Cavalier noir sur case noire e7 · Pion noir sur case blanche f7 · Fou noir sur case noire g7 · Pion noir sur case blanche h7 · Pion noir sur case noire d6 · Pion noir sur case blanche e6 · Pion noir sur case blanche g6 · Fou blanc sur case blanche c4 · Pion blanc sur case noire d4 · Pion blanc sur case blanche e4 · Cavalier blanc sur case noire c3 · Cavalier blanc sur case blanche f3 · Pion blanc sur case blanche a2 · Pion blanc sur case noire b2 · Pion blanc sur case blanche c2 · Pion blanc sur case noire f2 · Pion blanc sur case blanche g2 · Pion blanc sur case noire h2 · Tour blanche sur case noire a1 · Fou blanc sur case noire c1 · Dame blanche sur case blanche d1 · Tour blanche sur case blanche f1 · Roi blanc sur case noire g1 | Tour noire sur case blanche a8 · Fou noir sur case blanche c8 · Dame noire sur case noire d8 · Roi noir sur case blanche e8 · Tour noire sur case noire h8 · Pion noir sur case noire a7 · Pion noir sur case blanche b7 · Pion noir sur case noire c7 · Cavalier noir sur case blanche d7 · Cavalier noir sur case noire e7 · Pion noir sur case blanche f7 · Fou noir sur case noire g7 · Pion noir sur case blanche h7 · Pion noir sur case noire d6 · Pion noir sur case blanche e6 · Pion noir sur case blanche g6 · Fou blanc sur case blanche c4 · Pion blanc sur case noire d4 · Pion blanc sur case blanche e4 · Cavalier blanc sur case noire c3 · Cavalier blanc sur case blanche f3 · Pion blanc sur case blanche a2 · Pion blanc sur case noire b2 · Pion blanc sur case blanche c2 · Pion blanc sur case noire f2 · Pion blanc sur case blanche g2 · Pion blanc sur case noire h2 · Tour blanche sur case noire a1 · Fou blanc sur case noire c1 · Dame blanche sur case blanche d1 · Tour blanche sur case blanche f1 · Roi blanc sur case noire g1 | Tour noire sur case blanche a8 · Fou noir sur case blanche c8 · Dame noire sur case noire d8 · Roi noir sur case blanche e8 · Tour noire sur case noire h8 · Pion noir sur case noire a7 · Pion noir sur case blanche b7 · Pion noir sur case noire c7 · Cavalier noir sur case blanche d7 · Cavalier noir sur case noire e7 · Pion noir sur case blanche f7 · Fou noir sur case noire g7 · Pion noir sur case blanche h7 · Pion noir sur case noire d6 · Pion noir sur case blanche e6 · Pion noir sur case blanche g6 · Fou blanc sur case blanche c4 · Pion blanc sur case noire d4 · Pion blanc sur case blanche e4 · Cavalier blanc sur case noire c3 · Cavalier blanc sur case blanche f3 · Pion blanc sur case blanche a2 · Pion blanc sur case noire b2 · Pion blanc sur case blanche c2 · Pion blanc sur case noire f2 · Pion blanc sur case blanche g2 · Pion blanc sur case noire h2 · Tour blanche sur case noire a1 · Fou blanc sur case noire c1 · Dame blanche sur case blanche d1 · Tour blanche sur case blanche f1 · Roi blanc sur case noire g1 | Tour noire sur case blanche a8 · Fou noir sur case blanche c8 · Dame noire sur case noire d8 · Roi noir sur case blanche e8 · Tour noire sur case noire h8 · Pion noir sur case noire a7 · Pion noir sur case blanche b7 · Pion noir sur case noire c7 · Cavalier noir sur case blanche d7 · Cavalier noir sur case noire e7 · Pion noir sur case blanche f7 · Fou noir sur case noire g7 · Pion noir sur case blanche h7 · Pion noir sur case noire d6 · Pion noir sur case blanche e6 · Pion noir sur case blanche g6 · Fou blanc sur case blanche c4 · Pion blanc sur case noire d4 · Pion blanc sur case blanche e4 · Cavalier blanc sur case noire c3 · Cavalier blanc sur case blanche f3 · Pion blanc sur case blanche a2 · Pion blanc sur case noire b2 · Pion blanc sur case blanche c2 · Pion blanc sur case noire f2 · Pion blanc sur case blanche g2 · Pion blanc sur case noire h2 · Tour blanche sur case noire a1 · Fou blanc sur case noire c1 · Dame blanche sur case blanche d1 · Tour blanche sur case blanche f1 · Roi blanc sur case noire g1 | Tour noire sur case blanche a8 · Fou noir sur case blanche c8 · Dame noire sur case noire d8 · Roi noir sur case blanche e8 · Tour noire sur case noire h8 · Pion noir sur case noire a7 · Pion noir sur case blanche b7 · Pion noir sur case noire c7 · Cavalier noir sur case blanche d7 · Cavalier noir sur case noire e7 · Pion noir sur case blanche f7 · Fou noir sur case noire g7 · Pion noir sur case blanche h7 · Pion noir sur case noire d6 · Pion noir sur case blanche e6 · Pion noir sur case blanche g6 · Fou blanc sur case blanche c4 · Pion blanc sur case noire d4 · Pion blanc sur case blanche e4 · Cavalier blanc sur case noire c3 · Cavalier blanc sur case blanche f3 · Pion blanc sur case blanche a2 · Pion blanc sur case noire b2 · Pion blanc sur case blanche c2 · Pion blanc sur case noire f2 · Pion blanc sur case blanche g2 · Pion blanc sur case noire h2 · Tour blanche sur case noire a1 · Fou blanc sur case noire c1 · Dame blanche sur case blanche d1 · Tour blanche sur case blanche f1 · Roi blanc sur case noire g1 | 6 |
| 5 | Tour noire sur case blanche a8 · Fou noir sur case blanche c8 · Dame noire sur case noire d8 · Roi noir sur case blanche e8 · Tour noire sur case noire h8 · Pion noir sur case noire a7 · Pion noir sur case blanche b7 · Pion noir sur case noire c7 · Cavalier noir sur case blanche d7 · Cavalier noir sur case noire e7 · Pion noir sur case blanche f7 · Fou noir sur case noire g7 · Pion noir sur case blanche h7 · Pion noir sur case noire d6 · Pion noir sur case blanche e6 · Pion noir sur case blanche g6 · Fou blanc sur case blanche c4 · Pion blanc sur case noire d4 · Pion blanc sur case blanche e4 · Cavalier blanc sur case noire c3 · Cavalier blanc sur case blanche f3 · Pion blanc sur case blanche a2 · Pion blanc sur case noire b2 · Pion blanc sur case blanche c2 · Pion blanc sur case noire f2 · Pion blanc sur case blanche g2 · Pion blanc sur case noire h2 · Tour blanche sur case noire a1 · Fou blanc sur case noire c1 · Dame blanche sur case blanche d1 · Tour blanche sur case blanche f1 · Roi blanc sur case noire g1 | Tour noire sur case blanche a8 · Fou noir sur case blanche c8 · Dame noire sur case noire d8 · Roi noir sur case blanche e8 · Tour noire sur case noire h8 · Pion noir sur case noire a7 · Pion noir sur case blanche b7 · Pion noir sur case noire c7 · Cavalier noir sur case blanche d7 · Cavalier noir sur case noire e7 · Pion noir sur case blanche f7 · Fou noir sur case noire g7 · Pion noir sur case blanche h7 · Pion noir sur case noire d6 · Pion noir sur case blanche e6 · Pion noir sur case blanche g6 · Fou blanc sur case blanche c4 · Pion blanc sur case noire d4 · Pion blanc sur case blanche e4 · Cavalier blanc sur case noire c3 · Cavalier blanc sur case blanche f3 · Pion blanc sur case blanche a2 · Pion blanc sur case noire b2 · Pion blanc sur case blanche c2 · Pion blanc sur case noire f2 · Pion blanc sur case blanche g2 · Pion blanc sur case noire h2 · Tour blanche sur case noire a1 · Fou blanc sur case noire c1 · Dame blanche sur case blanche d1 · Tour blanche sur case blanche f1 · Roi blanc sur case noire g1 | Tour noire sur case blanche a8 · Fou noir sur case blanche c8 · Dame noire sur case noire d8 · Roi noir sur case blanche e8 · Tour noire sur case noire h8 · Pion noir sur case noire a7 · Pion noir sur case blanche b7 · Pion noir sur case noire c7 · Cavalier noir sur case blanche d7 · Cavalier noir sur case noire e7 · Pion noir sur case blanche f7 · Fou noir sur case noire g7 · Pion noir sur case blanche h7 · Pion noir sur case noire d6 · Pion noir sur case blanche e6 · Pion noir sur case blanche g6 · Fou blanc sur case blanche c4 · Pion blanc sur case noire d4 · Pion blanc sur case blanche e4 · Cavalier blanc sur case noire c3 · Cavalier blanc sur case blanche f3 · Pion blanc sur case blanche a2 · Pion blanc sur case noire b2 · Pion blanc sur case blanche c2 · Pion blanc sur case noire f2 · Pion blanc sur case blanche g2 · Pion blanc sur case noire h2 · Tour blanche sur case noire a1 · Fou blanc sur case noire c1 · Dame blanche sur case blanche d1 · Tour blanche sur case blanche f1 · Roi blanc sur case noire g1 | Tour noire sur case blanche a8 · Fou noir sur case blanche c8 · Dame noire sur case noire d8 · Roi noir sur case blanche e8 · Tour noire sur case noire h8 · Pion noir sur case noire a7 · Pion noir sur case blanche b7 · Pion noir sur case noire c7 · Cavalier noir sur case blanche d7 · Cavalier noir sur case noire e7 · Pion noir sur case blanche f7 · Fou noir sur case noire g7 · Pion noir sur case blanche h7 · Pion noir sur case noire d6 · Pion noir sur case blanche e6 · Pion noir sur case blanche g6 · Fou blanc sur case blanche c4 · Pion blanc sur case noire d4 · Pion blanc sur case blanche e4 · Cavalier blanc sur case noire c3 · Cavalier blanc sur case blanche f3 · Pion blanc sur case blanche a2 · Pion blanc sur case noire b2 · Pion blanc sur case blanche c2 · Pion blanc sur case noire f2 · Pion blanc sur case blanche g2 · Pion blanc sur case noire h2 · Tour blanche sur case noire a1 · Fou blanc sur case noire c1 · Dame blanche sur case blanche d1 · Tour blanche sur case blanche f1 · Roi blanc sur case noire g1 | Tour noire sur case blanche a8 · Fou noir sur case blanche c8 · Dame noire sur case noire d8 · Roi noir sur case blanche e8 · Tour noire sur case noire h8 · Pion noir sur case noire a7 · Pion noir sur case blanche b7 · Pion noir sur case noire c7 · Cavalier noir sur case blanche d7 · Cavalier noir sur case noire e7 · Pion noir sur case blanche f7 · Fou noir sur case noire g7 · Pion noir sur case blanche h7 · Pion noir sur case noire d6 · Pion noir sur case blanche e6 · Pion noir sur case blanche g6 · Fou blanc sur case blanche c4 · Pion blanc sur case noire d4 · Pion blanc sur case blanche e4 · Cavalier blanc sur case noire c3 · Cavalier blanc sur case blanche f3 · Pion blanc sur case blanche a2 · Pion blanc sur case noire b2 · Pion blanc sur case blanche c2 · Pion blanc sur case noire f2 · Pion blanc sur case blanche g2 · Pion blanc sur case noire h2 · Tour blanche sur case noire a1 · Fou blanc sur case noire c1 · Dame blanche sur case blanche d1 · Tour blanche sur case blanche f1 · Roi blanc sur case noire g1 | Tour noire sur case blanche a8 · Fou noir sur case blanche c8 · Dame noire sur case noire d8 · Roi noir sur case blanche e8 · Tour noire sur case noire h8 · Pion noir sur case noire a7 · Pion noir sur case blanche b7 · Pion noir sur case noire c7 · Cavalier noir sur case blanche d7 · Cavalier noir sur case noire e7 · Pion noir sur case blanche f7 · Fou noir sur case noire g7 · Pion noir sur case blanche h7 · Pion noir sur case noire d6 · Pion noir sur case blanche e6 · Pion noir sur case blanche g6 · Fou blanc sur case blanche c4 · Pion blanc sur case noire d4 · Pion blanc sur case blanche e4 · Cavalier blanc sur case noire c3 · Cavalier blanc sur case blanche f3 · Pion blanc sur case blanche a2 · Pion blanc sur case noire b2 · Pion blanc sur case blanche c2 · Pion blanc sur case noire f2 · Pion blanc sur case blanche g2 · Pion blanc sur case noire h2 · Tour blanche sur case noire a1 · Fou blanc sur case noire c1 · Dame blanche sur case blanche d1 · Tour blanche sur case blanche f1 · Roi blanc sur case noire g1 | Tour noire sur case blanche a8 · Fou noir sur case blanche c8 · Dame noire sur case noire d8 · Roi noir sur case blanche e8 · Tour noire sur case noire h8 · Pion noir sur case noire a7 · Pion noir sur case blanche b7 · Pion noir sur case noire c7 · Cavalier noir sur case blanche d7 · Cavalier noir sur case noire e7 · Pion noir sur case blanche f7 · Fou noir sur case noire g7 · Pion noir sur case blanche h7 · Pion noir sur case noire d6 · Pion noir sur case blanche e6 · Pion noir sur case blanche g6 · Fou blanc sur case blanche c4 · Pion blanc sur case noire d4 · Pion blanc sur case blanche e4 · Cavalier blanc sur case noire c3 · Cavalier blanc sur case blanche f3 · Pion blanc sur case blanche a2 · Pion blanc sur case noire b2 · Pion blanc sur case blanche c2 · Pion blanc sur case noire f2 · Pion blanc sur case blanche g2 · Pion blanc sur case noire h2 · Tour blanche sur case noire a1 · Fou blanc sur case noire c1 · Dame blanche sur case blanche d1 · Tour blanche sur case blanche f1 · Roi blanc sur case noire g1 | Tour noire sur case blanche a8 · Fou noir sur case blanche c8 · Dame noire sur case noire d8 · Roi noir sur case blanche e8 · Tour noire sur case noire h8 · Pion noir sur case noire a7 · Pion noir sur case blanche b7 · Pion noir sur case noire c7 · Cavalier noir sur case blanche d7 · Cavalier noir sur case noire e7 · Pion noir sur case blanche f7 · Fou noir sur case noire g7 · Pion noir sur case blanche h7 · Pion noir sur case noire d6 · Pion noir sur case blanche e6 · Pion noir sur case blanche g6 · Fou blanc sur case blanche c4 · Pion blanc sur case noire d4 · Pion blanc sur case blanche e4 · Cavalier blanc sur case noire c3 · Cavalier blanc sur case blanche f3 · Pion blanc sur case blanche a2 · Pion blanc sur case noire b2 · Pion blanc sur case blanche c2 · Pion blanc sur case noire f2 · Pion blanc sur case blanche g2 · Pion blanc sur case noire h2 · Tour blanche sur case noire a1 · Fou blanc sur case noire c1 · Dame blanche sur case blanche d1 · Tour blanche sur case blanche f1 · Roi blanc sur case noire g1 | 5 |
| 4 | Tour noire sur case blanche a8 · Fou noir sur case blanche c8 · Dame noire sur case noire d8 · Roi noir sur case blanche e8 · Tour noire sur case noire h8 · Pion noir sur case noire a7 · Pion noir sur case blanche b7 · Pion noir sur case noire c7 · Cavalier noir sur case blanche d7 · Cavalier noir sur case noire e7 · Pion noir sur case blanche f7 · Fou noir sur case noire g7 · Pion noir sur case blanche h7 · Pion noir sur case noire d6 · Pion noir sur case blanche e6 · Pion noir sur case blanche g6 · Fou blanc sur case blanche c4 · Pion blanc sur case noire d4 · Pion blanc sur case blanche e4 · Cavalier blanc sur case noire c3 · Cavalier blanc sur case blanche f3 · Pion blanc sur case blanche a2 · Pion blanc sur case noire b2 · Pion blanc sur case blanche c2 · Pion blanc sur case noire f2 · Pion blanc sur case blanche g2 · Pion blanc sur case noire h2 · Tour blanche sur case noire a1 · Fou blanc sur case noire c1 · Dame blanche sur case blanche d1 · Tour blanche sur case blanche f1 · Roi blanc sur case noire g1 | Tour noire sur case blanche a8 · Fou noir sur case blanche c8 · Dame noire sur case noire d8 · Roi noir sur case blanche e8 · Tour noire sur case noire h8 · Pion noir sur case noire a7 · Pion noir sur case blanche b7 · Pion noir sur case noire c7 · Cavalier noir sur case blanche d7 · Cavalier noir sur case noire e7 · Pion noir sur case blanche f7 · Fou noir sur case noire g7 · Pion noir sur case blanche h7 · Pion noir sur case noire d6 · Pion noir sur case blanche e6 · Pion noir sur case blanche g6 · Fou blanc sur case blanche c4 · Pion blanc sur case noire d4 · Pion blanc sur case blanche e4 · Cavalier blanc sur case noire c3 · Cavalier blanc sur case blanche f3 · Pion blanc sur case blanche a2 · Pion blanc sur case noire b2 · Pion blanc sur case blanche c2 · Pion blanc sur case noire f2 · Pion blanc sur case blanche g2 · Pion blanc sur case noire h2 · Tour blanche sur case noire a1 · Fou blanc sur case noire c1 · Dame blanche sur case blanche d1 · Tour blanche sur case blanche f1 · Roi blanc sur case noire g1 | Tour noire sur case blanche a8 · Fou noir sur case blanche c8 · Dame noire sur case noire d8 · Roi noir sur case blanche e8 · Tour noire sur case noire h8 · Pion noir sur case noire a7 · Pion noir sur case blanche b7 · Pion noir sur case noire c7 · Cavalier noir sur case blanche d7 · Cavalier noir sur case noire e7 · Pion noir sur case blanche f7 · Fou noir sur case noire g7 · Pion noir sur case blanche h7 · Pion noir sur case noire d6 · Pion noir sur case blanche e6 · Pion noir sur case blanche g6 · Fou blanc sur case blanche c4 · Pion blanc sur case noire d4 · Pion blanc sur case blanche e4 · Cavalier blanc sur case noire c3 · Cavalier blanc sur case blanche f3 · Pion blanc sur case blanche a2 · Pion blanc sur case noire b2 · Pion blanc sur case blanche c2 · Pion blanc sur case noire f2 · Pion blanc sur case blanche g2 · Pion blanc sur case noire h2 · Tour blanche sur case noire a1 · Fou blanc sur case noire c1 · Dame blanche sur case blanche d1 · Tour blanche sur case blanche f1 · Roi blanc sur case noire g1 | Tour noire sur case blanche a8 · Fou noir sur case blanche c8 · Dame noire sur case noire d8 · Roi noir sur case blanche e8 · Tour noire sur case noire h8 · Pion noir sur case noire a7 · Pion noir sur case blanche b7 · Pion noir sur case noire c7 · Cavalier noir sur case blanche d7 · Cavalier noir sur case noire e7 · Pion noir sur case blanche f7 · Fou noir sur case noire g7 · Pion noir sur case blanche h7 · Pion noir sur case noire d6 · Pion noir sur case blanche e6 · Pion noir sur case blanche g6 · Fou blanc sur case blanche c4 · Pion blanc sur case noire d4 · Pion blanc sur case blanche e4 · Cavalier blanc sur case noire c3 · Cavalier blanc sur case blanche f3 · Pion blanc sur case blanche a2 · Pion blanc sur case noire b2 · Pion blanc sur case blanche c2 · Pion blanc sur case noire f2 · Pion blanc sur case blanche g2 · Pion blanc sur case noire h2 · Tour blanche sur case noire a1 · Fou blanc sur case noire c1 · Dame blanche sur case blanche d1 · Tour blanche sur case blanche f1 · Roi blanc sur case noire g1 | Tour noire sur case blanche a8 · Fou noir sur case blanche c8 · Dame noire sur case noire d8 · Roi noir sur case blanche e8 · Tour noire sur case noire h8 · Pion noir sur case noire a7 · Pion noir sur case blanche b7 · Pion noir sur case noire c7 · Cavalier noir sur case blanche d7 · Cavalier noir sur case noire e7 · Pion noir sur case blanche f7 · Fou noir sur case noire g7 · Pion noir sur case blanche h7 · Pion noir sur case noire d6 · Pion noir sur case blanche e6 · Pion noir sur case blanche g6 · Fou blanc sur case blanche c4 · Pion blanc sur case noire d4 · Pion blanc sur case blanche e4 · Cavalier blanc sur case noire c3 · Cavalier blanc sur case blanche f3 · Pion blanc sur case blanche a2 · Pion blanc sur case noire b2 · Pion blanc sur case blanche c2 · Pion blanc sur case noire f2 · Pion blanc sur case blanche g2 · Pion blanc sur case noire h2 · Tour blanche sur case noire a1 · Fou blanc sur case noire c1 · Dame blanche sur case blanche d1 · Tour blanche sur case blanche f1 · Roi blanc sur case noire g1 | Tour noire sur case blanche a8 · Fou noir sur case blanche c8 · Dame noire sur case noire d8 · Roi noir sur case blanche e8 · Tour noire sur case noire h8 · Pion noir sur case noire a7 · Pion noir sur case blanche b7 · Pion noir sur case noire c7 · Cavalier noir sur case blanche d7 · Cavalier noir sur case noire e7 · Pion noir sur case blanche f7 · Fou noir sur case noire g7 · Pion noir sur case blanche h7 · Pion noir sur case noire d6 · Pion noir sur case blanche e6 · Pion noir sur case blanche g6 · Fou blanc sur case blanche c4 · Pion blanc sur case noire d4 · Pion blanc sur case blanche e4 · Cavalier blanc sur case noire c3 · Cavalier blanc sur case blanche f3 · Pion blanc sur case blanche a2 · Pion blanc sur case noire b2 · Pion blanc sur case blanche c2 · Pion blanc sur case noire f2 · Pion blanc sur case blanche g2 · Pion blanc sur case noire h2 · Tour blanche sur case noire a1 · Fou blanc sur case noire c1 · Dame blanche sur case blanche d1 · Tour blanche sur case blanche f1 · Roi blanc sur case noire g1 | Tour noire sur case blanche a8 · Fou noir sur case blanche c8 · Dame noire sur case noire d8 · Roi noir sur case blanche e8 · Tour noire sur case noire h8 · Pion noir sur case noire a7 · Pion noir sur case blanche b7 · Pion noir sur case noire c7 · Cavalier noir sur case blanche d7 · Cavalier noir sur case noire e7 · Pion noir sur case blanche f7 · Fou noir sur case noire g7 · Pion noir sur case blanche h7 · Pion noir sur case noire d6 · Pion noir sur case blanche e6 · Pion noir sur case blanche g6 · Fou blanc sur case blanche c4 · Pion blanc sur case noire d4 · Pion blanc sur case blanche e4 · Cavalier blanc sur case noire c3 · Cavalier blanc sur case blanche f3 · Pion blanc sur case blanche a2 · Pion blanc sur case noire b2 · Pion blanc sur case blanche c2 · Pion blanc sur case noire f2 · Pion blanc sur case blanche g2 · Pion blanc sur case noire h2 · Tour blanche sur case noire a1 · Fou blanc sur case noire c1 · Dame blanche sur case blanche d1 · Tour blanche sur case blanche f1 · Roi blanc sur case noire g1 | Tour noire sur case blanche a8 · Fou noir sur case blanche c8 · Dame noire sur case noire d8 · Roi noir sur case blanche e8 · Tour noire sur case noire h8 · Pion noir sur case noire a7 · Pion noir sur case blanche b7 · Pion noir sur case noire c7 · Cavalier noir sur case blanche d7 · Cavalier noir sur case noire e7 · Pion noir sur case blanche f7 · Fou noir sur case noire g7 · Pion noir sur case blanche h7 · Pion noir sur case noire d6 · Pion noir sur case blanche e6 · Pion noir sur case blanche g6 · Fou blanc sur case blanche c4 · Pion blanc sur case noire d4 · Pion blanc sur case blanche e4 · Cavalier blanc sur case noire c3 · Cavalier blanc sur case blanche f3 · Pion blanc sur case blanche a2 · Pion blanc sur case noire b2 · Pion blanc sur case blanche c2 · Pion blanc sur case noire f2 · Pion blanc sur case blanche g2 · Pion blanc sur case noire h2 · Tour blanche sur case noire a1 · Fou blanc sur case noire c1 · Dame blanche sur case blanche d1 · Tour blanche sur case blanche f1 · Roi blanc sur case noire g1 | 4 |
| 3 | Tour noire sur case blanche a8 · Fou noir sur case blanche c8 · Dame noire sur case noire d8 · Roi noir sur case blanche e8 · Tour noire sur case noire h8 · Pion noir sur case noire a7 · Pion noir sur case blanche b7 · Pion noir sur case noire c7 · Cavalier noir sur case blanche d7 · Cavalier noir sur case noire e7 · Pion noir sur case blanche f7 · Fou noir sur case noire g7 · Pion noir sur case blanche h7 · Pion noir sur case noire d6 · Pion noir sur case blanche e6 · Pion noir sur case blanche g6 · Fou blanc sur case blanche c4 · Pion blanc sur case noire d4 · Pion blanc sur case blanche e4 · Cavalier blanc sur case noire c3 · Cavalier blanc sur case blanche f3 · Pion blanc sur case blanche a2 · Pion blanc sur case noire b2 · Pion blanc sur case blanche c2 · Pion blanc sur case noire f2 · Pion blanc sur case blanche g2 · Pion blanc sur case noire h2 · Tour blanche sur case noire a1 · Fou blanc sur case noire c1 · Dame blanche sur case blanche d1 · Tour blanche sur case blanche f1 · Roi blanc sur case noire g1 | Tour noire sur case blanche a8 · Fou noir sur case blanche c8 · Dame noire sur case noire d8 · Roi noir sur case blanche e8 · Tour noire sur case noire h8 · Pion noir sur case noire a7 · Pion noir sur case blanche b7 · Pion noir sur case noire c7 · Cavalier noir sur case blanche d7 · Cavalier noir sur case noire e7 · Pion noir sur case blanche f7 · Fou noir sur case noire g7 · Pion noir sur case blanche h7 · Pion noir sur case noire d6 · Pion noir sur case blanche e6 · Pion noir sur case blanche g6 · Fou blanc sur case blanche c4 · Pion blanc sur case noire d4 · Pion blanc sur case blanche e4 · Cavalier blanc sur case noire c3 · Cavalier blanc sur case blanche f3 · Pion blanc sur case blanche a2 · Pion blanc sur case noire b2 · Pion blanc sur case blanche c2 · Pion blanc sur case noire f2 · Pion blanc sur case blanche g2 · Pion blanc sur case noire h2 · Tour blanche sur case noire a1 · Fou blanc sur case noire c1 · Dame blanche sur case blanche d1 · Tour blanche sur case blanche f1 · Roi blanc sur case noire g1 | Tour noire sur case blanche a8 · Fou noir sur case blanche c8 · Dame noire sur case noire d8 · Roi noir sur case blanche e8 · Tour noire sur case noire h8 · Pion noir sur case noire a7 · Pion noir sur case blanche b7 · Pion noir sur case noire c7 · Cavalier noir sur case blanche d7 · Cavalier noir sur case noire e7 · Pion noir sur case blanche f7 · Fou noir sur case noire g7 · Pion noir sur case blanche h7 · Pion noir sur case noire d6 · Pion noir sur case blanche e6 · Pion noir sur case blanche g6 · Fou blanc sur case blanche c4 · Pion blanc sur case noire d4 · Pion blanc sur case blanche e4 · Cavalier blanc sur case noire c3 · Cavalier blanc sur case blanche f3 · Pion blanc sur case blanche a2 · Pion blanc sur case noire b2 · Pion blanc sur case blanche c2 · Pion blanc sur case noire f2 · Pion blanc sur case blanche g2 · Pion blanc sur case noire h2 · Tour blanche sur case noire a1 · Fou blanc sur case noire c1 · Dame blanche sur case blanche d1 · Tour blanche sur case blanche f1 · Roi blanc sur case noire g1 | Tour noire sur case blanche a8 · Fou noir sur case blanche c8 · Dame noire sur case noire d8 · Roi noir sur case blanche e8 · Tour noire sur case noire h8 · Pion noir sur case noire a7 · Pion noir sur case blanche b7 · Pion noir sur case noire c7 · Cavalier noir sur case blanche d7 · Cavalier noir sur case noire e7 · Pion noir sur case blanche f7 · Fou noir sur case noire g7 · Pion noir sur case blanche h7 · Pion noir sur case noire d6 · Pion noir sur case blanche e6 · Pion noir sur case blanche g6 · Fou blanc sur case blanche c4 · Pion blanc sur case noire d4 · Pion blanc sur case blanche e4 · Cavalier blanc sur case noire c3 · Cavalier blanc sur case blanche f3 · Pion blanc sur case blanche a2 · Pion blanc sur case noire b2 · Pion blanc sur case blanche c2 · Pion blanc sur case noire f2 · Pion blanc sur case blanche g2 · Pion blanc sur case noire h2 · Tour blanche sur case noire a1 · Fou blanc sur case noire c1 · Dame blanche sur case blanche d1 · Tour blanche sur case blanche f1 · Roi blanc sur case noire g1 | Tour noire sur case blanche a8 · Fou noir sur case blanche c8 · Dame noire sur case noire d8 · Roi noir sur case blanche e8 · Tour noire sur case noire h8 · Pion noir sur case noire a7 · Pion noir sur case blanche b7 · Pion noir sur case noire c7 · Cavalier noir sur case blanche d7 · Cavalier noir sur case noire e7 · Pion noir sur case blanche f7 · Fou noir sur case noire g7 · Pion noir sur case blanche h7 · Pion noir sur case noire d6 · Pion noir sur case blanche e6 · Pion noir sur case blanche g6 · Fou blanc sur case blanche c4 · Pion blanc sur case noire d4 · Pion blanc sur case blanche e4 · Cavalier blanc sur case noire c3 · Cavalier blanc sur case blanche f3 · Pion blanc sur case blanche a2 · Pion blanc sur case noire b2 · Pion blanc sur case blanche c2 · Pion blanc sur case noire f2 · Pion blanc sur case blanche g2 · Pion blanc sur case noire h2 · Tour blanche sur case noire a1 · Fou blanc sur case noire c1 · Dame blanche sur case blanche d1 · Tour blanche sur case blanche f1 · Roi blanc sur case noire g1 | Tour noire sur case blanche a8 · Fou noir sur case blanche c8 · Dame noire sur case noire d8 · Roi noir sur case blanche e8 · Tour noire sur case noire h8 · Pion noir sur case noire a7 · Pion noir sur case blanche b7 · Pion noir sur case noire c7 · Cavalier noir sur case blanche d7 · Cavalier noir sur case noire e7 · Pion noir sur case blanche f7 · Fou noir sur case noire g7 · Pion noir sur case blanche h7 · Pion noir sur case noire d6 · Pion noir sur case blanche e6 · Pion noir sur case blanche g6 · Fou blanc sur case blanche c4 · Pion blanc sur case noire d4 · Pion blanc sur case blanche e4 · Cavalier blanc sur case noire c3 · Cavalier blanc sur case blanche f3 · Pion blanc sur case blanche a2 · Pion blanc sur case noire b2 · Pion blanc sur case blanche c2 · Pion blanc sur case noire f2 · Pion blanc sur case blanche g2 · Pion blanc sur case noire h2 · Tour blanche sur case noire a1 · Fou blanc sur case noire c1 · Dame blanche sur case blanche d1 · Tour blanche sur case blanche f1 · Roi blanc sur case noire g1 | Tour noire sur case blanche a8 · Fou noir sur case blanche c8 · Dame noire sur case noire d8 · Roi noir sur case blanche e8 · Tour noire sur case noire h8 · Pion noir sur case noire a7 · Pion noir sur case blanche b7 · Pion noir sur case noire c7 · Cavalier noir sur case blanche d7 · Cavalier noir sur case noire e7 · Pion noir sur case blanche f7 · Fou noir sur case noire g7 · Pion noir sur case blanche h7 · Pion noir sur case noire d6 · Pion noir sur case blanche e6 · Pion noir sur case blanche g6 · Fou blanc sur case blanche c4 · Pion blanc sur case noire d4 · Pion blanc sur case blanche e4 · Cavalier blanc sur case noire c3 · Cavalier blanc sur case blanche f3 · Pion blanc sur case blanche a2 · Pion blanc sur case noire b2 · Pion blanc sur case blanche c2 · Pion blanc sur case noire f2 · Pion blanc sur case blanche g2 · Pion blanc sur case noire h2 · Tour blanche sur case noire a1 · Fou blanc sur case noire c1 · Dame blanche sur case blanche d1 · Tour blanche sur case blanche f1 · Roi blanc sur case noire g1 | Tour noire sur case blanche a8 · Fou noir sur case blanche c8 · Dame noire sur case noire d8 · Roi noir sur case blanche e8 · Tour noire sur case noire h8 · Pion noir sur case noire a7 · Pion noir sur case blanche b7 · Pion noir sur case noire c7 · Cavalier noir sur case blanche d7 · Cavalier noir sur case noire e7 · Pion noir sur case blanche f7 · Fou noir sur case noire g7 · Pion noir sur case blanche h7 · Pion noir sur case noire d6 · Pion noir sur case blanche e6 · Pion noir sur case blanche g6 · Fou blanc sur case blanche c4 · Pion blanc sur case noire d4 · Pion blanc sur case blanche e4 · Cavalier blanc sur case noire c3 · Cavalier blanc sur case blanche f3 · Pion blanc sur case blanche a2 · Pion blanc sur case noire b2 · Pion blanc sur case blanche c2 · Pion blanc sur case noire f2 · Pion blanc sur case blanche g2 · Pion blanc sur case noire h2 · Tour blanche sur case noire a1 · Fou blanc sur case noire c1 · Dame blanche sur case blanche d1 · Tour blanche sur case blanche f1 · Roi blanc sur case noire g1 | 3 |
| 2 | Tour noire sur case blanche a8 · Fou noir sur case blanche c8 · Dame noire sur case noire d8 · Roi noir sur case blanche e8 · Tour noire sur case noire h8 · Pion noir sur case noire a7 · Pion noir sur case blanche b7 · Pion noir sur case noire c7 · Cavalier noir sur case blanche d7 · Cavalier noir sur case noire e7 · Pion noir sur case blanche f7 · Fou noir sur case noire g7 · Pion noir sur case blanche h7 · Pion noir sur case noire d6 · Pion noir sur case blanche e6 · Pion noir sur case blanche g6 · Fou blanc sur case blanche c4 · Pion blanc sur case noire d4 · Pion blanc sur case blanche e4 · Cavalier blanc sur case noire c3 · Cavalier blanc sur case blanche f3 · Pion blanc sur case blanche a2 · Pion blanc sur case noire b2 · Pion blanc sur case blanche c2 · Pion blanc sur case noire f2 · Pion blanc sur case blanche g2 · Pion blanc sur case noire h2 · Tour blanche sur case noire a1 · Fou blanc sur case noire c1 · Dame blanche sur case blanche d1 · Tour blanche sur case blanche f1 · Roi blanc sur case noire g1 | Tour noire sur case blanche a8 · Fou noir sur case blanche c8 · Dame noire sur case noire d8 · Roi noir sur case blanche e8 · Tour noire sur case noire h8 · Pion noir sur case noire a7 · Pion noir sur case blanche b7 · Pion noir sur case noire c7 · Cavalier noir sur case blanche d7 · Cavalier noir sur case noire e7 · Pion noir sur case blanche f7 · Fou noir sur case noire g7 · Pion noir sur case blanche h7 · Pion noir sur case noire d6 · Pion noir sur case blanche e6 · Pion noir sur case blanche g6 · Fou blanc sur case blanche c4 · Pion blanc sur case noire d4 · Pion blanc sur case blanche e4 · Cavalier blanc sur case noire c3 · Cavalier blanc sur case blanche f3 · Pion blanc sur case blanche a2 · Pion blanc sur case noire b2 · Pion blanc sur case blanche c2 · Pion blanc sur case noire f2 · Pion blanc sur case blanche g2 · Pion blanc sur case noire h2 · Tour blanche sur case noire a1 · Fou blanc sur case noire c1 · Dame blanche sur case blanche d1 · Tour blanche sur case blanche f1 · Roi blanc sur case noire g1 | Tour noire sur case blanche a8 · Fou noir sur case blanche c8 · Dame noire sur case noire d8 · Roi noir sur case blanche e8 · Tour noire sur case noire h8 · Pion noir sur case noire a7 · Pion noir sur case blanche b7 · Pion noir sur case noire c7 · Cavalier noir sur case blanche d7 · Cavalier noir sur case noire e7 · Pion noir sur case blanche f7 · Fou noir sur case noire g7 · Pion noir sur case blanche h7 · Pion noir sur case noire d6 · Pion noir sur case blanche e6 · Pion noir sur case blanche g6 · Fou blanc sur case blanche c4 · Pion blanc sur case noire d4 · Pion blanc sur case blanche e4 · Cavalier blanc sur case noire c3 · Cavalier blanc sur case blanche f3 · Pion blanc sur case blanche a2 · Pion blanc sur case noire b2 · Pion blanc sur case blanche c2 · Pion blanc sur case noire f2 · Pion blanc sur case blanche g2 · Pion blanc sur case noire h2 · Tour blanche sur case noire a1 · Fou blanc sur case noire c1 · Dame blanche sur case blanche d1 · Tour blanche sur case blanche f1 · Roi blanc sur case noire g1 | Tour noire sur case blanche a8 · Fou noir sur case blanche c8 · Dame noire sur case noire d8 · Roi noir sur case blanche e8 · Tour noire sur case noire h8 · Pion noir sur case noire a7 · Pion noir sur case blanche b7 · Pion noir sur case noire c7 · Cavalier noir sur case blanche d7 · Cavalier noir sur case noire e7 · Pion noir sur case blanche f7 · Fou noir sur case noire g7 · Pion noir sur case blanche h7 · Pion noir sur case noire d6 · Pion noir sur case blanche e6 · Pion noir sur case blanche g6 · Fou blanc sur case blanche c4 · Pion blanc sur case noire d4 · Pion blanc sur case blanche e4 · Cavalier blanc sur case noire c3 · Cavalier blanc sur case blanche f3 · Pion blanc sur case blanche a2 · Pion blanc sur case noire b2 · Pion blanc sur case blanche c2 · Pion blanc sur case noire f2 · Pion blanc sur case blanche g2 · Pion blanc sur case noire h2 · Tour blanche sur case noire a1 · Fou blanc sur case noire c1 · Dame blanche sur case blanche d1 · Tour blanche sur case blanche f1 · Roi blanc sur case noire g1 | Tour noire sur case blanche a8 · Fou noir sur case blanche c8 · Dame noire sur case noire d8 · Roi noir sur case blanche e8 · Tour noire sur case noire h8 · Pion noir sur case noire a7 · Pion noir sur case blanche b7 · Pion noir sur case noire c7 · Cavalier noir sur case blanche d7 · Cavalier noir sur case noire e7 · Pion noir sur case blanche f7 · Fou noir sur case noire g7 · Pion noir sur case blanche h7 · Pion noir sur case noire d6 · Pion noir sur case blanche e6 · Pion noir sur case blanche g6 · Fou blanc sur case blanche c4 · Pion blanc sur case noire d4 · Pion blanc sur case blanche e4 · Cavalier blanc sur case noire c3 · Cavalier blanc sur case blanche f3 · Pion blanc sur case blanche a2 · Pion blanc sur case noire b2 · Pion blanc sur case blanche c2 · Pion blanc sur case noire f2 · Pion blanc sur case blanche g2 · Pion blanc sur case noire h2 · Tour blanche sur case noire a1 · Fou blanc sur case noire c1 · Dame blanche sur case blanche d1 · Tour blanche sur case blanche f1 · Roi blanc sur case noire g1 | Tour noire sur case blanche a8 · Fou noir sur case blanche c8 · Dame noire sur case noire d8 · Roi noir sur case blanche e8 · Tour noire sur case noire h8 · Pion noir sur case noire a7 · Pion noir sur case blanche b7 · Pion noir sur case noire c7 · Cavalier noir sur case blanche d7 · Cavalier noir sur case noire e7 · Pion noir sur case blanche f7 · Fou noir sur case noire g7 · Pion noir sur case blanche h7 · Pion noir sur case noire d6 · Pion noir sur case blanche e6 · Pion noir sur case blanche g6 · Fou blanc sur case blanche c4 · Pion blanc sur case noire d4 · Pion blanc sur case blanche e4 · Cavalier blanc sur case noire c3 · Cavalier blanc sur case blanche f3 · Pion blanc sur case blanche a2 · Pion blanc sur case noire b2 · Pion blanc sur case blanche c2 · Pion blanc sur case noire f2 · Pion blanc sur case blanche g2 · Pion blanc sur case noire h2 · Tour blanche sur case noire a1 · Fou blanc sur case noire c1 · Dame blanche sur case blanche d1 · Tour blanche sur case blanche f1 · Roi blanc sur case noire g1 | Tour noire sur case blanche a8 · Fou noir sur case blanche c8 · Dame noire sur case noire d8 · Roi noir sur case blanche e8 · Tour noire sur case noire h8 · Pion noir sur case noire a7 · Pion noir sur case blanche b7 · Pion noir sur case noire c7 · Cavalier noir sur case blanche d7 · Cavalier noir sur case noire e7 · Pion noir sur case blanche f7 · Fou noir sur case noire g7 · Pion noir sur case blanche h7 · Pion noir sur case noire d6 · Pion noir sur case blanche e6 · Pion noir sur case blanche g6 · Fou blanc sur case blanche c4 · Pion blanc sur case noire d4 · Pion blanc sur case blanche e4 · Cavalier blanc sur case noire c3 · Cavalier blanc sur case blanche f3 · Pion blanc sur case blanche a2 · Pion blanc sur case noire b2 · Pion blanc sur case blanche c2 · Pion blanc sur case noire f2 · Pion blanc sur case blanche g2 · Pion blanc sur case noire h2 · Tour blanche sur case noire a1 · Fou blanc sur case noire c1 · Dame blanche sur case blanche d1 · Tour blanche sur case blanche f1 · Roi blanc sur case noire g1 | Tour noire sur case blanche a8 · Fou noir sur case blanche c8 · Dame noire sur case noire d8 · Roi noir sur case blanche e8 · Tour noire sur case noire h8 · Pion noir sur case noire a7 · Pion noir sur case blanche b7 · Pion noir sur case noire c7 · Cavalier noir sur case blanche d7 · Cavalier noir sur case noire e7 · Pion noir sur case blanche f7 · Fou noir sur case noire g7 · Pion noir sur case blanche h7 · Pion noir sur case noire d6 · Pion noir sur case blanche e6 · Pion noir sur case blanche g6 · Fou blanc sur case blanche c4 · Pion blanc sur case noire d4 · Pion blanc sur case blanche e4 · Cavalier blanc sur case noire c3 · Cavalier blanc sur case blanche f3 · Pion blanc sur case blanche a2 · Pion blanc sur case noire b2 · Pion blanc sur case blanche c2 · Pion blanc sur case noire f2 · Pion blanc sur case blanche g2 · Pion blanc sur case noire h2 · Tour blanche sur case noire a1 · Fou blanc sur case noire c1 · Dame blanche sur case blanche d1 · Tour blanche sur case blanche f1 · Roi blanc sur case noire g1 | 2 |
| 1 | Tour noire sur case blanche a8 · Fou noir sur case blanche c8 · Dame noire sur case noire d8 · Roi noir sur case blanche e8 · Tour noire sur case noire h8 · Pion noir sur case noire a7 · Pion noir sur case blanche b7 · Pion noir sur case noire c7 · Cavalier noir sur case blanche d7 · Cavalier noir sur case noire e7 · Pion noir sur case blanche f7 · Fou noir sur case noire g7 · Pion noir sur case blanche h7 · Pion noir sur case noire d6 · Pion noir sur case blanche e6 · Pion noir sur case blanche g6 · Fou blanc sur case blanche c4 · Pion blanc sur case noire d4 · Pion blanc sur case blanche e4 · Cavalier blanc sur case noire c3 · Cavalier blanc sur case blanche f3 · Pion blanc sur case blanche a2 · Pion blanc sur case noire b2 · Pion blanc sur case blanche c2 · Pion blanc sur case noire f2 · Pion blanc sur case blanche g2 · Pion blanc sur case noire h2 · Tour blanche sur case noire a1 · Fou blanc sur case noire c1 · Dame blanche sur case blanche d1 · Tour blanche sur case blanche f1 · Roi blanc sur case noire g1 | Tour noire sur case blanche a8 · Fou noir sur case blanche c8 · Dame noire sur case noire d8 · Roi noir sur case blanche e8 · Tour noire sur case noire h8 · Pion noir sur case noire a7 · Pion noir sur case blanche b7 · Pion noir sur case noire c7 · Cavalier noir sur case blanche d7 · Cavalier noir sur case noire e7 · Pion noir sur case blanche f7 · Fou noir sur case noire g7 · Pion noir sur case blanche h7 · Pion noir sur case noire d6 · Pion noir sur case blanche e6 · Pion noir sur case blanche g6 · Fou blanc sur case blanche c4 · Pion blanc sur case noire d4 · Pion blanc sur case blanche e4 · Cavalier blanc sur case noire c3 · Cavalier blanc sur case blanche f3 · Pion blanc sur case blanche a2 · Pion blanc sur case noire b2 · Pion blanc sur case blanche c2 · Pion blanc sur case noire f2 · Pion blanc sur case blanche g2 · Pion blanc sur case noire h2 · Tour blanche sur case noire a1 · Fou blanc sur case noire c1 · Dame blanche sur case blanche d1 · Tour blanche sur case blanche f1 · Roi blanc sur case noire g1 | Tour noire sur case blanche a8 · Fou noir sur case blanche c8 · Dame noire sur case noire d8 · Roi noir sur case blanche e8 · Tour noire sur case noire h8 · Pion noir sur case noire a7 · Pion noir sur case blanche b7 · Pion noir sur case noire c7 · Cavalier noir sur case blanche d7 · Cavalier noir sur case noire e7 · Pion noir sur case blanche f7 · Fou noir sur case noire g7 · Pion noir sur case blanche h7 · Pion noir sur case noire d6 · Pion noir sur case blanche e6 · Pion noir sur case blanche g6 · Fou blanc sur case blanche c4 · Pion blanc sur case noire d4 · Pion blanc sur case blanche e4 · Cavalier blanc sur case noire c3 · Cavalier blanc sur case blanche f3 · Pion blanc sur case blanche a2 · Pion blanc sur case noire b2 · Pion blanc sur case blanche c2 · Pion blanc sur case noire f2 · Pion blanc sur case blanche g2 · Pion blanc sur case noire h2 · Tour blanche sur case noire a1 · Fou blanc sur case noire c1 · Dame blanche sur case blanche d1 · Tour blanche sur case blanche f1 · Roi blanc sur case noire g1 | Tour noire sur case blanche a8 · Fou noir sur case blanche c8 · Dame noire sur case noire d8 · Roi noir sur case blanche e8 · Tour noire sur case noire h8 · Pion noir sur case noire a7 · Pion noir sur case blanche b7 · Pion noir sur case noire c7 · Cavalier noir sur case blanche d7 · Cavalier noir sur case noire e7 · Pion noir sur case blanche f7 · Fou noir sur case noire g7 · Pion noir sur case blanche h7 · Pion noir sur case noire d6 · Pion noir sur case blanche e6 · Pion noir sur case blanche g6 · Fou blanc sur case blanche c4 · Pion blanc sur case noire d4 · Pion blanc sur case blanche e4 · Cavalier blanc sur case noire c3 · Cavalier blanc sur case blanche f3 · Pion blanc sur case blanche a2 · Pion blanc sur case noire b2 · Pion blanc sur case blanche c2 · Pion blanc sur case noire f2 · Pion blanc sur case blanche g2 · Pion blanc sur case noire h2 · Tour blanche sur case noire a1 · Fou blanc sur case noire c1 · Dame blanche sur case blanche d1 · Tour blanche sur case blanche f1 · Roi blanc sur case noire g1 | Tour noire sur case blanche a8 · Fou noir sur case blanche c8 · Dame noire sur case noire d8 · Roi noir sur case blanche e8 · Tour noire sur case noire h8 · Pion noir sur case noire a7 · Pion noir sur case blanche b7 · Pion noir sur case noire c7 · Cavalier noir sur case blanche d7 · Cavalier noir sur case noire e7 · Pion noir sur case blanche f7 · Fou noir sur case noire g7 · Pion noir sur case blanche h7 · Pion noir sur case noire d6 · Pion noir sur case blanche e6 · Pion noir sur case blanche g6 · Fou blanc sur case blanche c4 · Pion blanc sur case noire d4 · Pion blanc sur case blanche e4 · Cavalier blanc sur case noire c3 · Cavalier blanc sur case blanche f3 · Pion blanc sur case blanche a2 · Pion blanc sur case noire b2 · Pion blanc sur case blanche c2 · Pion blanc sur case noire f2 · Pion blanc sur case blanche g2 · Pion blanc sur case noire h2 · Tour blanche sur case noire a1 · Fou blanc sur case noire c1 · Dame blanche sur case blanche d1 · Tour blanche sur case blanche f1 · Roi blanc sur case noire g1 | Tour noire sur case blanche a8 · Fou noir sur case blanche c8 · Dame noire sur case noire d8 · Roi noir sur case blanche e8 · Tour noire sur case noire h8 · Pion noir sur case noire a7 · Pion noir sur case blanche b7 · Pion noir sur case noire c7 · Cavalier noir sur case blanche d7 · Cavalier noir sur case noire e7 · Pion noir sur case blanche f7 · Fou noir sur case noire g7 · Pion noir sur case blanche h7 · Pion noir sur case noire d6 · Pion noir sur case blanche e6 · Pion noir sur case blanche g6 · Fou blanc sur case blanche c4 · Pion blanc sur case noire d4 · Pion blanc sur case blanche e4 · Cavalier blanc sur case noire c3 · Cavalier blanc sur case blanche f3 · Pion blanc sur case blanche a2 · Pion blanc sur case noire b2 · Pion blanc sur case blanche c2 · Pion blanc sur case noire f2 · Pion blanc sur case blanche g2 · Pion blanc sur case noire h2 · Tour blanche sur case noire a1 · Fou blanc sur case noire c1 · Dame blanche sur case blanche d1 · Tour blanche sur case blanche f1 · Roi blanc sur case noire g1 | Tour noire sur case blanche a8 · Fou noir sur case blanche c8 · Dame noire sur case noire d8 · Roi noir sur case blanche e8 · Tour noire sur case noire h8 · Pion noir sur case noire a7 · Pion noir sur case blanche b7 · Pion noir sur case noire c7 · Cavalier noir sur case blanche d7 · Cavalier noir sur case noire e7 · Pion noir sur case blanche f7 · Fou noir sur case noire g7 · Pion noir sur case blanche h7 · Pion noir sur case noire d6 · Pion noir sur case blanche e6 · Pion noir sur case blanche g6 · Fou blanc sur case blanche c4 · Pion blanc sur case noire d4 · Pion blanc sur case blanche e4 · Cavalier blanc sur case noire c3 · Cavalier blanc sur case blanche f3 · Pion blanc sur case blanche a2 · Pion blanc sur case noire b2 · Pion blanc sur case blanche c2 · Pion blanc sur case noire f2 · Pion blanc sur case blanche g2 · Pion blanc sur case noire h2 · Tour blanche sur case noire a1 · Fou blanc sur case noire c1 · Dame blanche sur case blanche d1 · Tour blanche sur case blanche f1 · Roi blanc sur case noire g1 | Tour noire sur case blanche a8 · Fou noir sur case blanche c8 · Dame noire sur case noire d8 · Roi noir sur case blanche e8 · Tour noire sur case noire h8 · Pion noir sur case noire a7 · Pion noir sur case blanche b7 · Pion noir sur case noire c7 · Cavalier noir sur case blanche d7 · Cavalier noir sur case noire e7 · Pion noir sur case blanche f7 · Fou noir sur case noire g7 · Pion noir sur case blanche h7 · Pion noir sur case noire d6 · Pion noir sur case blanche e6 · Pion noir sur case blanche g6 · Fou blanc sur case blanche c4 · Pion blanc sur case noire d4 · Pion blanc sur case blanche e4 · Cavalier blanc sur case noire c3 · Cavalier blanc sur case blanche f3 · Pion blanc sur case blanche a2 · Pion blanc sur case noire b2 · Pion blanc sur case blanche c2 · Pion blanc sur case noire f2 · Pion blanc sur case blanche g2 · Pion blanc sur case noire h2 · Tour blanche sur case noire a1 · Fou blanc sur case noire c1 · Dame blanche sur case blanche d1 · Tour blanche sur case blanche f1 · Roi blanc sur case noire g1 | 1 |
|   | a | b | c | d | e | f | g | h |   |

 Le maître d'échecs et auteur Fred Reinfeld a déclaré un jour que « tout joueur expert rejetterait la position des noirs comme perdue ». Le grand maître des années 1930 à 1940, Reuben Fine, expliquant à ses lecteurs comment gérer de telles ouvertures irrégulières, a écrit qu'« une fois qu'un complément de développement ou de centre sera installé, une attaque bien menée décidera de la partie ».

Boris Spassky a utilisé ce système de développement lors du Championnat du monde d'échecs de 1966, contre le champion du monde Tigran Petrossian. C'est lors de cet événement que les commentateurs surnomment cette configuration Hippopotame. Dans les 12e et 16e parties, Spassky a développé ses fous en b7 et g7, et ses cavaliers en d7 et e7, (Voir Parties). Ces deux parties se sont soldées par la nulle. 
|   | a | b | c | d | e | f | g | h |   |
| 8 | Dame noire sur case blanche c8 · Tour noire sur case noire d8 · Cavalier noir sur case noire f8 · Tour noire sur case noire h8 · Fou noir sur case blanche b7 · Cavalier noir sur case noire e7 · Roi noir sur case blanche f7 · Fou noir sur case noire g7 · Pion noir sur case blanche a6 · Pion noir sur case noire b6 · Pion noir sur case blanche c6 · Pion noir sur case noire d6 · Pion noir sur case blanche e6 · Pion noir sur case noire f6 · Pion noir sur case blanche g6 · Pion noir sur case noire h6 · Pion blanc sur case blanche a4 · Pion blanc sur case noire d4 · Pion blanc sur case blanche e4 · Pion blanc sur case noire h4 · Fou blanc sur case blanche b3 · Cavalier blanc sur case noire c3 · Cavalier blanc sur case blanche f3 · Tour blanche sur case blanche h3 · Pion blanc sur case noire b2 · Pion blanc sur case blanche c2 · Dame blanche sur case blanche e2 · Pion blanc sur case noire f2 · Pion blanc sur case blanche g2 · Fou blanc sur case noire c1 · Tour blanche sur case noire e1 · Roi blanc sur case noire g1 | Dame noire sur case blanche c8 · Tour noire sur case noire d8 · Cavalier noir sur case noire f8 · Tour noire sur case noire h8 · Fou noir sur case blanche b7 · Cavalier noir sur case noire e7 · Roi noir sur case blanche f7 · Fou noir sur case noire g7 · Pion noir sur case blanche a6 · Pion noir sur case noire b6 · Pion noir sur case blanche c6 · Pion noir sur case noire d6 · Pion noir sur case blanche e6 · Pion noir sur case noire f6 · Pion noir sur case blanche g6 · Pion noir sur case noire h6 · Pion blanc sur case blanche a4 · Pion blanc sur case noire d4 · Pion blanc sur case blanche e4 · Pion blanc sur case noire h4 · Fou blanc sur case blanche b3 · Cavalier blanc sur case noire c3 · Cavalier blanc sur case blanche f3 · Tour blanche sur case blanche h3 · Pion blanc sur case noire b2 · Pion blanc sur case blanche c2 · Dame blanche sur case blanche e2 · Pion blanc sur case noire f2 · Pion blanc sur case blanche g2 · Fou blanc sur case noire c1 · Tour blanche sur case noire e1 · Roi blanc sur case noire g1 | Dame noire sur case blanche c8 · Tour noire sur case noire d8 · Cavalier noir sur case noire f8 · Tour noire sur case noire h8 · Fou noir sur case blanche b7 · Cavalier noir sur case noire e7 · Roi noir sur case blanche f7 · Fou noir sur case noire g7 · Pion noir sur case blanche a6 · Pion noir sur case noire b6 · Pion noir sur case blanche c6 · Pion noir sur case noire d6 · Pion noir sur case blanche e6 · Pion noir sur case noire f6 · Pion noir sur case blanche g6 · Pion noir sur case noire h6 · Pion blanc sur case blanche a4 · Pion blanc sur case noire d4 · Pion blanc sur case blanche e4 · Pion blanc sur case noire h4 · Fou blanc sur case blanche b3 · Cavalier blanc sur case noire c3 · Cavalier blanc sur case blanche f3 · Tour blanche sur case blanche h3 · Pion blanc sur case noire b2 · Pion blanc sur case blanche c2 · Dame blanche sur case blanche e2 · Pion blanc sur case noire f2 · Pion blanc sur case blanche g2 · Fou blanc sur case noire c1 · Tour blanche sur case noire e1 · Roi blanc sur case noire g1 | Dame noire sur case blanche c8 · Tour noire sur case noire d8 · Cavalier noir sur case noire f8 · Tour noire sur case noire h8 · Fou noir sur case blanche b7 · Cavalier noir sur case noire e7 · Roi noir sur case blanche f7 · Fou noir sur case noire g7 · Pion noir sur case blanche a6 · Pion noir sur case noire b6 · Pion noir sur case blanche c6 · Pion noir sur case noire d6 · Pion noir sur case blanche e6 · Pion noir sur case noire f6 · Pion noir sur case blanche g6 · Pion noir sur case noire h6 · Pion blanc sur case blanche a4 · Pion blanc sur case noire d4 · Pion blanc sur case blanche e4 · Pion blanc sur case noire h4 · Fou blanc sur case blanche b3 · Cavalier blanc sur case noire c3 · Cavalier blanc sur case blanche f3 · Tour blanche sur case blanche h3 · Pion blanc sur case noire b2 · Pion blanc sur case blanche c2 · Dame blanche sur case blanche e2 · Pion blanc sur case noire f2 · Pion blanc sur case blanche g2 · Fou blanc sur case noire c1 · Tour blanche sur case noire e1 · Roi blanc sur case noire g1 | Dame noire sur case blanche c8 · Tour noire sur case noire d8 · Cavalier noir sur case noire f8 · Tour noire sur case noire h8 · Fou noir sur case blanche b7 · Cavalier noir sur case noire e7 · Roi noir sur case blanche f7 · Fou noir sur case noire g7 · Pion noir sur case blanche a6 · Pion noir sur case noire b6 · Pion noir sur case blanche c6 · Pion noir sur case noire d6 · Pion noir sur case blanche e6 · Pion noir sur case noire f6 · Pion noir sur case blanche g6 · Pion noir sur case noire h6 · Pion blanc sur case blanche a4 · Pion blanc sur case noire d4 · Pion blanc sur case blanche e4 · Pion blanc sur case noire h4 · Fou blanc sur case blanche b3 · Cavalier blanc sur case noire c3 · Cavalier blanc sur case blanche f3 · Tour blanche sur case blanche h3 · Pion blanc sur case noire b2 · Pion blanc sur case blanche c2 · Dame blanche sur case blanche e2 · Pion blanc sur case noire f2 · Pion blanc sur case blanche g2 · Fou blanc sur case noire c1 · Tour blanche sur case noire e1 · Roi blanc sur case noire g1 | Dame noire sur case blanche c8 · Tour noire sur case noire d8 · Cavalier noir sur case noire f8 · Tour noire sur case noire h8 · Fou noir sur case blanche b7 · Cavalier noir sur case noire e7 · Roi noir sur case blanche f7 · Fou noir sur case noire g7 · Pion noir sur case blanche a6 · Pion noir sur case noire b6 · Pion noir sur case blanche c6 · Pion noir sur case noire d6 · Pion noir sur case blanche e6 · Pion noir sur case noire f6 · Pion noir sur case blanche g6 · Pion noir sur case noire h6 · Pion blanc sur case blanche a4 · Pion blanc sur case noire d4 · Pion blanc sur case blanche e4 · Pion blanc sur case noire h4 · Fou blanc sur case blanche b3 · Cavalier blanc sur case noire c3 · Cavalier blanc sur case blanche f3 · Tour blanche sur case blanche h3 · Pion blanc sur case noire b2 · Pion blanc sur case blanche c2 · Dame blanche sur case blanche e2 · Pion blanc sur case noire f2 · Pion blanc sur case blanche g2 · Fou blanc sur case noire c1 · Tour blanche sur case noire e1 · Roi blanc sur case noire g1 | Dame noire sur case blanche c8 · Tour noire sur case noire d8 · Cavalier noir sur case noire f8 · Tour noire sur case noire h8 · Fou noir sur case blanche b7 · Cavalier noir sur case noire e7 · Roi noir sur case blanche f7 · Fou noir sur case noire g7 · Pion noir sur case blanche a6 · Pion noir sur case noire b6 · Pion noir sur case blanche c6 · Pion noir sur case noire d6 · Pion noir sur case blanche e6 · Pion noir sur case noire f6 · Pion noir sur case blanche g6 · Pion noir sur case noire h6 · Pion blanc sur case blanche a4 · Pion blanc sur case noire d4 · Pion blanc sur case blanche e4 · Pion blanc sur case noire h4 · Fou blanc sur case blanche b3 · Cavalier blanc sur case noire c3 · Cavalier blanc sur case blanche f3 · Tour blanche sur case blanche h3 · Pion blanc sur case noire b2 · Pion blanc sur case blanche c2 · Dame blanche sur case blanche e2 · Pion blanc sur case noire f2 · Pion blanc sur case blanche g2 · Fou blanc sur case noire c1 · Tour blanche sur case noire e1 · Roi blanc sur case noire g1 | Dame noire sur case blanche c8 · Tour noire sur case noire d8 · Cavalier noir sur case noire f8 · Tour noire sur case noire h8 · Fou noir sur case blanche b7 · Cavalier noir sur case noire e7 · Roi noir sur case blanche f7 · Fou noir sur case noire g7 · Pion noir sur case blanche a6 · Pion noir sur case noire b6 · Pion noir sur case blanche c6 · Pion noir sur case noire d6 · Pion noir sur case blanche e6 · Pion noir sur case noire f6 · Pion noir sur case blanche g6 · Pion noir sur case noire h6 · Pion blanc sur case blanche a4 · Pion blanc sur case noire d4 · Pion blanc sur case blanche e4 · Pion blanc sur case noire h4 · Fou blanc sur case blanche b3 · Cavalier blanc sur case noire c3 · Cavalier blanc sur case blanche f3 · Tour blanche sur case blanche h3 · Pion blanc sur case noire b2 · Pion blanc sur case blanche c2 · Dame blanche sur case blanche e2 · Pion blanc sur case noire f2 · Pion blanc sur case blanche g2 · Fou blanc sur case noire c1 · Tour blanche sur case noire e1 · Roi blanc sur case noire g1 | 8 |
| 7 | Dame noire sur case blanche c8 · Tour noire sur case noire d8 · Cavalier noir sur case noire f8 · Tour noire sur case noire h8 · Fou noir sur case blanche b7 · Cavalier noir sur case noire e7 · Roi noir sur case blanche f7 · Fou noir sur case noire g7 · Pion noir sur case blanche a6 · Pion noir sur case noire b6 · Pion noir sur case blanche c6 · Pion noir sur case noire d6 · Pion noir sur case blanche e6 · Pion noir sur case noire f6 · Pion noir sur case blanche g6 · Pion noir sur case noire h6 · Pion blanc sur case blanche a4 · Pion blanc sur case noire d4 · Pion blanc sur case blanche e4 · Pion blanc sur case noire h4 · Fou blanc sur case blanche b3 · Cavalier blanc sur case noire c3 · Cavalier blanc sur case blanche f3 · Tour blanche sur case blanche h3 · Pion blanc sur case noire b2 · Pion blanc sur case blanche c2 · Dame blanche sur case blanche e2 · Pion blanc sur case noire f2 · Pion blanc sur case blanche g2 · Fou blanc sur case noire c1 · Tour blanche sur case noire e1 · Roi blanc sur case noire g1 | Dame noire sur case blanche c8 · Tour noire sur case noire d8 · Cavalier noir sur case noire f8 · Tour noire sur case noire h8 · Fou noir sur case blanche b7 · Cavalier noir sur case noire e7 · Roi noir sur case blanche f7 · Fou noir sur case noire g7 · Pion noir sur case blanche a6 · Pion noir sur case noire b6 · Pion noir sur case blanche c6 · Pion noir sur case noire d6 · Pion noir sur case blanche e6 · Pion noir sur case noire f6 · Pion noir sur case blanche g6 · Pion noir sur case noire h6 · Pion blanc sur case blanche a4 · Pion blanc sur case noire d4 · Pion blanc sur case blanche e4 · Pion blanc sur case noire h4 · Fou blanc sur case blanche b3 · Cavalier blanc sur case noire c3 · Cavalier blanc sur case blanche f3 · Tour blanche sur case blanche h3 · Pion blanc sur case noire b2 · Pion blanc sur case blanche c2 · Dame blanche sur case blanche e2 · Pion blanc sur case noire f2 · Pion blanc sur case blanche g2 · Fou blanc sur case noire c1 · Tour blanche sur case noire e1 · Roi blanc sur case noire g1 | Dame noire sur case blanche c8 · Tour noire sur case noire d8 · Cavalier noir sur case noire f8 · Tour noire sur case noire h8 · Fou noir sur case blanche b7 · Cavalier noir sur case noire e7 · Roi noir sur case blanche f7 · Fou noir sur case noire g7 · Pion noir sur case blanche a6 · Pion noir sur case noire b6 · Pion noir sur case blanche c6 · Pion noir sur case noire d6 · Pion noir sur case blanche e6 · Pion noir sur case noire f6 · Pion noir sur case blanche g6 · Pion noir sur case noire h6 · Pion blanc sur case blanche a4 · Pion blanc sur case noire d4 · Pion blanc sur case blanche e4 · Pion blanc sur case noire h4 · Fou blanc sur case blanche b3 · Cavalier blanc sur case noire c3 · Cavalier blanc sur case blanche f3 · Tour blanche sur case blanche h3 · Pion blanc sur case noire b2 · Pion blanc sur case blanche c2 · Dame blanche sur case blanche e2 · Pion blanc sur case noire f2 · Pion blanc sur case blanche g2 · Fou blanc sur case noire c1 · Tour blanche sur case noire e1 · Roi blanc sur case noire g1 | Dame noire sur case blanche c8 · Tour noire sur case noire d8 · Cavalier noir sur case noire f8 · Tour noire sur case noire h8 · Fou noir sur case blanche b7 · Cavalier noir sur case noire e7 · Roi noir sur case blanche f7 · Fou noir sur case noire g7 · Pion noir sur case blanche a6 · Pion noir sur case noire b6 · Pion noir sur case blanche c6 · Pion noir sur case noire d6 · Pion noir sur case blanche e6 · Pion noir sur case noire f6 · Pion noir sur case blanche g6 · Pion noir sur case noire h6 · Pion blanc sur case blanche a4 · Pion blanc sur case noire d4 · Pion blanc sur case blanche e4 · Pion blanc sur case noire h4 · Fou blanc sur case blanche b3 · Cavalier blanc sur case noire c3 · Cavalier blanc sur case blanche f3 · Tour blanche sur case blanche h3 · Pion blanc sur case noire b2 · Pion blanc sur case blanche c2 · Dame blanche sur case blanche e2 · Pion blanc sur case noire f2 · Pion blanc sur case blanche g2 · Fou blanc sur case noire c1 · Tour blanche sur case noire e1 · Roi blanc sur case noire g1 | Dame noire sur case blanche c8 · Tour noire sur case noire d8 · Cavalier noir sur case noire f8 · Tour noire sur case noire h8 · Fou noir sur case blanche b7 · Cavalier noir sur case noire e7 · Roi noir sur case blanche f7 · Fou noir sur case noire g7 · Pion noir sur case blanche a6 · Pion noir sur case noire b6 · Pion noir sur case blanche c6 · Pion noir sur case noire d6 · Pion noir sur case blanche e6 · Pion noir sur case noire f6 · Pion noir sur case blanche g6 · Pion noir sur case noire h6 · Pion blanc sur case blanche a4 · Pion blanc sur case noire d4 · Pion blanc sur case blanche e4 · Pion blanc sur case noire h4 · Fou blanc sur case blanche b3 · Cavalier blanc sur case noire c3 · Cavalier blanc sur case blanche f3 · Tour blanche sur case blanche h3 · Pion blanc sur case noire b2 · Pion blanc sur case blanche c2 · Dame blanche sur case blanche e2 · Pion blanc sur case noire f2 · Pion blanc sur case blanche g2 · Fou blanc sur case noire c1 · Tour blanche sur case noire e1 · Roi blanc sur case noire g1 | Dame noire sur case blanche c8 · Tour noire sur case noire d8 · Cavalier noir sur case noire f8 · Tour noire sur case noire h8 · Fou noir sur case blanche b7 · Cavalier noir sur case noire e7 · Roi noir sur case blanche f7 · Fou noir sur case noire g7 · Pion noir sur case blanche a6 · Pion noir sur case noire b6 · Pion noir sur case blanche c6 · Pion noir sur case noire d6 · Pion noir sur case blanche e6 · Pion noir sur case noire f6 · Pion noir sur case blanche g6 · Pion noir sur case noire h6 · Pion blanc sur case blanche a4 · Pion blanc sur case noire d4 · Pion blanc sur case blanche e4 · Pion blanc sur case noire h4 · Fou blanc sur case blanche b3 · Cavalier blanc sur case noire c3 · Cavalier blanc sur case blanche f3 · Tour blanche sur case blanche h3 · Pion blanc sur case noire b2 · Pion blanc sur case blanche c2 · Dame blanche sur case blanche e2 · Pion blanc sur case noire f2 · Pion blanc sur case blanche g2 · Fou blanc sur case noire c1 · Tour blanche sur case noire e1 · Roi blanc sur case noire g1 | Dame noire sur case blanche c8 · Tour noire sur case noire d8 · Cavalier noir sur case noire f8 · Tour noire sur case noire h8 · Fou noir sur case blanche b7 · Cavalier noir sur case noire e7 · Roi noir sur case blanche f7 · Fou noir sur case noire g7 · Pion noir sur case blanche a6 · Pion noir sur case noire b6 · Pion noir sur case blanche c6 · Pion noir sur case noire d6 · Pion noir sur case blanche e6 · Pion noir sur case noire f6 · Pion noir sur case blanche g6 · Pion noir sur case noire h6 · Pion blanc sur case blanche a4 · Pion blanc sur case noire d4 · Pion blanc sur case blanche e4 · Pion blanc sur case noire h4 · Fou blanc sur case blanche b3 · Cavalier blanc sur case noire c3 · Cavalier blanc sur case blanche f3 · Tour blanche sur case blanche h3 · Pion blanc sur case noire b2 · Pion blanc sur case blanche c2 · Dame blanche sur case blanche e2 · Pion blanc sur case noire f2 · Pion blanc sur case blanche g2 · Fou blanc sur case noire c1 · Tour blanche sur case noire e1 · Roi blanc sur case noire g1 | Dame noire sur case blanche c8 · Tour noire sur case noire d8 · Cavalier noir sur case noire f8 · Tour noire sur case noire h8 · Fou noir sur case blanche b7 · Cavalier noir sur case noire e7 · Roi noir sur case blanche f7 · Fou noir sur case noire g7 · Pion noir sur case blanche a6 · Pion noir sur case noire b6 · Pion noir sur case blanche c6 · Pion noir sur case noire d6 · Pion noir sur case blanche e6 · Pion noir sur case noire f6 · Pion noir sur case blanche g6 · Pion noir sur case noire h6 · Pion blanc sur case blanche a4 · Pion blanc sur case noire d4 · Pion blanc sur case blanche e4 · Pion blanc sur case noire h4 · Fou blanc sur case blanche b3 · Cavalier blanc sur case noire c3 · Cavalier blanc sur case blanche f3 · Tour blanche sur case blanche h3 · Pion blanc sur case noire b2 · Pion blanc sur case blanche c2 · Dame blanche sur case blanche e2 · Pion blanc sur case noire f2 · Pion blanc sur case blanche g2 · Fou blanc sur case noire c1 · Tour blanche sur case noire e1 · Roi blanc sur case noire g1 | 7 |
| 6 | Dame noire sur case blanche c8 · Tour noire sur case noire d8 · Cavalier noir sur case noire f8 · Tour noire sur case noire h8 · Fou noir sur case blanche b7 · Cavalier noir sur case noire e7 · Roi noir sur case blanche f7 · Fou noir sur case noire g7 · Pion noir sur case blanche a6 · Pion noir sur case noire b6 · Pion noir sur case blanche c6 · Pion noir sur case noire d6 · Pion noir sur case blanche e6 · Pion noir sur case noire f6 · Pion noir sur case blanche g6 · Pion noir sur case noire h6 · Pion blanc sur case blanche a4 · Pion blanc sur case noire d4 · Pion blanc sur case blanche e4 · Pion blanc sur case noire h4 · Fou blanc sur case blanche b3 · Cavalier blanc sur case noire c3 · Cavalier blanc sur case blanche f3 · Tour blanche sur case blanche h3 · Pion blanc sur case noire b2 · Pion blanc sur case blanche c2 · Dame blanche sur case blanche e2 · Pion blanc sur case noire f2 · Pion blanc sur case blanche g2 · Fou blanc sur case noire c1 · Tour blanche sur case noire e1 · Roi blanc sur case noire g1 | Dame noire sur case blanche c8 · Tour noire sur case noire d8 · Cavalier noir sur case noire f8 · Tour noire sur case noire h8 · Fou noir sur case blanche b7 · Cavalier noir sur case noire e7 · Roi noir sur case blanche f7 · Fou noir sur case noire g7 · Pion noir sur case blanche a6 · Pion noir sur case noire b6 · Pion noir sur case blanche c6 · Pion noir sur case noire d6 · Pion noir sur case blanche e6 · Pion noir sur case noire f6 · Pion noir sur case blanche g6 · Pion noir sur case noire h6 · Pion blanc sur case blanche a4 · Pion blanc sur case noire d4 · Pion blanc sur case blanche e4 · Pion blanc sur case noire h4 · Fou blanc sur case blanche b3 · Cavalier blanc sur case noire c3 · Cavalier blanc sur case blanche f3 · Tour blanche sur case blanche h3 · Pion blanc sur case noire b2 · Pion blanc sur case blanche c2 · Dame blanche sur case blanche e2 · Pion blanc sur case noire f2 · Pion blanc sur case blanche g2 · Fou blanc sur case noire c1 · Tour blanche sur case noire e1 · Roi blanc sur case noire g1 | Dame noire sur case blanche c8 · Tour noire sur case noire d8 · Cavalier noir sur case noire f8 · Tour noire sur case noire h8 · Fou noir sur case blanche b7 · Cavalier noir sur case noire e7 · Roi noir sur case blanche f7 · Fou noir sur case noire g7 · Pion noir sur case blanche a6 · Pion noir sur case noire b6 · Pion noir sur case blanche c6 · Pion noir sur case noire d6 · Pion noir sur case blanche e6 · Pion noir sur case noire f6 · Pion noir sur case blanche g6 · Pion noir sur case noire h6 · Pion blanc sur case blanche a4 · Pion blanc sur case noire d4 · Pion blanc sur case blanche e4 · Pion blanc sur case noire h4 · Fou blanc sur case blanche b3 · Cavalier blanc sur case noire c3 · Cavalier blanc sur case blanche f3 · Tour blanche sur case blanche h3 · Pion blanc sur case noire b2 · Pion blanc sur case blanche c2 · Dame blanche sur case blanche e2 · Pion blanc sur case noire f2 · Pion blanc sur case blanche g2 · Fou blanc sur case noire c1 · Tour blanche sur case noire e1 · Roi blanc sur case noire g1 | Dame noire sur case blanche c8 · Tour noire sur case noire d8 · Cavalier noir sur case noire f8 · Tour noire sur case noire h8 · Fou noir sur case blanche b7 · Cavalier noir sur case noire e7 · Roi noir sur case blanche f7 · Fou noir sur case noire g7 · Pion noir sur case blanche a6 · Pion noir sur case noire b6 · Pion noir sur case blanche c6 · Pion noir sur case noire d6 · Pion noir sur case blanche e6 · Pion noir sur case noire f6 · Pion noir sur case blanche g6 · Pion noir sur case noire h6 · Pion blanc sur case blanche a4 · Pion blanc sur case noire d4 · Pion blanc sur case blanche e4 · Pion blanc sur case noire h4 · Fou blanc sur case blanche b3 · Cavalier blanc sur case noire c3 · Cavalier blanc sur case blanche f3 · Tour blanche sur case blanche h3 · Pion blanc sur case noire b2 · Pion blanc sur case blanche c2 · Dame blanche sur case blanche e2 · Pion blanc sur case noire f2 · Pion blanc sur case blanche g2 · Fou blanc sur case noire c1 · Tour blanche sur case noire e1 · Roi blanc sur case noire g1 | Dame noire sur case blanche c8 · Tour noire sur case noire d8 · Cavalier noir sur case noire f8 · Tour noire sur case noire h8 · Fou noir sur case blanche b7 · Cavalier noir sur case noire e7 · Roi noir sur case blanche f7 · Fou noir sur case noire g7 · Pion noir sur case blanche a6 · Pion noir sur case noire b6 · Pion noir sur case blanche c6 · Pion noir sur case noire d6 · Pion noir sur case blanche e6 · Pion noir sur case noire f6 · Pion noir sur case blanche g6 · Pion noir sur case noire h6 · Pion blanc sur case blanche a4 · Pion blanc sur case noire d4 · Pion blanc sur case blanche e4 · Pion blanc sur case noire h4 · Fou blanc sur case blanche b3 · Cavalier blanc sur case noire c3 · Cavalier blanc sur case blanche f3 · Tour blanche sur case blanche h3 · Pion blanc sur case noire b2 · Pion blanc sur case blanche c2 · Dame blanche sur case blanche e2 · Pion blanc sur case noire f2 · Pion blanc sur case blanche g2 · Fou blanc sur case noire c1 · Tour blanche sur case noire e1 · Roi blanc sur case noire g1 | Dame noire sur case blanche c8 · Tour noire sur case noire d8 · Cavalier noir sur case noire f8 · Tour noire sur case noire h8 · Fou noir sur case blanche b7 · Cavalier noir sur case noire e7 · Roi noir sur case blanche f7 · Fou noir sur case noire g7 · Pion noir sur case blanche a6 · Pion noir sur case noire b6 · Pion noir sur case blanche c6 · Pion noir sur case noire d6 · Pion noir sur case blanche e6 · Pion noir sur case noire f6 · Pion noir sur case blanche g6 · Pion noir sur case noire h6 · Pion blanc sur case blanche a4 · Pion blanc sur case noire d4 · Pion blanc sur case blanche e4 · Pion blanc sur case noire h4 · Fou blanc sur case blanche b3 · Cavalier blanc sur case noire c3 · Cavalier blanc sur case blanche f3 · Tour blanche sur case blanche h3 · Pion blanc sur case noire b2 · Pion blanc sur case blanche c2 · Dame blanche sur case blanche e2 · Pion blanc sur case noire f2 · Pion blanc sur case blanche g2 · Fou blanc sur case noire c1 · Tour blanche sur case noire e1 · Roi blanc sur case noire g1 | Dame noire sur case blanche c8 · Tour noire sur case noire d8 · Cavalier noir sur case noire f8 · Tour noire sur case noire h8 · Fou noir sur case blanche b7 · Cavalier noir sur case noire e7 · Roi noir sur case blanche f7 · Fou noir sur case noire g7 · Pion noir sur case blanche a6 · Pion noir sur case noire b6 · Pion noir sur case blanche c6 · Pion noir sur case noire d6 · Pion noir sur case blanche e6 · Pion noir sur case noire f6 · Pion noir sur case blanche g6 · Pion noir sur case noire h6 · Pion blanc sur case blanche a4 · Pion blanc sur case noire d4 · Pion blanc sur case blanche e4 · Pion blanc sur case noire h4 · Fou blanc sur case blanche b3 · Cavalier blanc sur case noire c3 · Cavalier blanc sur case blanche f3 · Tour blanche sur case blanche h3 · Pion blanc sur case noire b2 · Pion blanc sur case blanche c2 · Dame blanche sur case blanche e2 · Pion blanc sur case noire f2 · Pion blanc sur case blanche g2 · Fou blanc sur case noire c1 · Tour blanche sur case noire e1 · Roi blanc sur case noire g1 | Dame noire sur case blanche c8 · Tour noire sur case noire d8 · Cavalier noir sur case noire f8 · Tour noire sur case noire h8 · Fou noir sur case blanche b7 · Cavalier noir sur case noire e7 · Roi noir sur case blanche f7 · Fou noir sur case noire g7 · Pion noir sur case blanche a6 · Pion noir sur case noire b6 · Pion noir sur case blanche c6 · Pion noir sur case noire d6 · Pion noir sur case blanche e6 · Pion noir sur case noire f6 · Pion noir sur case blanche g6 · Pion noir sur case noire h6 · Pion blanc sur case blanche a4 · Pion blanc sur case noire d4 · Pion blanc sur case blanche e4 · Pion blanc sur case noire h4 · Fou blanc sur case blanche b3 · Cavalier blanc sur case noire c3 · Cavalier blanc sur case blanche f3 · Tour blanche sur case blanche h3 · Pion blanc sur case noire b2 · Pion blanc sur case blanche c2 · Dame blanche sur case blanche e2 · Pion blanc sur case noire f2 · Pion blanc sur case blanche g2 · Fou blanc sur case noire c1 · Tour blanche sur case noire e1 · Roi blanc sur case noire g1 | 6 |
| 5 | Dame noire sur case blanche c8 · Tour noire sur case noire d8 · Cavalier noir sur case noire f8 · Tour noire sur case noire h8 · Fou noir sur case blanche b7 · Cavalier noir sur case noire e7 · Roi noir sur case blanche f7 · Fou noir sur case noire g7 · Pion noir sur case blanche a6 · Pion noir sur case noire b6 · Pion noir sur case blanche c6 · Pion noir sur case noire d6 · Pion noir sur case blanche e6 · Pion noir sur case noire f6 · Pion noir sur case blanche g6 · Pion noir sur case noire h6 · Pion blanc sur case blanche a4 · Pion blanc sur case noire d4 · Pion blanc sur case blanche e4 · Pion blanc sur case noire h4 · Fou blanc sur case blanche b3 · Cavalier blanc sur case noire c3 · Cavalier blanc sur case blanche f3 · Tour blanche sur case blanche h3 · Pion blanc sur case noire b2 · Pion blanc sur case blanche c2 · Dame blanche sur case blanche e2 · Pion blanc sur case noire f2 · Pion blanc sur case blanche g2 · Fou blanc sur case noire c1 · Tour blanche sur case noire e1 · Roi blanc sur case noire g1 | Dame noire sur case blanche c8 · Tour noire sur case noire d8 · Cavalier noir sur case noire f8 · Tour noire sur case noire h8 · Fou noir sur case blanche b7 · Cavalier noir sur case noire e7 · Roi noir sur case blanche f7 · Fou noir sur case noire g7 · Pion noir sur case blanche a6 · Pion noir sur case noire b6 · Pion noir sur case blanche c6 · Pion noir sur case noire d6 · Pion noir sur case blanche e6 · Pion noir sur case noire f6 · Pion noir sur case blanche g6 · Pion noir sur case noire h6 · Pion blanc sur case blanche a4 · Pion blanc sur case noire d4 · Pion blanc sur case blanche e4 · Pion blanc sur case noire h4 · Fou blanc sur case blanche b3 · Cavalier blanc sur case noire c3 · Cavalier blanc sur case blanche f3 · Tour blanche sur case blanche h3 · Pion blanc sur case noire b2 · Pion blanc sur case blanche c2 · Dame blanche sur case blanche e2 · Pion blanc sur case noire f2 · Pion blanc sur case blanche g2 · Fou blanc sur case noire c1 · Tour blanche sur case noire e1 · Roi blanc sur case noire g1 | Dame noire sur case blanche c8 · Tour noire sur case noire d8 · Cavalier noir sur case noire f8 · Tour noire sur case noire h8 · Fou noir sur case blanche b7 · Cavalier noir sur case noire e7 · Roi noir sur case blanche f7 · Fou noir sur case noire g7 · Pion noir sur case blanche a6 · Pion noir sur case noire b6 · Pion noir sur case blanche c6 · Pion noir sur case noire d6 · Pion noir sur case blanche e6 · Pion noir sur case noire f6 · Pion noir sur case blanche g6 · Pion noir sur case noire h6 · Pion blanc sur case blanche a4 · Pion blanc sur case noire d4 · Pion blanc sur case blanche e4 · Pion blanc sur case noire h4 · Fou blanc sur case blanche b3 · Cavalier blanc sur case noire c3 · Cavalier blanc sur case blanche f3 · Tour blanche sur case blanche h3 · Pion blanc sur case noire b2 · Pion blanc sur case blanche c2 · Dame blanche sur case blanche e2 · Pion blanc sur case noire f2 · Pion blanc sur case blanche g2 · Fou blanc sur case noire c1 · Tour blanche sur case noire e1 · Roi blanc sur case noire g1 | Dame noire sur case blanche c8 · Tour noire sur case noire d8 · Cavalier noir sur case noire f8 · Tour noire sur case noire h8 · Fou noir sur case blanche b7 · Cavalier noir sur case noire e7 · Roi noir sur case blanche f7 · Fou noir sur case noire g7 · Pion noir sur case blanche a6 · Pion noir sur case noire b6 · Pion noir sur case blanche c6 · Pion noir sur case noire d6 · Pion noir sur case blanche e6 · Pion noir sur case noire f6 · Pion noir sur case blanche g6 · Pion noir sur case noire h6 · Pion blanc sur case blanche a4 · Pion blanc sur case noire d4 · Pion blanc sur case blanche e4 · Pion blanc sur case noire h4 · Fou blanc sur case blanche b3 · Cavalier blanc sur case noire c3 · Cavalier blanc sur case blanche f3 · Tour blanche sur case blanche h3 · Pion blanc sur case noire b2 · Pion blanc sur case blanche c2 · Dame blanche sur case blanche e2 · Pion blanc sur case noire f2 · Pion blanc sur case blanche g2 · Fou blanc sur case noire c1 · Tour blanche sur case noire e1 · Roi blanc sur case noire g1 | Dame noire sur case blanche c8 · Tour noire sur case noire d8 · Cavalier noir sur case noire f8 · Tour noire sur case noire h8 · Fou noir sur case blanche b7 · Cavalier noir sur case noire e7 · Roi noir sur case blanche f7 · Fou noir sur case noire g7 · Pion noir sur case blanche a6 · Pion noir sur case noire b6 · Pion noir sur case blanche c6 · Pion noir sur case noire d6 · Pion noir sur case blanche e6 · Pion noir sur case noire f6 · Pion noir sur case blanche g6 · Pion noir sur case noire h6 · Pion blanc sur case blanche a4 · Pion blanc sur case noire d4 · Pion blanc sur case blanche e4 · Pion blanc sur case noire h4 · Fou blanc sur case blanche b3 · Cavalier blanc sur case noire c3 · Cavalier blanc sur case blanche f3 · Tour blanche sur case blanche h3 · Pion blanc sur case noire b2 · Pion blanc sur case blanche c2 · Dame blanche sur case blanche e2 · Pion blanc sur case noire f2 · Pion blanc sur case blanche g2 · Fou blanc sur case noire c1 · Tour blanche sur case noire e1 · Roi blanc sur case noire g1 | Dame noire sur case blanche c8 · Tour noire sur case noire d8 · Cavalier noir sur case noire f8 · Tour noire sur case noire h8 · Fou noir sur case blanche b7 · Cavalier noir sur case noire e7 · Roi noir sur case blanche f7 · Fou noir sur case noire g7 · Pion noir sur case blanche a6 · Pion noir sur case noire b6 · Pion noir sur case blanche c6 · Pion noir sur case noire d6 · Pion noir sur case blanche e6 · Pion noir sur case noire f6 · Pion noir sur case blanche g6 · Pion noir sur case noire h6 · Pion blanc sur case blanche a4 · Pion blanc sur case noire d4 · Pion blanc sur case blanche e4 · Pion blanc sur case noire h4 · Fou blanc sur case blanche b3 · Cavalier blanc sur case noire c3 · Cavalier blanc sur case blanche f3 · Tour blanche sur case blanche h3 · Pion blanc sur case noire b2 · Pion blanc sur case blanche c2 · Dame blanche sur case blanche e2 · Pion blanc sur case noire f2 · Pion blanc sur case blanche g2 · Fou blanc sur case noire c1 · Tour blanche sur case noire e1 · Roi blanc sur case noire g1 | Dame noire sur case blanche c8 · Tour noire sur case noire d8 · Cavalier noir sur case noire f8 · Tour noire sur case noire h8 · Fou noir sur case blanche b7 · Cavalier noir sur case noire e7 · Roi noir sur case blanche f7 · Fou noir sur case noire g7 · Pion noir sur case blanche a6 · Pion noir sur case noire b6 · Pion noir sur case blanche c6 · Pion noir sur case noire d6 · Pion noir sur case blanche e6 · Pion noir sur case noire f6 · Pion noir sur case blanche g6 · Pion noir sur case noire h6 · Pion blanc sur case blanche a4 · Pion blanc sur case noire d4 · Pion blanc sur case blanche e4 · Pion blanc sur case noire h4 · Fou blanc sur case blanche b3 · Cavalier blanc sur case noire c3 · Cavalier blanc sur case blanche f3 · Tour blanche sur case blanche h3 · Pion blanc sur case noire b2 · Pion blanc sur case blanche c2 · Dame blanche sur case blanche e2 · Pion blanc sur case noire f2 · Pion blanc sur case blanche g2 · Fou blanc sur case noire c1 · Tour blanche sur case noire e1 · Roi blanc sur case noire g1 | Dame noire sur case blanche c8 · Tour noire sur case noire d8 · Cavalier noir sur case noire f8 · Tour noire sur case noire h8 · Fou noir sur case blanche b7 · Cavalier noir sur case noire e7 · Roi noir sur case blanche f7 · Fou noir sur case noire g7 · Pion noir sur case blanche a6 · Pion noir sur case noire b6 · Pion noir sur case blanche c6 · Pion noir sur case noire d6 · Pion noir sur case blanche e6 · Pion noir sur case noire f6 · Pion noir sur case blanche g6 · Pion noir sur case noire h6 · Pion blanc sur case blanche a4 · Pion blanc sur case noire d4 · Pion blanc sur case blanche e4 · Pion blanc sur case noire h4 · Fou blanc sur case blanche b3 · Cavalier blanc sur case noire c3 · Cavalier blanc sur case blanche f3 · Tour blanche sur case blanche h3 · Pion blanc sur case noire b2 · Pion blanc sur case blanche c2 · Dame blanche sur case blanche e2 · Pion blanc sur case noire f2 · Pion blanc sur case blanche g2 · Fou blanc sur case noire c1 · Tour blanche sur case noire e1 · Roi blanc sur case noire g1 | 5 |
| 4 | Dame noire sur case blanche c8 · Tour noire sur case noire d8 · Cavalier noir sur case noire f8 · Tour noire sur case noire h8 · Fou noir sur case blanche b7 · Cavalier noir sur case noire e7 · Roi noir sur case blanche f7 · Fou noir sur case noire g7 · Pion noir sur case blanche a6 · Pion noir sur case noire b6 · Pion noir sur case blanche c6 · Pion noir sur case noire d6 · Pion noir sur case blanche e6 · Pion noir sur case noire f6 · Pion noir sur case blanche g6 · Pion noir sur case noire h6 · Pion blanc sur case blanche a4 · Pion blanc sur case noire d4 · Pion blanc sur case blanche e4 · Pion blanc sur case noire h4 · Fou blanc sur case blanche b3 · Cavalier blanc sur case noire c3 · Cavalier blanc sur case blanche f3 · Tour blanche sur case blanche h3 · Pion blanc sur case noire b2 · Pion blanc sur case blanche c2 · Dame blanche sur case blanche e2 · Pion blanc sur case noire f2 · Pion blanc sur case blanche g2 · Fou blanc sur case noire c1 · Tour blanche sur case noire e1 · Roi blanc sur case noire g1 | Dame noire sur case blanche c8 · Tour noire sur case noire d8 · Cavalier noir sur case noire f8 · Tour noire sur case noire h8 · Fou noir sur case blanche b7 · Cavalier noir sur case noire e7 · Roi noir sur case blanche f7 · Fou noir sur case noire g7 · Pion noir sur case blanche a6 · Pion noir sur case noire b6 · Pion noir sur case blanche c6 · Pion noir sur case noire d6 · Pion noir sur case blanche e6 · Pion noir sur case noire f6 · Pion noir sur case blanche g6 · Pion noir sur case noire h6 · Pion blanc sur case blanche a4 · Pion blanc sur case noire d4 · Pion blanc sur case blanche e4 · Pion blanc sur case noire h4 · Fou blanc sur case blanche b3 · Cavalier blanc sur case noire c3 · Cavalier blanc sur case blanche f3 · Tour blanche sur case blanche h3 · Pion blanc sur case noire b2 · Pion blanc sur case blanche c2 · Dame blanche sur case blanche e2 · Pion blanc sur case noire f2 · Pion blanc sur case blanche g2 · Fou blanc sur case noire c1 · Tour blanche sur case noire e1 · Roi blanc sur case noire g1 | Dame noire sur case blanche c8 · Tour noire sur case noire d8 · Cavalier noir sur case noire f8 · Tour noire sur case noire h8 · Fou noir sur case blanche b7 · Cavalier noir sur case noire e7 · Roi noir sur case blanche f7 · Fou noir sur case noire g7 · Pion noir sur case blanche a6 · Pion noir sur case noire b6 · Pion noir sur case blanche c6 · Pion noir sur case noire d6 · Pion noir sur case blanche e6 · Pion noir sur case noire f6 · Pion noir sur case blanche g6 · Pion noir sur case noire h6 · Pion blanc sur case blanche a4 · Pion blanc sur case noire d4 · Pion blanc sur case blanche e4 · Pion blanc sur case noire h4 · Fou blanc sur case blanche b3 · Cavalier blanc sur case noire c3 · Cavalier blanc sur case blanche f3 · Tour blanche sur case blanche h3 · Pion blanc sur case noire b2 · Pion blanc sur case blanche c2 · Dame blanche sur case blanche e2 · Pion blanc sur case noire f2 · Pion blanc sur case blanche g2 · Fou blanc sur case noire c1 · Tour blanche sur case noire e1 · Roi blanc sur case noire g1 | Dame noire sur case blanche c8 · Tour noire sur case noire d8 · Cavalier noir sur case noire f8 · Tour noire sur case noire h8 · Fou noir sur case blanche b7 · Cavalier noir sur case noire e7 · Roi noir sur case blanche f7 · Fou noir sur case noire g7 · Pion noir sur case blanche a6 · Pion noir sur case noire b6 · Pion noir sur case blanche c6 · Pion noir sur case noire d6 · Pion noir sur case blanche e6 · Pion noir sur case noire f6 · Pion noir sur case blanche g6 · Pion noir sur case noire h6 · Pion blanc sur case blanche a4 · Pion blanc sur case noire d4 · Pion blanc sur case blanche e4 · Pion blanc sur case noire h4 · Fou blanc sur case blanche b3 · Cavalier blanc sur case noire c3 · Cavalier blanc sur case blanche f3 · Tour blanche sur case blanche h3 · Pion blanc sur case noire b2 · Pion blanc sur case blanche c2 · Dame blanche sur case blanche e2 · Pion blanc sur case noire f2 · Pion blanc sur case blanche g2 · Fou blanc sur case noire c1 · Tour blanche sur case noire e1 · Roi blanc sur case noire g1 | Dame noire sur case blanche c8 · Tour noire sur case noire d8 · Cavalier noir sur case noire f8 · Tour noire sur case noire h8 · Fou noir sur case blanche b7 · Cavalier noir sur case noire e7 · Roi noir sur case blanche f7 · Fou noir sur case noire g7 · Pion noir sur case blanche a6 · Pion noir sur case noire b6 · Pion noir sur case blanche c6 · Pion noir sur case noire d6 · Pion noir sur case blanche e6 · Pion noir sur case noire f6 · Pion noir sur case blanche g6 · Pion noir sur case noire h6 · Pion blanc sur case blanche a4 · Pion blanc sur case noire d4 · Pion blanc sur case blanche e4 · Pion blanc sur case noire h4 · Fou blanc sur case blanche b3 · Cavalier blanc sur case noire c3 · Cavalier blanc sur case blanche f3 · Tour blanche sur case blanche h3 · Pion blanc sur case noire b2 · Pion blanc sur case blanche c2 · Dame blanche sur case blanche e2 · Pion blanc sur case noire f2 · Pion blanc sur case blanche g2 · Fou blanc sur case noire c1 · Tour blanche sur case noire e1 · Roi blanc sur case noire g1 | Dame noire sur case blanche c8 · Tour noire sur case noire d8 · Cavalier noir sur case noire f8 · Tour noire sur case noire h8 · Fou noir sur case blanche b7 · Cavalier noir sur case noire e7 · Roi noir sur case blanche f7 · Fou noir sur case noire g7 · Pion noir sur case blanche a6 · Pion noir sur case noire b6 · Pion noir sur case blanche c6 · Pion noir sur case noire d6 · Pion noir sur case blanche e6 · Pion noir sur case noire f6 · Pion noir sur case blanche g6 · Pion noir sur case noire h6 · Pion blanc sur case blanche a4 · Pion blanc sur case noire d4 · Pion blanc sur case blanche e4 · Pion blanc sur case noire h4 · Fou blanc sur case blanche b3 · Cavalier blanc sur case noire c3 · Cavalier blanc sur case blanche f3 · Tour blanche sur case blanche h3 · Pion blanc sur case noire b2 · Pion blanc sur case blanche c2 · Dame blanche sur case blanche e2 · Pion blanc sur case noire f2 · Pion blanc sur case blanche g2 · Fou blanc sur case noire c1 · Tour blanche sur case noire e1 · Roi blanc sur case noire g1 | Dame noire sur case blanche c8 · Tour noire sur case noire d8 · Cavalier noir sur case noire f8 · Tour noire sur case noire h8 · Fou noir sur case blanche b7 · Cavalier noir sur case noire e7 · Roi noir sur case blanche f7 · Fou noir sur case noire g7 · Pion noir sur case blanche a6 · Pion noir sur case noire b6 · Pion noir sur case blanche c6 · Pion noir sur case noire d6 · Pion noir sur case blanche e6 · Pion noir sur case noire f6 · Pion noir sur case blanche g6 · Pion noir sur case noire h6 · Pion blanc sur case blanche a4 · Pion blanc sur case noire d4 · Pion blanc sur case blanche e4 · Pion blanc sur case noire h4 · Fou blanc sur case blanche b3 · Cavalier blanc sur case noire c3 · Cavalier blanc sur case blanche f3 · Tour blanche sur case blanche h3 · Pion blanc sur case noire b2 · Pion blanc sur case blanche c2 · Dame blanche sur case blanche e2 · Pion blanc sur case noire f2 · Pion blanc sur case blanche g2 · Fou blanc sur case noire c1 · Tour blanche sur case noire e1 · Roi blanc sur case noire g1 | Dame noire sur case blanche c8 · Tour noire sur case noire d8 · Cavalier noir sur case noire f8 · Tour noire sur case noire h8 · Fou noir sur case blanche b7 · Cavalier noir sur case noire e7 · Roi noir sur case blanche f7 · Fou noir sur case noire g7 · Pion noir sur case blanche a6 · Pion noir sur case noire b6 · Pion noir sur case blanche c6 · Pion noir sur case noire d6 · Pion noir sur case blanche e6 · Pion noir sur case noire f6 · Pion noir sur case blanche g6 · Pion noir sur case noire h6 · Pion blanc sur case blanche a4 · Pion blanc sur case noire d4 · Pion blanc sur case blanche e4 · Pion blanc sur case noire h4 · Fou blanc sur case blanche b3 · Cavalier blanc sur case noire c3 · Cavalier blanc sur case blanche f3 · Tour blanche sur case blanche h3 · Pion blanc sur case noire b2 · Pion blanc sur case blanche c2 · Dame blanche sur case blanche e2 · Pion blanc sur case noire f2 · Pion blanc sur case blanche g2 · Fou blanc sur case noire c1 · Tour blanche sur case noire e1 · Roi blanc sur case noire g1 | 4 |
| 3 | Dame noire sur case blanche c8 · Tour noire sur case noire d8 · Cavalier noir sur case noire f8 · Tour noire sur case noire h8 · Fou noir sur case blanche b7 · Cavalier noir sur case noire e7 · Roi noir sur case blanche f7 · Fou noir sur case noire g7 · Pion noir sur case blanche a6 · Pion noir sur case noire b6 · Pion noir sur case blanche c6 · Pion noir sur case noire d6 · Pion noir sur case blanche e6 · Pion noir sur case noire f6 · Pion noir sur case blanche g6 · Pion noir sur case noire h6 · Pion blanc sur case blanche a4 · Pion blanc sur case noire d4 · Pion blanc sur case blanche e4 · Pion blanc sur case noire h4 · Fou blanc sur case blanche b3 · Cavalier blanc sur case noire c3 · Cavalier blanc sur case blanche f3 · Tour blanche sur case blanche h3 · Pion blanc sur case noire b2 · Pion blanc sur case blanche c2 · Dame blanche sur case blanche e2 · Pion blanc sur case noire f2 · Pion blanc sur case blanche g2 · Fou blanc sur case noire c1 · Tour blanche sur case noire e1 · Roi blanc sur case noire g1 | Dame noire sur case blanche c8 · Tour noire sur case noire d8 · Cavalier noir sur case noire f8 · Tour noire sur case noire h8 · Fou noir sur case blanche b7 · Cavalier noir sur case noire e7 · Roi noir sur case blanche f7 · Fou noir sur case noire g7 · Pion noir sur case blanche a6 · Pion noir sur case noire b6 · Pion noir sur case blanche c6 · Pion noir sur case noire d6 · Pion noir sur case blanche e6 · Pion noir sur case noire f6 · Pion noir sur case blanche g6 · Pion noir sur case noire h6 · Pion blanc sur case blanche a4 · Pion blanc sur case noire d4 · Pion blanc sur case blanche e4 · Pion blanc sur case noire h4 · Fou blanc sur case blanche b3 · Cavalier blanc sur case noire c3 · Cavalier blanc sur case blanche f3 · Tour blanche sur case blanche h3 · Pion blanc sur case noire b2 · Pion blanc sur case blanche c2 · Dame blanche sur case blanche e2 · Pion blanc sur case noire f2 · Pion blanc sur case blanche g2 · Fou blanc sur case noire c1 · Tour blanche sur case noire e1 · Roi blanc sur case noire g1 | Dame noire sur case blanche c8 · Tour noire sur case noire d8 · Cavalier noir sur case noire f8 · Tour noire sur case noire h8 · Fou noir sur case blanche b7 · Cavalier noir sur case noire e7 · Roi noir sur case blanche f7 · Fou noir sur case noire g7 · Pion noir sur case blanche a6 · Pion noir sur case noire b6 · Pion noir sur case blanche c6 · Pion noir sur case noire d6 · Pion noir sur case blanche e6 · Pion noir sur case noire f6 · Pion noir sur case blanche g6 · Pion noir sur case noire h6 · Pion blanc sur case blanche a4 · Pion blanc sur case noire d4 · Pion blanc sur case blanche e4 · Pion blanc sur case noire h4 · Fou blanc sur case blanche b3 · Cavalier blanc sur case noire c3 · Cavalier blanc sur case blanche f3 · Tour blanche sur case blanche h3 · Pion blanc sur case noire b2 · Pion blanc sur case blanche c2 · Dame blanche sur case blanche e2 · Pion blanc sur case noire f2 · Pion blanc sur case blanche g2 · Fou blanc sur case noire c1 · Tour blanche sur case noire e1 · Roi blanc sur case noire g1 | Dame noire sur case blanche c8 · Tour noire sur case noire d8 · Cavalier noir sur case noire f8 · Tour noire sur case noire h8 · Fou noir sur case blanche b7 · Cavalier noir sur case noire e7 · Roi noir sur case blanche f7 · Fou noir sur case noire g7 · Pion noir sur case blanche a6 · Pion noir sur case noire b6 · Pion noir sur case blanche c6 · Pion noir sur case noire d6 · Pion noir sur case blanche e6 · Pion noir sur case noire f6 · Pion noir sur case blanche g6 · Pion noir sur case noire h6 · Pion blanc sur case blanche a4 · Pion blanc sur case noire d4 · Pion blanc sur case blanche e4 · Pion blanc sur case noire h4 · Fou blanc sur case blanche b3 · Cavalier blanc sur case noire c3 · Cavalier blanc sur case blanche f3 · Tour blanche sur case blanche h3 · Pion blanc sur case noire b2 · Pion blanc sur case blanche c2 · Dame blanche sur case blanche e2 · Pion blanc sur case noire f2 · Pion blanc sur case blanche g2 · Fou blanc sur case noire c1 · Tour blanche sur case noire e1 · Roi blanc sur case noire g1 | Dame noire sur case blanche c8 · Tour noire sur case noire d8 · Cavalier noir sur case noire f8 · Tour noire sur case noire h8 · Fou noir sur case blanche b7 · Cavalier noir sur case noire e7 · Roi noir sur case blanche f7 · Fou noir sur case noire g7 · Pion noir sur case blanche a6 · Pion noir sur case noire b6 · Pion noir sur case blanche c6 · Pion noir sur case noire d6 · Pion noir sur case blanche e6 · Pion noir sur case noire f6 · Pion noir sur case blanche g6 · Pion noir sur case noire h6 · Pion blanc sur case blanche a4 · Pion blanc sur case noire d4 · Pion blanc sur case blanche e4 · Pion blanc sur case noire h4 · Fou blanc sur case blanche b3 · Cavalier blanc sur case noire c3 · Cavalier blanc sur case blanche f3 · Tour blanche sur case blanche h3 · Pion blanc sur case noire b2 · Pion blanc sur case blanche c2 · Dame blanche sur case blanche e2 · Pion blanc sur case noire f2 · Pion blanc sur case blanche g2 · Fou blanc sur case noire c1 · Tour blanche sur case noire e1 · Roi blanc sur case noire g1 | Dame noire sur case blanche c8 · Tour noire sur case noire d8 · Cavalier noir sur case noire f8 · Tour noire sur case noire h8 · Fou noir sur case blanche b7 · Cavalier noir sur case noire e7 · Roi noir sur case blanche f7 · Fou noir sur case noire g7 · Pion noir sur case blanche a6 · Pion noir sur case noire b6 · Pion noir sur case blanche c6 · Pion noir sur case noire d6 · Pion noir sur case blanche e6 · Pion noir sur case noire f6 · Pion noir sur case blanche g6 · Pion noir sur case noire h6 · Pion blanc sur case blanche a4 · Pion blanc sur case noire d4 · Pion blanc sur case blanche e4 · Pion blanc sur case noire h4 · Fou blanc sur case blanche b3 · Cavalier blanc sur case noire c3 · Cavalier blanc sur case blanche f3 · Tour blanche sur case blanche h3 · Pion blanc sur case noire b2 · Pion blanc sur case blanche c2 · Dame blanche sur case blanche e2 · Pion blanc sur case noire f2 · Pion blanc sur case blanche g2 · Fou blanc sur case noire c1 · Tour blanche sur case noire e1 · Roi blanc sur case noire g1 | Dame noire sur case blanche c8 · Tour noire sur case noire d8 · Cavalier noir sur case noire f8 · Tour noire sur case noire h8 · Fou noir sur case blanche b7 · Cavalier noir sur case noire e7 · Roi noir sur case blanche f7 · Fou noir sur case noire g7 · Pion noir sur case blanche a6 · Pion noir sur case noire b6 · Pion noir sur case blanche c6 · Pion noir sur case noire d6 · Pion noir sur case blanche e6 · Pion noir sur case noire f6 · Pion noir sur case blanche g6 · Pion noir sur case noire h6 · Pion blanc sur case blanche a4 · Pion blanc sur case noire d4 · Pion blanc sur case blanche e4 · Pion blanc sur case noire h4 · Fou blanc sur case blanche b3 · Cavalier blanc sur case noire c3 · Cavalier blanc sur case blanche f3 · Tour blanche sur case blanche h3 · Pion blanc sur case noire b2 · Pion blanc sur case blanche c2 · Dame blanche sur case blanche e2 · Pion blanc sur case noire f2 · Pion blanc sur case blanche g2 · Fou blanc sur case noire c1 · Tour blanche sur case noire e1 · Roi blanc sur case noire g1 | Dame noire sur case blanche c8 · Tour noire sur case noire d8 · Cavalier noir sur case noire f8 · Tour noire sur case noire h8 · Fou noir sur case blanche b7 · Cavalier noir sur case noire e7 · Roi noir sur case blanche f7 · Fou noir sur case noire g7 · Pion noir sur case blanche a6 · Pion noir sur case noire b6 · Pion noir sur case blanche c6 · Pion noir sur case noire d6 · Pion noir sur case blanche e6 · Pion noir sur case noire f6 · Pion noir sur case blanche g6 · Pion noir sur case noire h6 · Pion blanc sur case blanche a4 · Pion blanc sur case noire d4 · Pion blanc sur case blanche e4 · Pion blanc sur case noire h4 · Fou blanc sur case blanche b3 · Cavalier blanc sur case noire c3 · Cavalier blanc sur case blanche f3 · Tour blanche sur case blanche h3 · Pion blanc sur case noire b2 · Pion blanc sur case blanche c2 · Dame blanche sur case blanche e2 · Pion blanc sur case noire f2 · Pion blanc sur case blanche g2 · Fou blanc sur case noire c1 · Tour blanche sur case noire e1 · Roi blanc sur case noire g1 | 3 |
| 2 | Dame noire sur case blanche c8 · Tour noire sur case noire d8 · Cavalier noir sur case noire f8 · Tour noire sur case noire h8 · Fou noir sur case blanche b7 · Cavalier noir sur case noire e7 · Roi noir sur case blanche f7 · Fou noir sur case noire g7 · Pion noir sur case blanche a6 · Pion noir sur case noire b6 · Pion noir sur case blanche c6 · Pion noir sur case noire d6 · Pion noir sur case blanche e6 · Pion noir sur case noire f6 · Pion noir sur case blanche g6 · Pion noir sur case noire h6 · Pion blanc sur case blanche a4 · Pion blanc sur case noire d4 · Pion blanc sur case blanche e4 · Pion blanc sur case noire h4 · Fou blanc sur case blanche b3 · Cavalier blanc sur case noire c3 · Cavalier blanc sur case blanche f3 · Tour blanche sur case blanche h3 · Pion blanc sur case noire b2 · Pion blanc sur case blanche c2 · Dame blanche sur case blanche e2 · Pion blanc sur case noire f2 · Pion blanc sur case blanche g2 · Fou blanc sur case noire c1 · Tour blanche sur case noire e1 · Roi blanc sur case noire g1 | Dame noire sur case blanche c8 · Tour noire sur case noire d8 · Cavalier noir sur case noire f8 · Tour noire sur case noire h8 · Fou noir sur case blanche b7 · Cavalier noir sur case noire e7 · Roi noir sur case blanche f7 · Fou noir sur case noire g7 · Pion noir sur case blanche a6 · Pion noir sur case noire b6 · Pion noir sur case blanche c6 · Pion noir sur case noire d6 · Pion noir sur case blanche e6 · Pion noir sur case noire f6 · Pion noir sur case blanche g6 · Pion noir sur case noire h6 · Pion blanc sur case blanche a4 · Pion blanc sur case noire d4 · Pion blanc sur case blanche e4 · Pion blanc sur case noire h4 · Fou blanc sur case blanche b3 · Cavalier blanc sur case noire c3 · Cavalier blanc sur case blanche f3 · Tour blanche sur case blanche h3 · Pion blanc sur case noire b2 · Pion blanc sur case blanche c2 · Dame blanche sur case blanche e2 · Pion blanc sur case noire f2 · Pion blanc sur case blanche g2 · Fou blanc sur case noire c1 · Tour blanche sur case noire e1 · Roi blanc sur case noire g1 | Dame noire sur case blanche c8 · Tour noire sur case noire d8 · Cavalier noir sur case noire f8 · Tour noire sur case noire h8 · Fou noir sur case blanche b7 · Cavalier noir sur case noire e7 · Roi noir sur case blanche f7 · Fou noir sur case noire g7 · Pion noir sur case blanche a6 · Pion noir sur case noire b6 · Pion noir sur case blanche c6 · Pion noir sur case noire d6 · Pion noir sur case blanche e6 · Pion noir sur case noire f6 · Pion noir sur case blanche g6 · Pion noir sur case noire h6 · Pion blanc sur case blanche a4 · Pion blanc sur case noire d4 · Pion blanc sur case blanche e4 · Pion blanc sur case noire h4 · Fou blanc sur case blanche b3 · Cavalier blanc sur case noire c3 · Cavalier blanc sur case blanche f3 · Tour blanche sur case blanche h3 · Pion blanc sur case noire b2 · Pion blanc sur case blanche c2 · Dame blanche sur case blanche e2 · Pion blanc sur case noire f2 · Pion blanc sur case blanche g2 · Fou blanc sur case noire c1 · Tour blanche sur case noire e1 · Roi blanc sur case noire g1 | Dame noire sur case blanche c8 · Tour noire sur case noire d8 · Cavalier noir sur case noire f8 · Tour noire sur case noire h8 · Fou noir sur case blanche b7 · Cavalier noir sur case noire e7 · Roi noir sur case blanche f7 · Fou noir sur case noire g7 · Pion noir sur case blanche a6 · Pion noir sur case noire b6 · Pion noir sur case blanche c6 · Pion noir sur case noire d6 · Pion noir sur case blanche e6 · Pion noir sur case noire f6 · Pion noir sur case blanche g6 · Pion noir sur case noire h6 · Pion blanc sur case blanche a4 · Pion blanc sur case noire d4 · Pion blanc sur case blanche e4 · Pion blanc sur case noire h4 · Fou blanc sur case blanche b3 · Cavalier blanc sur case noire c3 · Cavalier blanc sur case blanche f3 · Tour blanche sur case blanche h3 · Pion blanc sur case noire b2 · Pion blanc sur case blanche c2 · Dame blanche sur case blanche e2 · Pion blanc sur case noire f2 · Pion blanc sur case blanche g2 · Fou blanc sur case noire c1 · Tour blanche sur case noire e1 · Roi blanc sur case noire g1 | Dame noire sur case blanche c8 · Tour noire sur case noire d8 · Cavalier noir sur case noire f8 · Tour noire sur case noire h8 · Fou noir sur case blanche b7 · Cavalier noir sur case noire e7 · Roi noir sur case blanche f7 · Fou noir sur case noire g7 · Pion noir sur case blanche a6 · Pion noir sur case noire b6 · Pion noir sur case blanche c6 · Pion noir sur case noire d6 · Pion noir sur case blanche e6 · Pion noir sur case noire f6 · Pion noir sur case blanche g6 · Pion noir sur case noire h6 · Pion blanc sur case blanche a4 · Pion blanc sur case noire d4 · Pion blanc sur case blanche e4 · Pion blanc sur case noire h4 · Fou blanc sur case blanche b3 · Cavalier blanc sur case noire c3 · Cavalier blanc sur case blanche f3 · Tour blanche sur case blanche h3 · Pion blanc sur case noire b2 · Pion blanc sur case blanche c2 · Dame blanche sur case blanche e2 · Pion blanc sur case noire f2 · Pion blanc sur case blanche g2 · Fou blanc sur case noire c1 · Tour blanche sur case noire e1 · Roi blanc sur case noire g1 | Dame noire sur case blanche c8 · Tour noire sur case noire d8 · Cavalier noir sur case noire f8 · Tour noire sur case noire h8 · Fou noir sur case blanche b7 · Cavalier noir sur case noire e7 · Roi noir sur case blanche f7 · Fou noir sur case noire g7 · Pion noir sur case blanche a6 · Pion noir sur case noire b6 · Pion noir sur case blanche c6 · Pion noir sur case noire d6 · Pion noir sur case blanche e6 · Pion noir sur case noire f6 · Pion noir sur case blanche g6 · Pion noir sur case noire h6 · Pion blanc sur case blanche a4 · Pion blanc sur case noire d4 · Pion blanc sur case blanche e4 · Pion blanc sur case noire h4 · Fou blanc sur case blanche b3 · Cavalier blanc sur case noire c3 · Cavalier blanc sur case blanche f3 · Tour blanche sur case blanche h3 · Pion blanc sur case noire b2 · Pion blanc sur case blanche c2 · Dame blanche sur case blanche e2 · Pion blanc sur case noire f2 · Pion blanc sur case blanche g2 · Fou blanc sur case noire c1 · Tour blanche sur case noire e1 · Roi blanc sur case noire g1 | Dame noire sur case blanche c8 · Tour noire sur case noire d8 · Cavalier noir sur case noire f8 · Tour noire sur case noire h8 · Fou noir sur case blanche b7 · Cavalier noir sur case noire e7 · Roi noir sur case blanche f7 · Fou noir sur case noire g7 · Pion noir sur case blanche a6 · Pion noir sur case noire b6 · Pion noir sur case blanche c6 · Pion noir sur case noire d6 · Pion noir sur case blanche e6 · Pion noir sur case noire f6 · Pion noir sur case blanche g6 · Pion noir sur case noire h6 · Pion blanc sur case blanche a4 · Pion blanc sur case noire d4 · Pion blanc sur case blanche e4 · Pion blanc sur case noire h4 · Fou blanc sur case blanche b3 · Cavalier blanc sur case noire c3 · Cavalier blanc sur case blanche f3 · Tour blanche sur case blanche h3 · Pion blanc sur case noire b2 · Pion blanc sur case blanche c2 · Dame blanche sur case blanche e2 · Pion blanc sur case noire f2 · Pion blanc sur case blanche g2 · Fou blanc sur case noire c1 · Tour blanche sur case noire e1 · Roi blanc sur case noire g1 | Dame noire sur case blanche c8 · Tour noire sur case noire d8 · Cavalier noir sur case noire f8 · Tour noire sur case noire h8 · Fou noir sur case blanche b7 · Cavalier noir sur case noire e7 · Roi noir sur case blanche f7 · Fou noir sur case noire g7 · Pion noir sur case blanche a6 · Pion noir sur case noire b6 · Pion noir sur case blanche c6 · Pion noir sur case noire d6 · Pion noir sur case blanche e6 · Pion noir sur case noire f6 · Pion noir sur case blanche g6 · Pion noir sur case noire h6 · Pion blanc sur case blanche a4 · Pion blanc sur case noire d4 · Pion blanc sur case blanche e4 · Pion blanc sur case noire h4 · Fou blanc sur case blanche b3 · Cavalier blanc sur case noire c3 · Cavalier blanc sur case blanche f3 · Tour blanche sur case blanche h3 · Pion blanc sur case noire b2 · Pion blanc sur case blanche c2 · Dame blanche sur case blanche e2 · Pion blanc sur case noire f2 · Pion blanc sur case blanche g2 · Fou blanc sur case noire c1 · Tour blanche sur case noire e1 · Roi blanc sur case noire g1 | 2 |
| 1 | Dame noire sur case blanche c8 · Tour noire sur case noire d8 · Cavalier noir sur case noire f8 · Tour noire sur case noire h8 · Fou noir sur case blanche b7 · Cavalier noir sur case noire e7 · Roi noir sur case blanche f7 · Fou noir sur case noire g7 · Pion noir sur case blanche a6 · Pion noir sur case noire b6 · Pion noir sur case blanche c6 · Pion noir sur case noire d6 · Pion noir sur case blanche e6 · Pion noir sur case noire f6 · Pion noir sur case blanche g6 · Pion noir sur case noire h6 · Pion blanc sur case blanche a4 · Pion blanc sur case noire d4 · Pion blanc sur case blanche e4 · Pion blanc sur case noire h4 · Fou blanc sur case blanche b3 · Cavalier blanc sur case noire c3 · Cavalier blanc sur case blanche f3 · Tour blanche sur case blanche h3 · Pion blanc sur case noire b2 · Pion blanc sur case blanche c2 · Dame blanche sur case blanche e2 · Pion blanc sur case noire f2 · Pion blanc sur case blanche g2 · Fou blanc sur case noire c1 · Tour blanche sur case noire e1 · Roi blanc sur case noire g1 | Dame noire sur case blanche c8 · Tour noire sur case noire d8 · Cavalier noir sur case noire f8 · Tour noire sur case noire h8 · Fou noir sur case blanche b7 · Cavalier noir sur case noire e7 · Roi noir sur case blanche f7 · Fou noir sur case noire g7 · Pion noir sur case blanche a6 · Pion noir sur case noire b6 · Pion noir sur case blanche c6 · Pion noir sur case noire d6 · Pion noir sur case blanche e6 · Pion noir sur case noire f6 · Pion noir sur case blanche g6 · Pion noir sur case noire h6 · Pion blanc sur case blanche a4 · Pion blanc sur case noire d4 · Pion blanc sur case blanche e4 · Pion blanc sur case noire h4 · Fou blanc sur case blanche b3 · Cavalier blanc sur case noire c3 · Cavalier blanc sur case blanche f3 · Tour blanche sur case blanche h3 · Pion blanc sur case noire b2 · Pion blanc sur case blanche c2 · Dame blanche sur case blanche e2 · Pion blanc sur case noire f2 · Pion blanc sur case blanche g2 · Fou blanc sur case noire c1 · Tour blanche sur case noire e1 · Roi blanc sur case noire g1 | Dame noire sur case blanche c8 · Tour noire sur case noire d8 · Cavalier noir sur case noire f8 · Tour noire sur case noire h8 · Fou noir sur case blanche b7 · Cavalier noir sur case noire e7 · Roi noir sur case blanche f7 · Fou noir sur case noire g7 · Pion noir sur case blanche a6 · Pion noir sur case noire b6 · Pion noir sur case blanche c6 · Pion noir sur case noire d6 · Pion noir sur case blanche e6 · Pion noir sur case noire f6 · Pion noir sur case blanche g6 · Pion noir sur case noire h6 · Pion blanc sur case blanche a4 · Pion blanc sur case noire d4 · Pion blanc sur case blanche e4 · Pion blanc sur case noire h4 · Fou blanc sur case blanche b3 · Cavalier blanc sur case noire c3 · Cavalier blanc sur case blanche f3 · Tour blanche sur case blanche h3 · Pion blanc sur case noire b2 · Pion blanc sur case blanche c2 · Dame blanche sur case blanche e2 · Pion blanc sur case noire f2 · Pion blanc sur case blanche g2 · Fou blanc sur case noire c1 · Tour blanche sur case noire e1 · Roi blanc sur case noire g1 | Dame noire sur case blanche c8 · Tour noire sur case noire d8 · Cavalier noir sur case noire f8 · Tour noire sur case noire h8 · Fou noir sur case blanche b7 · Cavalier noir sur case noire e7 · Roi noir sur case blanche f7 · Fou noir sur case noire g7 · Pion noir sur case blanche a6 · Pion noir sur case noire b6 · Pion noir sur case blanche c6 · Pion noir sur case noire d6 · Pion noir sur case blanche e6 · Pion noir sur case noire f6 · Pion noir sur case blanche g6 · Pion noir sur case noire h6 · Pion blanc sur case blanche a4 · Pion blanc sur case noire d4 · Pion blanc sur case blanche e4 · Pion blanc sur case noire h4 · Fou blanc sur case blanche b3 · Cavalier blanc sur case noire c3 · Cavalier blanc sur case blanche f3 · Tour blanche sur case blanche h3 · Pion blanc sur case noire b2 · Pion blanc sur case blanche c2 · Dame blanche sur case blanche e2 · Pion blanc sur case noire f2 · Pion blanc sur case blanche g2 · Fou blanc sur case noire c1 · Tour blanche sur case noire e1 · Roi blanc sur case noire g1 | Dame noire sur case blanche c8 · Tour noire sur case noire d8 · Cavalier noir sur case noire f8 · Tour noire sur case noire h8 · Fou noir sur case blanche b7 · Cavalier noir sur case noire e7 · Roi noir sur case blanche f7 · Fou noir sur case noire g7 · Pion noir sur case blanche a6 · Pion noir sur case noire b6 · Pion noir sur case blanche c6 · Pion noir sur case noire d6 · Pion noir sur case blanche e6 · Pion noir sur case noire f6 · Pion noir sur case blanche g6 · Pion noir sur case noire h6 · Pion blanc sur case blanche a4 · Pion blanc sur case noire d4 · Pion blanc sur case blanche e4 · Pion blanc sur case noire h4 · Fou blanc sur case blanche b3 · Cavalier blanc sur case noire c3 · Cavalier blanc sur case blanche f3 · Tour blanche sur case blanche h3 · Pion blanc sur case noire b2 · Pion blanc sur case blanche c2 · Dame blanche sur case blanche e2 · Pion blanc sur case noire f2 · Pion blanc sur case blanche g2 · Fou blanc sur case noire c1 · Tour blanche sur case noire e1 · Roi blanc sur case noire g1 | Dame noire sur case blanche c8 · Tour noire sur case noire d8 · Cavalier noir sur case noire f8 · Tour noire sur case noire h8 · Fou noir sur case blanche b7 · Cavalier noir sur case noire e7 · Roi noir sur case blanche f7 · Fou noir sur case noire g7 · Pion noir sur case blanche a6 · Pion noir sur case noire b6 · Pion noir sur case blanche c6 · Pion noir sur case noire d6 · Pion noir sur case blanche e6 · Pion noir sur case noire f6 · Pion noir sur case blanche g6 · Pion noir sur case noire h6 · Pion blanc sur case blanche a4 · Pion blanc sur case noire d4 · Pion blanc sur case blanche e4 · Pion blanc sur case noire h4 · Fou blanc sur case blanche b3 · Cavalier blanc sur case noire c3 · Cavalier blanc sur case blanche f3 · Tour blanche sur case blanche h3 · Pion blanc sur case noire b2 · Pion blanc sur case blanche c2 · Dame blanche sur case blanche e2 · Pion blanc sur case noire f2 · Pion blanc sur case blanche g2 · Fou blanc sur case noire c1 · Tour blanche sur case noire e1 · Roi blanc sur case noire g1 | Dame noire sur case blanche c8 · Tour noire sur case noire d8 · Cavalier noir sur case noire f8 · Tour noire sur case noire h8 · Fou noir sur case blanche b7 · Cavalier noir sur case noire e7 · Roi noir sur case blanche f7 · Fou noir sur case noire g7 · Pion noir sur case blanche a6 · Pion noir sur case noire b6 · Pion noir sur case blanche c6 · Pion noir sur case noire d6 · Pion noir sur case blanche e6 · Pion noir sur case noire f6 · Pion noir sur case blanche g6 · Pion noir sur case noire h6 · Pion blanc sur case blanche a4 · Pion blanc sur case noire d4 · Pion blanc sur case blanche e4 · Pion blanc sur case noire h4 · Fou blanc sur case blanche b3 · Cavalier blanc sur case noire c3 · Cavalier blanc sur case blanche f3 · Tour blanche sur case blanche h3 · Pion blanc sur case noire b2 · Pion blanc sur case blanche c2 · Dame blanche sur case blanche e2 · Pion blanc sur case noire f2 · Pion blanc sur case blanche g2 · Fou blanc sur case noire c1 · Tour blanche sur case noire e1 · Roi blanc sur case noire g1 | Dame noire sur case blanche c8 · Tour noire sur case noire d8 · Cavalier noir sur case noire f8 · Tour noire sur case noire h8 · Fou noir sur case blanche b7 · Cavalier noir sur case noire e7 · Roi noir sur case blanche f7 · Fou noir sur case noire g7 · Pion noir sur case blanche a6 · Pion noir sur case noire b6 · Pion noir sur case blanche c6 · Pion noir sur case noire d6 · Pion noir sur case blanche e6 · Pion noir sur case noire f6 · Pion noir sur case blanche g6 · Pion noir sur case noire h6 · Pion blanc sur case blanche a4 · Pion blanc sur case noire d4 · Pion blanc sur case blanche e4 · Pion blanc sur case noire h4 · Fou blanc sur case blanche b3 · Cavalier blanc sur case noire c3 · Cavalier blanc sur case blanche f3 · Tour blanche sur case blanche h3 · Pion blanc sur case noire b2 · Pion blanc sur case blanche c2 · Dame blanche sur case blanche e2 · Pion blanc sur case noire f2 · Pion blanc sur case blanche g2 · Fou blanc sur case noire c1 · Tour blanche sur case noire e1 · Roi blanc sur case noire g1 | 1 |
|   | a | b | c | d | e | f | g | h |   |

 En employant ce système contre Petrossian, Spassky a probablement été inspiré par le maître international slovaque Maximilian Ujtelky, qui expérimentait des ouvertures similaires depuis plusieurs années La partie d'Ujtelky, avec les Noirs contre Spassky à Sotchi en 1964, dans laquelle il a joué la configuration que Spassky a ensuite adoptée contre Petrossian, est donnée ci-dessous. Ujtelky a joué de manière encore plus provocante dans certaines autres parties, comme contre le maître international soviétique Rashid Nezhmetdinov dans le même tournoi (voir le diagramme à droite). Nejmetdinov a sacrifié des pions aux coups 26, 36 et 41, un cavalier au coup 45 et un fou au coup 47 et a perdu en 75 coups 

Amatzai Avni, un maître israélien de la FIDE et psychologue, a écrit sur le jeu d'Ujtelky : 

« Fondamentalement, Ujtelky provoquait ses adversaires à l'extrême et attendait leur dépression nerveuse. Parfois, il a été abattu, à d'autres moments son style de jeu a réussi. »

 Le maître international Andrew Martin a écrit à propos de la défense de l'Hippopotame : « L'idée est que les noirs se développent dans ses trois premiers rangs au début de la partie. Il construira une position solide, stable mais flexible, attendra de voir ce que font les blancs et réagira en conséquence. » .

Dans son livre  Hippo Attack & Defense, Eric Briffoz déclare : 

« L'Hippopotame combine en quelque sorte les avantages de la Défense Owen (1… b6), avec les avantages de la Défense moderne (1… g6). Alors que la défense Owen se concentre principalement sur le contrôle des cases blanches centrales d5 et e4, la défense Moderne cherche à contrôler les noirs sur e5 et d4… »

Le grand maître Tiger Hillarp Persson illustre cette stratégie par une métaphore : 

« [L']hippopotame se trouve au fond de l'eau. Il semble presque ridiculement passif et de nombreux experts considèrent l'hippopotame comme un animal paisible et presque doux. Mais rien ne pouvait être plus éloigné de la vérité. En y regardant de plus près, l'animal, sa position et les statistiques semblent presque entièrement différents. L'hippopotame est un animal féroce; prêt à écraser quiconque s'approche de trop près. »

Vlastimil Hort, Igor Glek et Mihai Suba sont parmi les grands maîtres qui ont employé l'Hippo, et Kiril Georgiev l'a utilisé comme ligne anti programme informatique. Comme mentionné ci-dessus, MI Andrew Martin a écrit un livre, The Hippopotamus Rises: The Re-emergence of a Chess Opening, à propos de cette ouverture en 2005. Voir la critique ici .
Le terme « Défense hippopotame » a également été utilisé par l'amateur anglais JC Thompson pour décrire un système de sa conception, où les noirs ont joué c6, d6, e6 et f6; développé leur cavalier, via h6, à f7; et n'a pas nécessairement ses fous en fianchetto. Avec les blancs, Thompson a joué l'image miroir de la positions des noirs. Thompson a préconisé ce système dans son livre de 1957 Hippopotamus Chess Opening,. Cependant, Martin écrit que « franchement, ses idées ont peu de valeur aujourd'hui ».

## Exemples de parties
- Spassky vs. Ujtelky, Sotchi 1964

1.e4 g6 2.d4 Bg7 3. Nc3 a6 4. Nf3 d6 5. Bc4 e6 6. Bg5 Ne7 7.a4 h6 8. Be3 b6 9. 0-0 Nd7 10. Re1 0-0 11. Qd2 Kh7 12. Rad1 Bb7 13. Qe2 Qc8 14. Bf4 Rd8 15.h4 Nf8 16. Bb3 f6 17. Nb1 e5 18. Bc1 Ne6 19.c3 Rf8 20. Na3 f5? 21.dxe5 dxe5 22. Nxe5! Bxe5 23.exf5 Rxf5 24. Bc2 Rh5 ?? 25. Qxh5 1–0
- Petrosian vs. Spassky, Championnat du monde 1966 (12e partie)

1. Nf3 g6 2.c4 Bg7 3.d4 d6 4. Nc3 Nd7 5.e4 e6 6. Be2 b6 7.0-0 Bb7 8. Be3 Ne7 9. Qc2 h6 10. Rad1 0-0 11.d5 e5 12. Qc1 Kh7 13.g3 f5 14.exf5 Nxf5 15. Bd3 Bc8 16. Kg2 Nf6 17. Ne4 Nh5 18. Bd2 Bd7 19. Kh1 Ne7 20. Nh4 Bh3 21. Rg1 Bd7 22. Be3 Qe8 23. Rde1 Qf7 24. Qc2 Kh8 25. Nd2 Nf5 26. Nxf5 gxf5 27.g4 e4 28.gxh5 f4 29. Rxg7 Qxg7 30. Rg1 Qe5 31. Nf3 exd3 32. Nxe5 dxc2 33. Bd4 dxe5 34. Bxe5 + Kh7 35. Rg7 + Kh8 36. Rg6 + Kh7 37. Rg7 + Kh8 38. Rg6 + Kh7 39. Rg7 + ½ – ½ 
|   | a | b | c | d | e | f | g | h |   |
| 8 | Tour noire sur case blanche a8 · Dame noire sur case noire d8 · Tour noire sur case noire f8 · Roi noir sur case blanche g8 · Fou noir sur case blanche b7 · Pion noir sur case noire c7 · Cavalier noir sur case blanche d7 · Cavalier noir sur case noire e7 · Pion noir sur case blanche f7 · Fou noir sur case noire g7 · Pion noir sur case blanche h7 · Pion noir sur case blanche a6 · Pion noir sur case noire b6 · Pion noir sur case noire d6 · Pion noir sur case blanche e6 · Pion noir sur case blanche g6 · Pion blanc sur case blanche a4 · Pion blanc sur case noire d4 · Pion blanc sur case blanche e4 · Pion blanc sur case noire c3 · Fou blanc sur case blanche d3 · Cavalier blanc sur case blanche f3 · Pion blanc sur case noire b2 · Cavalier blanc sur case noire d2 · Pion blanc sur case noire f2 · Pion blanc sur case blanche g2 · Pion blanc sur case noire h2 · Tour blanche sur case noire a1 · Fou blanc sur case noire c1 · Dame blanche sur case blanche d1 · Tour blanche sur case noire e1 · Roi blanc sur case noire g1 | Tour noire sur case blanche a8 · Dame noire sur case noire d8 · Tour noire sur case noire f8 · Roi noir sur case blanche g8 · Fou noir sur case blanche b7 · Pion noir sur case noire c7 · Cavalier noir sur case blanche d7 · Cavalier noir sur case noire e7 · Pion noir sur case blanche f7 · Fou noir sur case noire g7 · Pion noir sur case blanche h7 · Pion noir sur case blanche a6 · Pion noir sur case noire b6 · Pion noir sur case noire d6 · Pion noir sur case blanche e6 · Pion noir sur case blanche g6 · Pion blanc sur case blanche a4 · Pion blanc sur case noire d4 · Pion blanc sur case blanche e4 · Pion blanc sur case noire c3 · Fou blanc sur case blanche d3 · Cavalier blanc sur case blanche f3 · Pion blanc sur case noire b2 · Cavalier blanc sur case noire d2 · Pion blanc sur case noire f2 · Pion blanc sur case blanche g2 · Pion blanc sur case noire h2 · Tour blanche sur case noire a1 · Fou blanc sur case noire c1 · Dame blanche sur case blanche d1 · Tour blanche sur case noire e1 · Roi blanc sur case noire g1 | Tour noire sur case blanche a8 · Dame noire sur case noire d8 · Tour noire sur case noire f8 · Roi noir sur case blanche g8 · Fou noir sur case blanche b7 · Pion noir sur case noire c7 · Cavalier noir sur case blanche d7 · Cavalier noir sur case noire e7 · Pion noir sur case blanche f7 · Fou noir sur case noire g7 · Pion noir sur case blanche h7 · Pion noir sur case blanche a6 · Pion noir sur case noire b6 · Pion noir sur case noire d6 · Pion noir sur case blanche e6 · Pion noir sur case blanche g6 · Pion blanc sur case blanche a4 · Pion blanc sur case noire d4 · Pion blanc sur case blanche e4 · Pion blanc sur case noire c3 · Fou blanc sur case blanche d3 · Cavalier blanc sur case blanche f3 · Pion blanc sur case noire b2 · Cavalier blanc sur case noire d2 · Pion blanc sur case noire f2 · Pion blanc sur case blanche g2 · Pion blanc sur case noire h2 · Tour blanche sur case noire a1 · Fou blanc sur case noire c1 · Dame blanche sur case blanche d1 · Tour blanche sur case noire e1 · Roi blanc sur case noire g1 | Tour noire sur case blanche a8 · Dame noire sur case noire d8 · Tour noire sur case noire f8 · Roi noir sur case blanche g8 · Fou noir sur case blanche b7 · Pion noir sur case noire c7 · Cavalier noir sur case blanche d7 · Cavalier noir sur case noire e7 · Pion noir sur case blanche f7 · Fou noir sur case noire g7 · Pion noir sur case blanche h7 · Pion noir sur case blanche a6 · Pion noir sur case noire b6 · Pion noir sur case noire d6 · Pion noir sur case blanche e6 · Pion noir sur case blanche g6 · Pion blanc sur case blanche a4 · Pion blanc sur case noire d4 · Pion blanc sur case blanche e4 · Pion blanc sur case noire c3 · Fou blanc sur case blanche d3 · Cavalier blanc sur case blanche f3 · Pion blanc sur case noire b2 · Cavalier blanc sur case noire d2 · Pion blanc sur case noire f2 · Pion blanc sur case blanche g2 · Pion blanc sur case noire h2 · Tour blanche sur case noire a1 · Fou blanc sur case noire c1 · Dame blanche sur case blanche d1 · Tour blanche sur case noire e1 · Roi blanc sur case noire g1 | Tour noire sur case blanche a8 · Dame noire sur case noire d8 · Tour noire sur case noire f8 · Roi noir sur case blanche g8 · Fou noir sur case blanche b7 · Pion noir sur case noire c7 · Cavalier noir sur case blanche d7 · Cavalier noir sur case noire e7 · Pion noir sur case blanche f7 · Fou noir sur case noire g7 · Pion noir sur case blanche h7 · Pion noir sur case blanche a6 · Pion noir sur case noire b6 · Pion noir sur case noire d6 · Pion noir sur case blanche e6 · Pion noir sur case blanche g6 · Pion blanc sur case blanche a4 · Pion blanc sur case noire d4 · Pion blanc sur case blanche e4 · Pion blanc sur case noire c3 · Fou blanc sur case blanche d3 · Cavalier blanc sur case blanche f3 · Pion blanc sur case noire b2 · Cavalier blanc sur case noire d2 · Pion blanc sur case noire f2 · Pion blanc sur case blanche g2 · Pion blanc sur case noire h2 · Tour blanche sur case noire a1 · Fou blanc sur case noire c1 · Dame blanche sur case blanche d1 · Tour blanche sur case noire e1 · Roi blanc sur case noire g1 | Tour noire sur case blanche a8 · Dame noire sur case noire d8 · Tour noire sur case noire f8 · Roi noir sur case blanche g8 · Fou noir sur case blanche b7 · Pion noir sur case noire c7 · Cavalier noir sur case blanche d7 · Cavalier noir sur case noire e7 · Pion noir sur case blanche f7 · Fou noir sur case noire g7 · Pion noir sur case blanche h7 · Pion noir sur case blanche a6 · Pion noir sur case noire b6 · Pion noir sur case noire d6 · Pion noir sur case blanche e6 · Pion noir sur case blanche g6 · Pion blanc sur case blanche a4 · Pion blanc sur case noire d4 · Pion blanc sur case blanche e4 · Pion blanc sur case noire c3 · Fou blanc sur case blanche d3 · Cavalier blanc sur case blanche f3 · Pion blanc sur case noire b2 · Cavalier blanc sur case noire d2 · Pion blanc sur case noire f2 · Pion blanc sur case blanche g2 · Pion blanc sur case noire h2 · Tour blanche sur case noire a1 · Fou blanc sur case noire c1 · Dame blanche sur case blanche d1 · Tour blanche sur case noire e1 · Roi blanc sur case noire g1 | Tour noire sur case blanche a8 · Dame noire sur case noire d8 · Tour noire sur case noire f8 · Roi noir sur case blanche g8 · Fou noir sur case blanche b7 · Pion noir sur case noire c7 · Cavalier noir sur case blanche d7 · Cavalier noir sur case noire e7 · Pion noir sur case blanche f7 · Fou noir sur case noire g7 · Pion noir sur case blanche h7 · Pion noir sur case blanche a6 · Pion noir sur case noire b6 · Pion noir sur case noire d6 · Pion noir sur case blanche e6 · Pion noir sur case blanche g6 · Pion blanc sur case blanche a4 · Pion blanc sur case noire d4 · Pion blanc sur case blanche e4 · Pion blanc sur case noire c3 · Fou blanc sur case blanche d3 · Cavalier blanc sur case blanche f3 · Pion blanc sur case noire b2 · Cavalier blanc sur case noire d2 · Pion blanc sur case noire f2 · Pion blanc sur case blanche g2 · Pion blanc sur case noire h2 · Tour blanche sur case noire a1 · Fou blanc sur case noire c1 · Dame blanche sur case blanche d1 · Tour blanche sur case noire e1 · Roi blanc sur case noire g1 | Tour noire sur case blanche a8 · Dame noire sur case noire d8 · Tour noire sur case noire f8 · Roi noir sur case blanche g8 · Fou noir sur case blanche b7 · Pion noir sur case noire c7 · Cavalier noir sur case blanche d7 · Cavalier noir sur case noire e7 · Pion noir sur case blanche f7 · Fou noir sur case noire g7 · Pion noir sur case blanche h7 · Pion noir sur case blanche a6 · Pion noir sur case noire b6 · Pion noir sur case noire d6 · Pion noir sur case blanche e6 · Pion noir sur case blanche g6 · Pion blanc sur case blanche a4 · Pion blanc sur case noire d4 · Pion blanc sur case blanche e4 · Pion blanc sur case noire c3 · Fou blanc sur case blanche d3 · Cavalier blanc sur case blanche f3 · Pion blanc sur case noire b2 · Cavalier blanc sur case noire d2 · Pion blanc sur case noire f2 · Pion blanc sur case blanche g2 · Pion blanc sur case noire h2 · Tour blanche sur case noire a1 · Fou blanc sur case noire c1 · Dame blanche sur case blanche d1 · Tour blanche sur case noire e1 · Roi blanc sur case noire g1 | 8 |
| 7 | Tour noire sur case blanche a8 · Dame noire sur case noire d8 · Tour noire sur case noire f8 · Roi noir sur case blanche g8 · Fou noir sur case blanche b7 · Pion noir sur case noire c7 · Cavalier noir sur case blanche d7 · Cavalier noir sur case noire e7 · Pion noir sur case blanche f7 · Fou noir sur case noire g7 · Pion noir sur case blanche h7 · Pion noir sur case blanche a6 · Pion noir sur case noire b6 · Pion noir sur case noire d6 · Pion noir sur case blanche e6 · Pion noir sur case blanche g6 · Pion blanc sur case blanche a4 · Pion blanc sur case noire d4 · Pion blanc sur case blanche e4 · Pion blanc sur case noire c3 · Fou blanc sur case blanche d3 · Cavalier blanc sur case blanche f3 · Pion blanc sur case noire b2 · Cavalier blanc sur case noire d2 · Pion blanc sur case noire f2 · Pion blanc sur case blanche g2 · Pion blanc sur case noire h2 · Tour blanche sur case noire a1 · Fou blanc sur case noire c1 · Dame blanche sur case blanche d1 · Tour blanche sur case noire e1 · Roi blanc sur case noire g1 | Tour noire sur case blanche a8 · Dame noire sur case noire d8 · Tour noire sur case noire f8 · Roi noir sur case blanche g8 · Fou noir sur case blanche b7 · Pion noir sur case noire c7 · Cavalier noir sur case blanche d7 · Cavalier noir sur case noire e7 · Pion noir sur case blanche f7 · Fou noir sur case noire g7 · Pion noir sur case blanche h7 · Pion noir sur case blanche a6 · Pion noir sur case noire b6 · Pion noir sur case noire d6 · Pion noir sur case blanche e6 · Pion noir sur case blanche g6 · Pion blanc sur case blanche a4 · Pion blanc sur case noire d4 · Pion blanc sur case blanche e4 · Pion blanc sur case noire c3 · Fou blanc sur case blanche d3 · Cavalier blanc sur case blanche f3 · Pion blanc sur case noire b2 · Cavalier blanc sur case noire d2 · Pion blanc sur case noire f2 · Pion blanc sur case blanche g2 · Pion blanc sur case noire h2 · Tour blanche sur case noire a1 · Fou blanc sur case noire c1 · Dame blanche sur case blanche d1 · Tour blanche sur case noire e1 · Roi blanc sur case noire g1 | Tour noire sur case blanche a8 · Dame noire sur case noire d8 · Tour noire sur case noire f8 · Roi noir sur case blanche g8 · Fou noir sur case blanche b7 · Pion noir sur case noire c7 · Cavalier noir sur case blanche d7 · Cavalier noir sur case noire e7 · Pion noir sur case blanche f7 · Fou noir sur case noire g7 · Pion noir sur case blanche h7 · Pion noir sur case blanche a6 · Pion noir sur case noire b6 · Pion noir sur case noire d6 · Pion noir sur case blanche e6 · Pion noir sur case blanche g6 · Pion blanc sur case blanche a4 · Pion blanc sur case noire d4 · Pion blanc sur case blanche e4 · Pion blanc sur case noire c3 · Fou blanc sur case blanche d3 · Cavalier blanc sur case blanche f3 · Pion blanc sur case noire b2 · Cavalier blanc sur case noire d2 · Pion blanc sur case noire f2 · Pion blanc sur case blanche g2 · Pion blanc sur case noire h2 · Tour blanche sur case noire a1 · Fou blanc sur case noire c1 · Dame blanche sur case blanche d1 · Tour blanche sur case noire e1 · Roi blanc sur case noire g1 | Tour noire sur case blanche a8 · Dame noire sur case noire d8 · Tour noire sur case noire f8 · Roi noir sur case blanche g8 · Fou noir sur case blanche b7 · Pion noir sur case noire c7 · Cavalier noir sur case blanche d7 · Cavalier noir sur case noire e7 · Pion noir sur case blanche f7 · Fou noir sur case noire g7 · Pion noir sur case blanche h7 · Pion noir sur case blanche a6 · Pion noir sur case noire b6 · Pion noir sur case noire d6 · Pion noir sur case blanche e6 · Pion noir sur case blanche g6 · Pion blanc sur case blanche a4 · Pion blanc sur case noire d4 · Pion blanc sur case blanche e4 · Pion blanc sur case noire c3 · Fou blanc sur case blanche d3 · Cavalier blanc sur case blanche f3 · Pion blanc sur case noire b2 · Cavalier blanc sur case noire d2 · Pion blanc sur case noire f2 · Pion blanc sur case blanche g2 · Pion blanc sur case noire h2 · Tour blanche sur case noire a1 · Fou blanc sur case noire c1 · Dame blanche sur case blanche d1 · Tour blanche sur case noire e1 · Roi blanc sur case noire g1 | Tour noire sur case blanche a8 · Dame noire sur case noire d8 · Tour noire sur case noire f8 · Roi noir sur case blanche g8 · Fou noir sur case blanche b7 · Pion noir sur case noire c7 · Cavalier noir sur case blanche d7 · Cavalier noir sur case noire e7 · Pion noir sur case blanche f7 · Fou noir sur case noire g7 · Pion noir sur case blanche h7 · Pion noir sur case blanche a6 · Pion noir sur case noire b6 · Pion noir sur case noire d6 · Pion noir sur case blanche e6 · Pion noir sur case blanche g6 · Pion blanc sur case blanche a4 · Pion blanc sur case noire d4 · Pion blanc sur case blanche e4 · Pion blanc sur case noire c3 · Fou blanc sur case blanche d3 · Cavalier blanc sur case blanche f3 · Pion blanc sur case noire b2 · Cavalier blanc sur case noire d2 · Pion blanc sur case noire f2 · Pion blanc sur case blanche g2 · Pion blanc sur case noire h2 · Tour blanche sur case noire a1 · Fou blanc sur case noire c1 · Dame blanche sur case blanche d1 · Tour blanche sur case noire e1 · Roi blanc sur case noire g1 | Tour noire sur case blanche a8 · Dame noire sur case noire d8 · Tour noire sur case noire f8 · Roi noir sur case blanche g8 · Fou noir sur case blanche b7 · Pion noir sur case noire c7 · Cavalier noir sur case blanche d7 · Cavalier noir sur case noire e7 · Pion noir sur case blanche f7 · Fou noir sur case noire g7 · Pion noir sur case blanche h7 · Pion noir sur case blanche a6 · Pion noir sur case noire b6 · Pion noir sur case noire d6 · Pion noir sur case blanche e6 · Pion noir sur case blanche g6 · Pion blanc sur case blanche a4 · Pion blanc sur case noire d4 · Pion blanc sur case blanche e4 · Pion blanc sur case noire c3 · Fou blanc sur case blanche d3 · Cavalier blanc sur case blanche f3 · Pion blanc sur case noire b2 · Cavalier blanc sur case noire d2 · Pion blanc sur case noire f2 · Pion blanc sur case blanche g2 · Pion blanc sur case noire h2 · Tour blanche sur case noire a1 · Fou blanc sur case noire c1 · Dame blanche sur case blanche d1 · Tour blanche sur case noire e1 · Roi blanc sur case noire g1 | Tour noire sur case blanche a8 · Dame noire sur case noire d8 · Tour noire sur case noire f8 · Roi noir sur case blanche g8 · Fou noir sur case blanche b7 · Pion noir sur case noire c7 · Cavalier noir sur case blanche d7 · Cavalier noir sur case noire e7 · Pion noir sur case blanche f7 · Fou noir sur case noire g7 · Pion noir sur case blanche h7 · Pion noir sur case blanche a6 · Pion noir sur case noire b6 · Pion noir sur case noire d6 · Pion noir sur case blanche e6 · Pion noir sur case blanche g6 · Pion blanc sur case blanche a4 · Pion blanc sur case noire d4 · Pion blanc sur case blanche e4 · Pion blanc sur case noire c3 · Fou blanc sur case blanche d3 · Cavalier blanc sur case blanche f3 · Pion blanc sur case noire b2 · Cavalier blanc sur case noire d2 · Pion blanc sur case noire f2 · Pion blanc sur case blanche g2 · Pion blanc sur case noire h2 · Tour blanche sur case noire a1 · Fou blanc sur case noire c1 · Dame blanche sur case blanche d1 · Tour blanche sur case noire e1 · Roi blanc sur case noire g1 | Tour noire sur case blanche a8 · Dame noire sur case noire d8 · Tour noire sur case noire f8 · Roi noir sur case blanche g8 · Fou noir sur case blanche b7 · Pion noir sur case noire c7 · Cavalier noir sur case blanche d7 · Cavalier noir sur case noire e7 · Pion noir sur case blanche f7 · Fou noir sur case noire g7 · Pion noir sur case blanche h7 · Pion noir sur case blanche a6 · Pion noir sur case noire b6 · Pion noir sur case noire d6 · Pion noir sur case blanche e6 · Pion noir sur case blanche g6 · Pion blanc sur case blanche a4 · Pion blanc sur case noire d4 · Pion blanc sur case blanche e4 · Pion blanc sur case noire c3 · Fou blanc sur case blanche d3 · Cavalier blanc sur case blanche f3 · Pion blanc sur case noire b2 · Cavalier blanc sur case noire d2 · Pion blanc sur case noire f2 · Pion blanc sur case blanche g2 · Pion blanc sur case noire h2 · Tour blanche sur case noire a1 · Fou blanc sur case noire c1 · Dame blanche sur case blanche d1 · Tour blanche sur case noire e1 · Roi blanc sur case noire g1 | 7 |
| 6 | Tour noire sur case blanche a8 · Dame noire sur case noire d8 · Tour noire sur case noire f8 · Roi noir sur case blanche g8 · Fou noir sur case blanche b7 · Pion noir sur case noire c7 · Cavalier noir sur case blanche d7 · Cavalier noir sur case noire e7 · Pion noir sur case blanche f7 · Fou noir sur case noire g7 · Pion noir sur case blanche h7 · Pion noir sur case blanche a6 · Pion noir sur case noire b6 · Pion noir sur case noire d6 · Pion noir sur case blanche e6 · Pion noir sur case blanche g6 · Pion blanc sur case blanche a4 · Pion blanc sur case noire d4 · Pion blanc sur case blanche e4 · Pion blanc sur case noire c3 · Fou blanc sur case blanche d3 · Cavalier blanc sur case blanche f3 · Pion blanc sur case noire b2 · Cavalier blanc sur case noire d2 · Pion blanc sur case noire f2 · Pion blanc sur case blanche g2 · Pion blanc sur case noire h2 · Tour blanche sur case noire a1 · Fou blanc sur case noire c1 · Dame blanche sur case blanche d1 · Tour blanche sur case noire e1 · Roi blanc sur case noire g1 | Tour noire sur case blanche a8 · Dame noire sur case noire d8 · Tour noire sur case noire f8 · Roi noir sur case blanche g8 · Fou noir sur case blanche b7 · Pion noir sur case noire c7 · Cavalier noir sur case blanche d7 · Cavalier noir sur case noire e7 · Pion noir sur case blanche f7 · Fou noir sur case noire g7 · Pion noir sur case blanche h7 · Pion noir sur case blanche a6 · Pion noir sur case noire b6 · Pion noir sur case noire d6 · Pion noir sur case blanche e6 · Pion noir sur case blanche g6 · Pion blanc sur case blanche a4 · Pion blanc sur case noire d4 · Pion blanc sur case blanche e4 · Pion blanc sur case noire c3 · Fou blanc sur case blanche d3 · Cavalier blanc sur case blanche f3 · Pion blanc sur case noire b2 · Cavalier blanc sur case noire d2 · Pion blanc sur case noire f2 · Pion blanc sur case blanche g2 · Pion blanc sur case noire h2 · Tour blanche sur case noire a1 · Fou blanc sur case noire c1 · Dame blanche sur case blanche d1 · Tour blanche sur case noire e1 · Roi blanc sur case noire g1 | Tour noire sur case blanche a8 · Dame noire sur case noire d8 · Tour noire sur case noire f8 · Roi noir sur case blanche g8 · Fou noir sur case blanche b7 · Pion noir sur case noire c7 · Cavalier noir sur case blanche d7 · Cavalier noir sur case noire e7 · Pion noir sur case blanche f7 · Fou noir sur case noire g7 · Pion noir sur case blanche h7 · Pion noir sur case blanche a6 · Pion noir sur case noire b6 · Pion noir sur case noire d6 · Pion noir sur case blanche e6 · Pion noir sur case blanche g6 · Pion blanc sur case blanche a4 · Pion blanc sur case noire d4 · Pion blanc sur case blanche e4 · Pion blanc sur case noire c3 · Fou blanc sur case blanche d3 · Cavalier blanc sur case blanche f3 · Pion blanc sur case noire b2 · Cavalier blanc sur case noire d2 · Pion blanc sur case noire f2 · Pion blanc sur case blanche g2 · Pion blanc sur case noire h2 · Tour blanche sur case noire a1 · Fou blanc sur case noire c1 · Dame blanche sur case blanche d1 · Tour blanche sur case noire e1 · Roi blanc sur case noire g1 | Tour noire sur case blanche a8 · Dame noire sur case noire d8 · Tour noire sur case noire f8 · Roi noir sur case blanche g8 · Fou noir sur case blanche b7 · Pion noir sur case noire c7 · Cavalier noir sur case blanche d7 · Cavalier noir sur case noire e7 · Pion noir sur case blanche f7 · Fou noir sur case noire g7 · Pion noir sur case blanche h7 · Pion noir sur case blanche a6 · Pion noir sur case noire b6 · Pion noir sur case noire d6 · Pion noir sur case blanche e6 · Pion noir sur case blanche g6 · Pion blanc sur case blanche a4 · Pion blanc sur case noire d4 · Pion blanc sur case blanche e4 · Pion blanc sur case noire c3 · Fou blanc sur case blanche d3 · Cavalier blanc sur case blanche f3 · Pion blanc sur case noire b2 · Cavalier blanc sur case noire d2 · Pion blanc sur case noire f2 · Pion blanc sur case blanche g2 · Pion blanc sur case noire h2 · Tour blanche sur case noire a1 · Fou blanc sur case noire c1 · Dame blanche sur case blanche d1 · Tour blanche sur case noire e1 · Roi blanc sur case noire g1 | Tour noire sur case blanche a8 · Dame noire sur case noire d8 · Tour noire sur case noire f8 · Roi noir sur case blanche g8 · Fou noir sur case blanche b7 · Pion noir sur case noire c7 · Cavalier noir sur case blanche d7 · Cavalier noir sur case noire e7 · Pion noir sur case blanche f7 · Fou noir sur case noire g7 · Pion noir sur case blanche h7 · Pion noir sur case blanche a6 · Pion noir sur case noire b6 · Pion noir sur case noire d6 · Pion noir sur case blanche e6 · Pion noir sur case blanche g6 · Pion blanc sur case blanche a4 · Pion blanc sur case noire d4 · Pion blanc sur case blanche e4 · Pion blanc sur case noire c3 · Fou blanc sur case blanche d3 · Cavalier blanc sur case blanche f3 · Pion blanc sur case noire b2 · Cavalier blanc sur case noire d2 · Pion blanc sur case noire f2 · Pion blanc sur case blanche g2 · Pion blanc sur case noire h2 · Tour blanche sur case noire a1 · Fou blanc sur case noire c1 · Dame blanche sur case blanche d1 · Tour blanche sur case noire e1 · Roi blanc sur case noire g1 | Tour noire sur case blanche a8 · Dame noire sur case noire d8 · Tour noire sur case noire f8 · Roi noir sur case blanche g8 · Fou noir sur case blanche b7 · Pion noir sur case noire c7 · Cavalier noir sur case blanche d7 · Cavalier noir sur case noire e7 · Pion noir sur case blanche f7 · Fou noir sur case noire g7 · Pion noir sur case blanche h7 · Pion noir sur case blanche a6 · Pion noir sur case noire b6 · Pion noir sur case noire d6 · Pion noir sur case blanche e6 · Pion noir sur case blanche g6 · Pion blanc sur case blanche a4 · Pion blanc sur case noire d4 · Pion blanc sur case blanche e4 · Pion blanc sur case noire c3 · Fou blanc sur case blanche d3 · Cavalier blanc sur case blanche f3 · Pion blanc sur case noire b2 · Cavalier blanc sur case noire d2 · Pion blanc sur case noire f2 · Pion blanc sur case blanche g2 · Pion blanc sur case noire h2 · Tour blanche sur case noire a1 · Fou blanc sur case noire c1 · Dame blanche sur case blanche d1 · Tour blanche sur case noire e1 · Roi blanc sur case noire g1 | Tour noire sur case blanche a8 · Dame noire sur case noire d8 · Tour noire sur case noire f8 · Roi noir sur case blanche g8 · Fou noir sur case blanche b7 · Pion noir sur case noire c7 · Cavalier noir sur case blanche d7 · Cavalier noir sur case noire e7 · Pion noir sur case blanche f7 · Fou noir sur case noire g7 · Pion noir sur case blanche h7 · Pion noir sur case blanche a6 · Pion noir sur case noire b6 · Pion noir sur case noire d6 · Pion noir sur case blanche e6 · Pion noir sur case blanche g6 · Pion blanc sur case blanche a4 · Pion blanc sur case noire d4 · Pion blanc sur case blanche e4 · Pion blanc sur case noire c3 · Fou blanc sur case blanche d3 · Cavalier blanc sur case blanche f3 · Pion blanc sur case noire b2 · Cavalier blanc sur case noire d2 · Pion blanc sur case noire f2 · Pion blanc sur case blanche g2 · Pion blanc sur case noire h2 · Tour blanche sur case noire a1 · Fou blanc sur case noire c1 · Dame blanche sur case blanche d1 · Tour blanche sur case noire e1 · Roi blanc sur case noire g1 | Tour noire sur case blanche a8 · Dame noire sur case noire d8 · Tour noire sur case noire f8 · Roi noir sur case blanche g8 · Fou noir sur case blanche b7 · Pion noir sur case noire c7 · Cavalier noir sur case blanche d7 · Cavalier noir sur case noire e7 · Pion noir sur case blanche f7 · Fou noir sur case noire g7 · Pion noir sur case blanche h7 · Pion noir sur case blanche a6 · Pion noir sur case noire b6 · Pion noir sur case noire d6 · Pion noir sur case blanche e6 · Pion noir sur case blanche g6 · Pion blanc sur case blanche a4 · Pion blanc sur case noire d4 · Pion blanc sur case blanche e4 · Pion blanc sur case noire c3 · Fou blanc sur case blanche d3 · Cavalier blanc sur case blanche f3 · Pion blanc sur case noire b2 · Cavalier blanc sur case noire d2 · Pion blanc sur case noire f2 · Pion blanc sur case blanche g2 · Pion blanc sur case noire h2 · Tour blanche sur case noire a1 · Fou blanc sur case noire c1 · Dame blanche sur case blanche d1 · Tour blanche sur case noire e1 · Roi blanc sur case noire g1 | 6 |
| 5 | Tour noire sur case blanche a8 · Dame noire sur case noire d8 · Tour noire sur case noire f8 · Roi noir sur case blanche g8 · Fou noir sur case blanche b7 · Pion noir sur case noire c7 · Cavalier noir sur case blanche d7 · Cavalier noir sur case noire e7 · Pion noir sur case blanche f7 · Fou noir sur case noire g7 · Pion noir sur case blanche h7 · Pion noir sur case blanche a6 · Pion noir sur case noire b6 · Pion noir sur case noire d6 · Pion noir sur case blanche e6 · Pion noir sur case blanche g6 · Pion blanc sur case blanche a4 · Pion blanc sur case noire d4 · Pion blanc sur case blanche e4 · Pion blanc sur case noire c3 · Fou blanc sur case blanche d3 · Cavalier blanc sur case blanche f3 · Pion blanc sur case noire b2 · Cavalier blanc sur case noire d2 · Pion blanc sur case noire f2 · Pion blanc sur case blanche g2 · Pion blanc sur case noire h2 · Tour blanche sur case noire a1 · Fou blanc sur case noire c1 · Dame blanche sur case blanche d1 · Tour blanche sur case noire e1 · Roi blanc sur case noire g1 | Tour noire sur case blanche a8 · Dame noire sur case noire d8 · Tour noire sur case noire f8 · Roi noir sur case blanche g8 · Fou noir sur case blanche b7 · Pion noir sur case noire c7 · Cavalier noir sur case blanche d7 · Cavalier noir sur case noire e7 · Pion noir sur case blanche f7 · Fou noir sur case noire g7 · Pion noir sur case blanche h7 · Pion noir sur case blanche a6 · Pion noir sur case noire b6 · Pion noir sur case noire d6 · Pion noir sur case blanche e6 · Pion noir sur case blanche g6 · Pion blanc sur case blanche a4 · Pion blanc sur case noire d4 · Pion blanc sur case blanche e4 · Pion blanc sur case noire c3 · Fou blanc sur case blanche d3 · Cavalier blanc sur case blanche f3 · Pion blanc sur case noire b2 · Cavalier blanc sur case noire d2 · Pion blanc sur case noire f2 · Pion blanc sur case blanche g2 · Pion blanc sur case noire h2 · Tour blanche sur case noire a1 · Fou blanc sur case noire c1 · Dame blanche sur case blanche d1 · Tour blanche sur case noire e1 · Roi blanc sur case noire g1 | Tour noire sur case blanche a8 · Dame noire sur case noire d8 · Tour noire sur case noire f8 · Roi noir sur case blanche g8 · Fou noir sur case blanche b7 · Pion noir sur case noire c7 · Cavalier noir sur case blanche d7 · Cavalier noir sur case noire e7 · Pion noir sur case blanche f7 · Fou noir sur case noire g7 · Pion noir sur case blanche h7 · Pion noir sur case blanche a6 · Pion noir sur case noire b6 · Pion noir sur case noire d6 · Pion noir sur case blanche e6 · Pion noir sur case blanche g6 · Pion blanc sur case blanche a4 · Pion blanc sur case noire d4 · Pion blanc sur case blanche e4 · Pion blanc sur case noire c3 · Fou blanc sur case blanche d3 · Cavalier blanc sur case blanche f3 · Pion blanc sur case noire b2 · Cavalier blanc sur case noire d2 · Pion blanc sur case noire f2 · Pion blanc sur case blanche g2 · Pion blanc sur case noire h2 · Tour blanche sur case noire a1 · Fou blanc sur case noire c1 · Dame blanche sur case blanche d1 · Tour blanche sur case noire e1 · Roi blanc sur case noire g1 | Tour noire sur case blanche a8 · Dame noire sur case noire d8 · Tour noire sur case noire f8 · Roi noir sur case blanche g8 · Fou noir sur case blanche b7 · Pion noir sur case noire c7 · Cavalier noir sur case blanche d7 · Cavalier noir sur case noire e7 · Pion noir sur case blanche f7 · Fou noir sur case noire g7 · Pion noir sur case blanche h7 · Pion noir sur case blanche a6 · Pion noir sur case noire b6 · Pion noir sur case noire d6 · Pion noir sur case blanche e6 · Pion noir sur case blanche g6 · Pion blanc sur case blanche a4 · Pion blanc sur case noire d4 · Pion blanc sur case blanche e4 · Pion blanc sur case noire c3 · Fou blanc sur case blanche d3 · Cavalier blanc sur case blanche f3 · Pion blanc sur case noire b2 · Cavalier blanc sur case noire d2 · Pion blanc sur case noire f2 · Pion blanc sur case blanche g2 · Pion blanc sur case noire h2 · Tour blanche sur case noire a1 · Fou blanc sur case noire c1 · Dame blanche sur case blanche d1 · Tour blanche sur case noire e1 · Roi blanc sur case noire g1 | Tour noire sur case blanche a8 · Dame noire sur case noire d8 · Tour noire sur case noire f8 · Roi noir sur case blanche g8 · Fou noir sur case blanche b7 · Pion noir sur case noire c7 · Cavalier noir sur case blanche d7 · Cavalier noir sur case noire e7 · Pion noir sur case blanche f7 · Fou noir sur case noire g7 · Pion noir sur case blanche h7 · Pion noir sur case blanche a6 · Pion noir sur case noire b6 · Pion noir sur case noire d6 · Pion noir sur case blanche e6 · Pion noir sur case blanche g6 · Pion blanc sur case blanche a4 · Pion blanc sur case noire d4 · Pion blanc sur case blanche e4 · Pion blanc sur case noire c3 · Fou blanc sur case blanche d3 · Cavalier blanc sur case blanche f3 · Pion blanc sur case noire b2 · Cavalier blanc sur case noire d2 · Pion blanc sur case noire f2 · Pion blanc sur case blanche g2 · Pion blanc sur case noire h2 · Tour blanche sur case noire a1 · Fou blanc sur case noire c1 · Dame blanche sur case blanche d1 · Tour blanche sur case noire e1 · Roi blanc sur case noire g1 | Tour noire sur case blanche a8 · Dame noire sur case noire d8 · Tour noire sur case noire f8 · Roi noir sur case blanche g8 · Fou noir sur case blanche b7 · Pion noir sur case noire c7 · Cavalier noir sur case blanche d7 · Cavalier noir sur case noire e7 · Pion noir sur case blanche f7 · Fou noir sur case noire g7 · Pion noir sur case blanche h7 · Pion noir sur case blanche a6 · Pion noir sur case noire b6 · Pion noir sur case noire d6 · Pion noir sur case blanche e6 · Pion noir sur case blanche g6 · Pion blanc sur case blanche a4 · Pion blanc sur case noire d4 · Pion blanc sur case blanche e4 · Pion blanc sur case noire c3 · Fou blanc sur case blanche d3 · Cavalier blanc sur case blanche f3 · Pion blanc sur case noire b2 · Cavalier blanc sur case noire d2 · Pion blanc sur case noire f2 · Pion blanc sur case blanche g2 · Pion blanc sur case noire h2 · Tour blanche sur case noire a1 · Fou blanc sur case noire c1 · Dame blanche sur case blanche d1 · Tour blanche sur case noire e1 · Roi blanc sur case noire g1 | Tour noire sur case blanche a8 · Dame noire sur case noire d8 · Tour noire sur case noire f8 · Roi noir sur case blanche g8 · Fou noir sur case blanche b7 · Pion noir sur case noire c7 · Cavalier noir sur case blanche d7 · Cavalier noir sur case noire e7 · Pion noir sur case blanche f7 · Fou noir sur case noire g7 · Pion noir sur case blanche h7 · Pion noir sur case blanche a6 · Pion noir sur case noire b6 · Pion noir sur case noire d6 · Pion noir sur case blanche e6 · Pion noir sur case blanche g6 · Pion blanc sur case blanche a4 · Pion blanc sur case noire d4 · Pion blanc sur case blanche e4 · Pion blanc sur case noire c3 · Fou blanc sur case blanche d3 · Cavalier blanc sur case blanche f3 · Pion blanc sur case noire b2 · Cavalier blanc sur case noire d2 · Pion blanc sur case noire f2 · Pion blanc sur case blanche g2 · Pion blanc sur case noire h2 · Tour blanche sur case noire a1 · Fou blanc sur case noire c1 · Dame blanche sur case blanche d1 · Tour blanche sur case noire e1 · Roi blanc sur case noire g1 | Tour noire sur case blanche a8 · Dame noire sur case noire d8 · Tour noire sur case noire f8 · Roi noir sur case blanche g8 · Fou noir sur case blanche b7 · Pion noir sur case noire c7 · Cavalier noir sur case blanche d7 · Cavalier noir sur case noire e7 · Pion noir sur case blanche f7 · Fou noir sur case noire g7 · Pion noir sur case blanche h7 · Pion noir sur case blanche a6 · Pion noir sur case noire b6 · Pion noir sur case noire d6 · Pion noir sur case blanche e6 · Pion noir sur case blanche g6 · Pion blanc sur case blanche a4 · Pion blanc sur case noire d4 · Pion blanc sur case blanche e4 · Pion blanc sur case noire c3 · Fou blanc sur case blanche d3 · Cavalier blanc sur case blanche f3 · Pion blanc sur case noire b2 · Cavalier blanc sur case noire d2 · Pion blanc sur case noire f2 · Pion blanc sur case blanche g2 · Pion blanc sur case noire h2 · Tour blanche sur case noire a1 · Fou blanc sur case noire c1 · Dame blanche sur case blanche d1 · Tour blanche sur case noire e1 · Roi blanc sur case noire g1 | 5 |
| 4 | Tour noire sur case blanche a8 · Dame noire sur case noire d8 · Tour noire sur case noire f8 · Roi noir sur case blanche g8 · Fou noir sur case blanche b7 · Pion noir sur case noire c7 · Cavalier noir sur case blanche d7 · Cavalier noir sur case noire e7 · Pion noir sur case blanche f7 · Fou noir sur case noire g7 · Pion noir sur case blanche h7 · Pion noir sur case blanche a6 · Pion noir sur case noire b6 · Pion noir sur case noire d6 · Pion noir sur case blanche e6 · Pion noir sur case blanche g6 · Pion blanc sur case blanche a4 · Pion blanc sur case noire d4 · Pion blanc sur case blanche e4 · Pion blanc sur case noire c3 · Fou blanc sur case blanche d3 · Cavalier blanc sur case blanche f3 · Pion blanc sur case noire b2 · Cavalier blanc sur case noire d2 · Pion blanc sur case noire f2 · Pion blanc sur case blanche g2 · Pion blanc sur case noire h2 · Tour blanche sur case noire a1 · Fou blanc sur case noire c1 · Dame blanche sur case blanche d1 · Tour blanche sur case noire e1 · Roi blanc sur case noire g1 | Tour noire sur case blanche a8 · Dame noire sur case noire d8 · Tour noire sur case noire f8 · Roi noir sur case blanche g8 · Fou noir sur case blanche b7 · Pion noir sur case noire c7 · Cavalier noir sur case blanche d7 · Cavalier noir sur case noire e7 · Pion noir sur case blanche f7 · Fou noir sur case noire g7 · Pion noir sur case blanche h7 · Pion noir sur case blanche a6 · Pion noir sur case noire b6 · Pion noir sur case noire d6 · Pion noir sur case blanche e6 · Pion noir sur case blanche g6 · Pion blanc sur case blanche a4 · Pion blanc sur case noire d4 · Pion blanc sur case blanche e4 · Pion blanc sur case noire c3 · Fou blanc sur case blanche d3 · Cavalier blanc sur case blanche f3 · Pion blanc sur case noire b2 · Cavalier blanc sur case noire d2 · Pion blanc sur case noire f2 · Pion blanc sur case blanche g2 · Pion blanc sur case noire h2 · Tour blanche sur case noire a1 · Fou blanc sur case noire c1 · Dame blanche sur case blanche d1 · Tour blanche sur case noire e1 · Roi blanc sur case noire g1 | Tour noire sur case blanche a8 · Dame noire sur case noire d8 · Tour noire sur case noire f8 · Roi noir sur case blanche g8 · Fou noir sur case blanche b7 · Pion noir sur case noire c7 · Cavalier noir sur case blanche d7 · Cavalier noir sur case noire e7 · Pion noir sur case blanche f7 · Fou noir sur case noire g7 · Pion noir sur case blanche h7 · Pion noir sur case blanche a6 · Pion noir sur case noire b6 · Pion noir sur case noire d6 · Pion noir sur case blanche e6 · Pion noir sur case blanche g6 · Pion blanc sur case blanche a4 · Pion blanc sur case noire d4 · Pion blanc sur case blanche e4 · Pion blanc sur case noire c3 · Fou blanc sur case blanche d3 · Cavalier blanc sur case blanche f3 · Pion blanc sur case noire b2 · Cavalier blanc sur case noire d2 · Pion blanc sur case noire f2 · Pion blanc sur case blanche g2 · Pion blanc sur case noire h2 · Tour blanche sur case noire a1 · Fou blanc sur case noire c1 · Dame blanche sur case blanche d1 · Tour blanche sur case noire e1 · Roi blanc sur case noire g1 | Tour noire sur case blanche a8 · Dame noire sur case noire d8 · Tour noire sur case noire f8 · Roi noir sur case blanche g8 · Fou noir sur case blanche b7 · Pion noir sur case noire c7 · Cavalier noir sur case blanche d7 · Cavalier noir sur case noire e7 · Pion noir sur case blanche f7 · Fou noir sur case noire g7 · Pion noir sur case blanche h7 · Pion noir sur case blanche a6 · Pion noir sur case noire b6 · Pion noir sur case noire d6 · Pion noir sur case blanche e6 · Pion noir sur case blanche g6 · Pion blanc sur case blanche a4 · Pion blanc sur case noire d4 · Pion blanc sur case blanche e4 · Pion blanc sur case noire c3 · Fou blanc sur case blanche d3 · Cavalier blanc sur case blanche f3 · Pion blanc sur case noire b2 · Cavalier blanc sur case noire d2 · Pion blanc sur case noire f2 · Pion blanc sur case blanche g2 · Pion blanc sur case noire h2 · Tour blanche sur case noire a1 · Fou blanc sur case noire c1 · Dame blanche sur case blanche d1 · Tour blanche sur case noire e1 · Roi blanc sur case noire g1 | Tour noire sur case blanche a8 · Dame noire sur case noire d8 · Tour noire sur case noire f8 · Roi noir sur case blanche g8 · Fou noir sur case blanche b7 · Pion noir sur case noire c7 · Cavalier noir sur case blanche d7 · Cavalier noir sur case noire e7 · Pion noir sur case blanche f7 · Fou noir sur case noire g7 · Pion noir sur case blanche h7 · Pion noir sur case blanche a6 · Pion noir sur case noire b6 · Pion noir sur case noire d6 · Pion noir sur case blanche e6 · Pion noir sur case blanche g6 · Pion blanc sur case blanche a4 · Pion blanc sur case noire d4 · Pion blanc sur case blanche e4 · Pion blanc sur case noire c3 · Fou blanc sur case blanche d3 · Cavalier blanc sur case blanche f3 · Pion blanc sur case noire b2 · Cavalier blanc sur case noire d2 · Pion blanc sur case noire f2 · Pion blanc sur case blanche g2 · Pion blanc sur case noire h2 · Tour blanche sur case noire a1 · Fou blanc sur case noire c1 · Dame blanche sur case blanche d1 · Tour blanche sur case noire e1 · Roi blanc sur case noire g1 | Tour noire sur case blanche a8 · Dame noire sur case noire d8 · Tour noire sur case noire f8 · Roi noir sur case blanche g8 · Fou noir sur case blanche b7 · Pion noir sur case noire c7 · Cavalier noir sur case blanche d7 · Cavalier noir sur case noire e7 · Pion noir sur case blanche f7 · Fou noir sur case noire g7 · Pion noir sur case blanche h7 · Pion noir sur case blanche a6 · Pion noir sur case noire b6 · Pion noir sur case noire d6 · Pion noir sur case blanche e6 · Pion noir sur case blanche g6 · Pion blanc sur case blanche a4 · Pion blanc sur case noire d4 · Pion blanc sur case blanche e4 · Pion blanc sur case noire c3 · Fou blanc sur case blanche d3 · Cavalier blanc sur case blanche f3 · Pion blanc sur case noire b2 · Cavalier blanc sur case noire d2 · Pion blanc sur case noire f2 · Pion blanc sur case blanche g2 · Pion blanc sur case noire h2 · Tour blanche sur case noire a1 · Fou blanc sur case noire c1 · Dame blanche sur case blanche d1 · Tour blanche sur case noire e1 · Roi blanc sur case noire g1 | Tour noire sur case blanche a8 · Dame noire sur case noire d8 · Tour noire sur case noire f8 · Roi noir sur case blanche g8 · Fou noir sur case blanche b7 · Pion noir sur case noire c7 · Cavalier noir sur case blanche d7 · Cavalier noir sur case noire e7 · Pion noir sur case blanche f7 · Fou noir sur case noire g7 · Pion noir sur case blanche h7 · Pion noir sur case blanche a6 · Pion noir sur case noire b6 · Pion noir sur case noire d6 · Pion noir sur case blanche e6 · Pion noir sur case blanche g6 · Pion blanc sur case blanche a4 · Pion blanc sur case noire d4 · Pion blanc sur case blanche e4 · Pion blanc sur case noire c3 · Fou blanc sur case blanche d3 · Cavalier blanc sur case blanche f3 · Pion blanc sur case noire b2 · Cavalier blanc sur case noire d2 · Pion blanc sur case noire f2 · Pion blanc sur case blanche g2 · Pion blanc sur case noire h2 · Tour blanche sur case noire a1 · Fou blanc sur case noire c1 · Dame blanche sur case blanche d1 · Tour blanche sur case noire e1 · Roi blanc sur case noire g1 | Tour noire sur case blanche a8 · Dame noire sur case noire d8 · Tour noire sur case noire f8 · Roi noir sur case blanche g8 · Fou noir sur case blanche b7 · Pion noir sur case noire c7 · Cavalier noir sur case blanche d7 · Cavalier noir sur case noire e7 · Pion noir sur case blanche f7 · Fou noir sur case noire g7 · Pion noir sur case blanche h7 · Pion noir sur case blanche a6 · Pion noir sur case noire b6 · Pion noir sur case noire d6 · Pion noir sur case blanche e6 · Pion noir sur case blanche g6 · Pion blanc sur case blanche a4 · Pion blanc sur case noire d4 · Pion blanc sur case blanche e4 · Pion blanc sur case noire c3 · Fou blanc sur case blanche d3 · Cavalier blanc sur case blanche f3 · Pion blanc sur case noire b2 · Cavalier blanc sur case noire d2 · Pion blanc sur case noire f2 · Pion blanc sur case blanche g2 · Pion blanc sur case noire h2 · Tour blanche sur case noire a1 · Fou blanc sur case noire c1 · Dame blanche sur case blanche d1 · Tour blanche sur case noire e1 · Roi blanc sur case noire g1 | 4 |
| 3 | Tour noire sur case blanche a8 · Dame noire sur case noire d8 · Tour noire sur case noire f8 · Roi noir sur case blanche g8 · Fou noir sur case blanche b7 · Pion noir sur case noire c7 · Cavalier noir sur case blanche d7 · Cavalier noir sur case noire e7 · Pion noir sur case blanche f7 · Fou noir sur case noire g7 · Pion noir sur case blanche h7 · Pion noir sur case blanche a6 · Pion noir sur case noire b6 · Pion noir sur case noire d6 · Pion noir sur case blanche e6 · Pion noir sur case blanche g6 · Pion blanc sur case blanche a4 · Pion blanc sur case noire d4 · Pion blanc sur case blanche e4 · Pion blanc sur case noire c3 · Fou blanc sur case blanche d3 · Cavalier blanc sur case blanche f3 · Pion blanc sur case noire b2 · Cavalier blanc sur case noire d2 · Pion blanc sur case noire f2 · Pion blanc sur case blanche g2 · Pion blanc sur case noire h2 · Tour blanche sur case noire a1 · Fou blanc sur case noire c1 · Dame blanche sur case blanche d1 · Tour blanche sur case noire e1 · Roi blanc sur case noire g1 | Tour noire sur case blanche a8 · Dame noire sur case noire d8 · Tour noire sur case noire f8 · Roi noir sur case blanche g8 · Fou noir sur case blanche b7 · Pion noir sur case noire c7 · Cavalier noir sur case blanche d7 · Cavalier noir sur case noire e7 · Pion noir sur case blanche f7 · Fou noir sur case noire g7 · Pion noir sur case blanche h7 · Pion noir sur case blanche a6 · Pion noir sur case noire b6 · Pion noir sur case noire d6 · Pion noir sur case blanche e6 · Pion noir sur case blanche g6 · Pion blanc sur case blanche a4 · Pion blanc sur case noire d4 · Pion blanc sur case blanche e4 · Pion blanc sur case noire c3 · Fou blanc sur case blanche d3 · Cavalier blanc sur case blanche f3 · Pion blanc sur case noire b2 · Cavalier blanc sur case noire d2 · Pion blanc sur case noire f2 · Pion blanc sur case blanche g2 · Pion blanc sur case noire h2 · Tour blanche sur case noire a1 · Fou blanc sur case noire c1 · Dame blanche sur case blanche d1 · Tour blanche sur case noire e1 · Roi blanc sur case noire g1 | Tour noire sur case blanche a8 · Dame noire sur case noire d8 · Tour noire sur case noire f8 · Roi noir sur case blanche g8 · Fou noir sur case blanche b7 · Pion noir sur case noire c7 · Cavalier noir sur case blanche d7 · Cavalier noir sur case noire e7 · Pion noir sur case blanche f7 · Fou noir sur case noire g7 · Pion noir sur case blanche h7 · Pion noir sur case blanche a6 · Pion noir sur case noire b6 · Pion noir sur case noire d6 · Pion noir sur case blanche e6 · Pion noir sur case blanche g6 · Pion blanc sur case blanche a4 · Pion blanc sur case noire d4 · Pion blanc sur case blanche e4 · Pion blanc sur case noire c3 · Fou blanc sur case blanche d3 · Cavalier blanc sur case blanche f3 · Pion blanc sur case noire b2 · Cavalier blanc sur case noire d2 · Pion blanc sur case noire f2 · Pion blanc sur case blanche g2 · Pion blanc sur case noire h2 · Tour blanche sur case noire a1 · Fou blanc sur case noire c1 · Dame blanche sur case blanche d1 · Tour blanche sur case noire e1 · Roi blanc sur case noire g1 | Tour noire sur case blanche a8 · Dame noire sur case noire d8 · Tour noire sur case noire f8 · Roi noir sur case blanche g8 · Fou noir sur case blanche b7 · Pion noir sur case noire c7 · Cavalier noir sur case blanche d7 · Cavalier noir sur case noire e7 · Pion noir sur case blanche f7 · Fou noir sur case noire g7 · Pion noir sur case blanche h7 · Pion noir sur case blanche a6 · Pion noir sur case noire b6 · Pion noir sur case noire d6 · Pion noir sur case blanche e6 · Pion noir sur case blanche g6 · Pion blanc sur case blanche a4 · Pion blanc sur case noire d4 · Pion blanc sur case blanche e4 · Pion blanc sur case noire c3 · Fou blanc sur case blanche d3 · Cavalier blanc sur case blanche f3 · Pion blanc sur case noire b2 · Cavalier blanc sur case noire d2 · Pion blanc sur case noire f2 · Pion blanc sur case blanche g2 · Pion blanc sur case noire h2 · Tour blanche sur case noire a1 · Fou blanc sur case noire c1 · Dame blanche sur case blanche d1 · Tour blanche sur case noire e1 · Roi blanc sur case noire g1 | Tour noire sur case blanche a8 · Dame noire sur case noire d8 · Tour noire sur case noire f8 · Roi noir sur case blanche g8 · Fou noir sur case blanche b7 · Pion noir sur case noire c7 · Cavalier noir sur case blanche d7 · Cavalier noir sur case noire e7 · Pion noir sur case blanche f7 · Fou noir sur case noire g7 · Pion noir sur case blanche h7 · Pion noir sur case blanche a6 · Pion noir sur case noire b6 · Pion noir sur case noire d6 · Pion noir sur case blanche e6 · Pion noir sur case blanche g6 · Pion blanc sur case blanche a4 · Pion blanc sur case noire d4 · Pion blanc sur case blanche e4 · Pion blanc sur case noire c3 · Fou blanc sur case blanche d3 · Cavalier blanc sur case blanche f3 · Pion blanc sur case noire b2 · Cavalier blanc sur case noire d2 · Pion blanc sur case noire f2 · Pion blanc sur case blanche g2 · Pion blanc sur case noire h2 · Tour blanche sur case noire a1 · Fou blanc sur case noire c1 · Dame blanche sur case blanche d1 · Tour blanche sur case noire e1 · Roi blanc sur case noire g1 | Tour noire sur case blanche a8 · Dame noire sur case noire d8 · Tour noire sur case noire f8 · Roi noir sur case blanche g8 · Fou noir sur case blanche b7 · Pion noir sur case noire c7 · Cavalier noir sur case blanche d7 · Cavalier noir sur case noire e7 · Pion noir sur case blanche f7 · Fou noir sur case noire g7 · Pion noir sur case blanche h7 · Pion noir sur case blanche a6 · Pion noir sur case noire b6 · Pion noir sur case noire d6 · Pion noir sur case blanche e6 · Pion noir sur case blanche g6 · Pion blanc sur case blanche a4 · Pion blanc sur case noire d4 · Pion blanc sur case blanche e4 · Pion blanc sur case noire c3 · Fou blanc sur case blanche d3 · Cavalier blanc sur case blanche f3 · Pion blanc sur case noire b2 · Cavalier blanc sur case noire d2 · Pion blanc sur case noire f2 · Pion blanc sur case blanche g2 · Pion blanc sur case noire h2 · Tour blanche sur case noire a1 · Fou blanc sur case noire c1 · Dame blanche sur case blanche d1 · Tour blanche sur case noire e1 · Roi blanc sur case noire g1 | Tour noire sur case blanche a8 · Dame noire sur case noire d8 · Tour noire sur case noire f8 · Roi noir sur case blanche g8 · Fou noir sur case blanche b7 · Pion noir sur case noire c7 · Cavalier noir sur case blanche d7 · Cavalier noir sur case noire e7 · Pion noir sur case blanche f7 · Fou noir sur case noire g7 · Pion noir sur case blanche h7 · Pion noir sur case blanche a6 · Pion noir sur case noire b6 · Pion noir sur case noire d6 · Pion noir sur case blanche e6 · Pion noir sur case blanche g6 · Pion blanc sur case blanche a4 · Pion blanc sur case noire d4 · Pion blanc sur case blanche e4 · Pion blanc sur case noire c3 · Fou blanc sur case blanche d3 · Cavalier blanc sur case blanche f3 · Pion blanc sur case noire b2 · Cavalier blanc sur case noire d2 · Pion blanc sur case noire f2 · Pion blanc sur case blanche g2 · Pion blanc sur case noire h2 · Tour blanche sur case noire a1 · Fou blanc sur case noire c1 · Dame blanche sur case blanche d1 · Tour blanche sur case noire e1 · Roi blanc sur case noire g1 | Tour noire sur case blanche a8 · Dame noire sur case noire d8 · Tour noire sur case noire f8 · Roi noir sur case blanche g8 · Fou noir sur case blanche b7 · Pion noir sur case noire c7 · Cavalier noir sur case blanche d7 · Cavalier noir sur case noire e7 · Pion noir sur case blanche f7 · Fou noir sur case noire g7 · Pion noir sur case blanche h7 · Pion noir sur case blanche a6 · Pion noir sur case noire b6 · Pion noir sur case noire d6 · Pion noir sur case blanche e6 · Pion noir sur case blanche g6 · Pion blanc sur case blanche a4 · Pion blanc sur case noire d4 · Pion blanc sur case blanche e4 · Pion blanc sur case noire c3 · Fou blanc sur case blanche d3 · Cavalier blanc sur case blanche f3 · Pion blanc sur case noire b2 · Cavalier blanc sur case noire d2 · Pion blanc sur case noire f2 · Pion blanc sur case blanche g2 · Pion blanc sur case noire h2 · Tour blanche sur case noire a1 · Fou blanc sur case noire c1 · Dame blanche sur case blanche d1 · Tour blanche sur case noire e1 · Roi blanc sur case noire g1 | 3 |
| 2 | Tour noire sur case blanche a8 · Dame noire sur case noire d8 · Tour noire sur case noire f8 · Roi noir sur case blanche g8 · Fou noir sur case blanche b7 · Pion noir sur case noire c7 · Cavalier noir sur case blanche d7 · Cavalier noir sur case noire e7 · Pion noir sur case blanche f7 · Fou noir sur case noire g7 · Pion noir sur case blanche h7 · Pion noir sur case blanche a6 · Pion noir sur case noire b6 · Pion noir sur case noire d6 · Pion noir sur case blanche e6 · Pion noir sur case blanche g6 · Pion blanc sur case blanche a4 · Pion blanc sur case noire d4 · Pion blanc sur case blanche e4 · Pion blanc sur case noire c3 · Fou blanc sur case blanche d3 · Cavalier blanc sur case blanche f3 · Pion blanc sur case noire b2 · Cavalier blanc sur case noire d2 · Pion blanc sur case noire f2 · Pion blanc sur case blanche g2 · Pion blanc sur case noire h2 · Tour blanche sur case noire a1 · Fou blanc sur case noire c1 · Dame blanche sur case blanche d1 · Tour blanche sur case noire e1 · Roi blanc sur case noire g1 | Tour noire sur case blanche a8 · Dame noire sur case noire d8 · Tour noire sur case noire f8 · Roi noir sur case blanche g8 · Fou noir sur case blanche b7 · Pion noir sur case noire c7 · Cavalier noir sur case blanche d7 · Cavalier noir sur case noire e7 · Pion noir sur case blanche f7 · Fou noir sur case noire g7 · Pion noir sur case blanche h7 · Pion noir sur case blanche a6 · Pion noir sur case noire b6 · Pion noir sur case noire d6 · Pion noir sur case blanche e6 · Pion noir sur case blanche g6 · Pion blanc sur case blanche a4 · Pion blanc sur case noire d4 · Pion blanc sur case blanche e4 · Pion blanc sur case noire c3 · Fou blanc sur case blanche d3 · Cavalier blanc sur case blanche f3 · Pion blanc sur case noire b2 · Cavalier blanc sur case noire d2 · Pion blanc sur case noire f2 · Pion blanc sur case blanche g2 · Pion blanc sur case noire h2 · Tour blanche sur case noire a1 · Fou blanc sur case noire c1 · Dame blanche sur case blanche d1 · Tour blanche sur case noire e1 · Roi blanc sur case noire g1 | Tour noire sur case blanche a8 · Dame noire sur case noire d8 · Tour noire sur case noire f8 · Roi noir sur case blanche g8 · Fou noir sur case blanche b7 · Pion noir sur case noire c7 · Cavalier noir sur case blanche d7 · Cavalier noir sur case noire e7 · Pion noir sur case blanche f7 · Fou noir sur case noire g7 · Pion noir sur case blanche h7 · Pion noir sur case blanche a6 · Pion noir sur case noire b6 · Pion noir sur case noire d6 · Pion noir sur case blanche e6 · Pion noir sur case blanche g6 · Pion blanc sur case blanche a4 · Pion blanc sur case noire d4 · Pion blanc sur case blanche e4 · Pion blanc sur case noire c3 · Fou blanc sur case blanche d3 · Cavalier blanc sur case blanche f3 · Pion blanc sur case noire b2 · Cavalier blanc sur case noire d2 · Pion blanc sur case noire f2 · Pion blanc sur case blanche g2 · Pion blanc sur case noire h2 · Tour blanche sur case noire a1 · Fou blanc sur case noire c1 · Dame blanche sur case blanche d1 · Tour blanche sur case noire e1 · Roi blanc sur case noire g1 | Tour noire sur case blanche a8 · Dame noire sur case noire d8 · Tour noire sur case noire f8 · Roi noir sur case blanche g8 · Fou noir sur case blanche b7 · Pion noir sur case noire c7 · Cavalier noir sur case blanche d7 · Cavalier noir sur case noire e7 · Pion noir sur case blanche f7 · Fou noir sur case noire g7 · Pion noir sur case blanche h7 · Pion noir sur case blanche a6 · Pion noir sur case noire b6 · Pion noir sur case noire d6 · Pion noir sur case blanche e6 · Pion noir sur case blanche g6 · Pion blanc sur case blanche a4 · Pion blanc sur case noire d4 · Pion blanc sur case blanche e4 · Pion blanc sur case noire c3 · Fou blanc sur case blanche d3 · Cavalier blanc sur case blanche f3 · Pion blanc sur case noire b2 · Cavalier blanc sur case noire d2 · Pion blanc sur case noire f2 · Pion blanc sur case blanche g2 · Pion blanc sur case noire h2 · Tour blanche sur case noire a1 · Fou blanc sur case noire c1 · Dame blanche sur case blanche d1 · Tour blanche sur case noire e1 · Roi blanc sur case noire g1 | Tour noire sur case blanche a8 · Dame noire sur case noire d8 · Tour noire sur case noire f8 · Roi noir sur case blanche g8 · Fou noir sur case blanche b7 · Pion noir sur case noire c7 · Cavalier noir sur case blanche d7 · Cavalier noir sur case noire e7 · Pion noir sur case blanche f7 · Fou noir sur case noire g7 · Pion noir sur case blanche h7 · Pion noir sur case blanche a6 · Pion noir sur case noire b6 · Pion noir sur case noire d6 · Pion noir sur case blanche e6 · Pion noir sur case blanche g6 · Pion blanc sur case blanche a4 · Pion blanc sur case noire d4 · Pion blanc sur case blanche e4 · Pion blanc sur case noire c3 · Fou blanc sur case blanche d3 · Cavalier blanc sur case blanche f3 · Pion blanc sur case noire b2 · Cavalier blanc sur case noire d2 · Pion blanc sur case noire f2 · Pion blanc sur case blanche g2 · Pion blanc sur case noire h2 · Tour blanche sur case noire a1 · Fou blanc sur case noire c1 · Dame blanche sur case blanche d1 · Tour blanche sur case noire e1 · Roi blanc sur case noire g1 | Tour noire sur case blanche a8 · Dame noire sur case noire d8 · Tour noire sur case noire f8 · Roi noir sur case blanche g8 · Fou noir sur case blanche b7 · Pion noir sur case noire c7 · Cavalier noir sur case blanche d7 · Cavalier noir sur case noire e7 · Pion noir sur case blanche f7 · Fou noir sur case noire g7 · Pion noir sur case blanche h7 · Pion noir sur case blanche a6 · Pion noir sur case noire b6 · Pion noir sur case noire d6 · Pion noir sur case blanche e6 · Pion noir sur case blanche g6 · Pion blanc sur case blanche a4 · Pion blanc sur case noire d4 · Pion blanc sur case blanche e4 · Pion blanc sur case noire c3 · Fou blanc sur case blanche d3 · Cavalier blanc sur case blanche f3 · Pion blanc sur case noire b2 · Cavalier blanc sur case noire d2 · Pion blanc sur case noire f2 · Pion blanc sur case blanche g2 · Pion blanc sur case noire h2 · Tour blanche sur case noire a1 · Fou blanc sur case noire c1 · Dame blanche sur case blanche d1 · Tour blanche sur case noire e1 · Roi blanc sur case noire g1 | Tour noire sur case blanche a8 · Dame noire sur case noire d8 · Tour noire sur case noire f8 · Roi noir sur case blanche g8 · Fou noir sur case blanche b7 · Pion noir sur case noire c7 · Cavalier noir sur case blanche d7 · Cavalier noir sur case noire e7 · Pion noir sur case blanche f7 · Fou noir sur case noire g7 · Pion noir sur case blanche h7 · Pion noir sur case blanche a6 · Pion noir sur case noire b6 · Pion noir sur case noire d6 · Pion noir sur case blanche e6 · Pion noir sur case blanche g6 · Pion blanc sur case blanche a4 · Pion blanc sur case noire d4 · Pion blanc sur case blanche e4 · Pion blanc sur case noire c3 · Fou blanc sur case blanche d3 · Cavalier blanc sur case blanche f3 · Pion blanc sur case noire b2 · Cavalier blanc sur case noire d2 · Pion blanc sur case noire f2 · Pion blanc sur case blanche g2 · Pion blanc sur case noire h2 · Tour blanche sur case noire a1 · Fou blanc sur case noire c1 · Dame blanche sur case blanche d1 · Tour blanche sur case noire e1 · Roi blanc sur case noire g1 | Tour noire sur case blanche a8 · Dame noire sur case noire d8 · Tour noire sur case noire f8 · Roi noir sur case blanche g8 · Fou noir sur case blanche b7 · Pion noir sur case noire c7 · Cavalier noir sur case blanche d7 · Cavalier noir sur case noire e7 · Pion noir sur case blanche f7 · Fou noir sur case noire g7 · Pion noir sur case blanche h7 · Pion noir sur case blanche a6 · Pion noir sur case noire b6 · Pion noir sur case noire d6 · Pion noir sur case blanche e6 · Pion noir sur case blanche g6 · Pion blanc sur case blanche a4 · Pion blanc sur case noire d4 · Pion blanc sur case blanche e4 · Pion blanc sur case noire c3 · Fou blanc sur case blanche d3 · Cavalier blanc sur case blanche f3 · Pion blanc sur case noire b2 · Cavalier blanc sur case noire d2 · Pion blanc sur case noire f2 · Pion blanc sur case blanche g2 · Pion blanc sur case noire h2 · Tour blanche sur case noire a1 · Fou blanc sur case noire c1 · Dame blanche sur case blanche d1 · Tour blanche sur case noire e1 · Roi blanc sur case noire g1 | 2 |
| 1 | Tour noire sur case blanche a8 · Dame noire sur case noire d8 · Tour noire sur case noire f8 · Roi noir sur case blanche g8 · Fou noir sur case blanche b7 · Pion noir sur case noire c7 · Cavalier noir sur case blanche d7 · Cavalier noir sur case noire e7 · Pion noir sur case blanche f7 · Fou noir sur case noire g7 · Pion noir sur case blanche h7 · Pion noir sur case blanche a6 · Pion noir sur case noire b6 · Pion noir sur case noire d6 · Pion noir sur case blanche e6 · Pion noir sur case blanche g6 · Pion blanc sur case blanche a4 · Pion blanc sur case noire d4 · Pion blanc sur case blanche e4 · Pion blanc sur case noire c3 · Fou blanc sur case blanche d3 · Cavalier blanc sur case blanche f3 · Pion blanc sur case noire b2 · Cavalier blanc sur case noire d2 · Pion blanc sur case noire f2 · Pion blanc sur case blanche g2 · Pion blanc sur case noire h2 · Tour blanche sur case noire a1 · Fou blanc sur case noire c1 · Dame blanche sur case blanche d1 · Tour blanche sur case noire e1 · Roi blanc sur case noire g1 | Tour noire sur case blanche a8 · Dame noire sur case noire d8 · Tour noire sur case noire f8 · Roi noir sur case blanche g8 · Fou noir sur case blanche b7 · Pion noir sur case noire c7 · Cavalier noir sur case blanche d7 · Cavalier noir sur case noire e7 · Pion noir sur case blanche f7 · Fou noir sur case noire g7 · Pion noir sur case blanche h7 · Pion noir sur case blanche a6 · Pion noir sur case noire b6 · Pion noir sur case noire d6 · Pion noir sur case blanche e6 · Pion noir sur case blanche g6 · Pion blanc sur case blanche a4 · Pion blanc sur case noire d4 · Pion blanc sur case blanche e4 · Pion blanc sur case noire c3 · Fou blanc sur case blanche d3 · Cavalier blanc sur case blanche f3 · Pion blanc sur case noire b2 · Cavalier blanc sur case noire d2 · Pion blanc sur case noire f2 · Pion blanc sur case blanche g2 · Pion blanc sur case noire h2 · Tour blanche sur case noire a1 · Fou blanc sur case noire c1 · Dame blanche sur case blanche d1 · Tour blanche sur case noire e1 · Roi blanc sur case noire g1 | Tour noire sur case blanche a8 · Dame noire sur case noire d8 · Tour noire sur case noire f8 · Roi noir sur case blanche g8 · Fou noir sur case blanche b7 · Pion noir sur case noire c7 · Cavalier noir sur case blanche d7 · Cavalier noir sur case noire e7 · Pion noir sur case blanche f7 · Fou noir sur case noire g7 · Pion noir sur case blanche h7 · Pion noir sur case blanche a6 · Pion noir sur case noire b6 · Pion noir sur case noire d6 · Pion noir sur case blanche e6 · Pion noir sur case blanche g6 · Pion blanc sur case blanche a4 · Pion blanc sur case noire d4 · Pion blanc sur case blanche e4 · Pion blanc sur case noire c3 · Fou blanc sur case blanche d3 · Cavalier blanc sur case blanche f3 · Pion blanc sur case noire b2 · Cavalier blanc sur case noire d2 · Pion blanc sur case noire f2 · Pion blanc sur case blanche g2 · Pion blanc sur case noire h2 · Tour blanche sur case noire a1 · Fou blanc sur case noire c1 · Dame blanche sur case blanche d1 · Tour blanche sur case noire e1 · Roi blanc sur case noire g1 | Tour noire sur case blanche a8 · Dame noire sur case noire d8 · Tour noire sur case noire f8 · Roi noir sur case blanche g8 · Fou noir sur case blanche b7 · Pion noir sur case noire c7 · Cavalier noir sur case blanche d7 · Cavalier noir sur case noire e7 · Pion noir sur case blanche f7 · Fou noir sur case noire g7 · Pion noir sur case blanche h7 · Pion noir sur case blanche a6 · Pion noir sur case noire b6 · Pion noir sur case noire d6 · Pion noir sur case blanche e6 · Pion noir sur case blanche g6 · Pion blanc sur case blanche a4 · Pion blanc sur case noire d4 · Pion blanc sur case blanche e4 · Pion blanc sur case noire c3 · Fou blanc sur case blanche d3 · Cavalier blanc sur case blanche f3 · Pion blanc sur case noire b2 · Cavalier blanc sur case noire d2 · Pion blanc sur case noire f2 · Pion blanc sur case blanche g2 · Pion blanc sur case noire h2 · Tour blanche sur case noire a1 · Fou blanc sur case noire c1 · Dame blanche sur case blanche d1 · Tour blanche sur case noire e1 · Roi blanc sur case noire g1 | Tour noire sur case blanche a8 · Dame noire sur case noire d8 · Tour noire sur case noire f8 · Roi noir sur case blanche g8 · Fou noir sur case blanche b7 · Pion noir sur case noire c7 · Cavalier noir sur case blanche d7 · Cavalier noir sur case noire e7 · Pion noir sur case blanche f7 · Fou noir sur case noire g7 · Pion noir sur case blanche h7 · Pion noir sur case blanche a6 · Pion noir sur case noire b6 · Pion noir sur case noire d6 · Pion noir sur case blanche e6 · Pion noir sur case blanche g6 · Pion blanc sur case blanche a4 · Pion blanc sur case noire d4 · Pion blanc sur case blanche e4 · Pion blanc sur case noire c3 · Fou blanc sur case blanche d3 · Cavalier blanc sur case blanche f3 · Pion blanc sur case noire b2 · Cavalier blanc sur case noire d2 · Pion blanc sur case noire f2 · Pion blanc sur case blanche g2 · Pion blanc sur case noire h2 · Tour blanche sur case noire a1 · Fou blanc sur case noire c1 · Dame blanche sur case blanche d1 · Tour blanche sur case noire e1 · Roi blanc sur case noire g1 | Tour noire sur case blanche a8 · Dame noire sur case noire d8 · Tour noire sur case noire f8 · Roi noir sur case blanche g8 · Fou noir sur case blanche b7 · Pion noir sur case noire c7 · Cavalier noir sur case blanche d7 · Cavalier noir sur case noire e7 · Pion noir sur case blanche f7 · Fou noir sur case noire g7 · Pion noir sur case blanche h7 · Pion noir sur case blanche a6 · Pion noir sur case noire b6 · Pion noir sur case noire d6 · Pion noir sur case blanche e6 · Pion noir sur case blanche g6 · Pion blanc sur case blanche a4 · Pion blanc sur case noire d4 · Pion blanc sur case blanche e4 · Pion blanc sur case noire c3 · Fou blanc sur case blanche d3 · Cavalier blanc sur case blanche f3 · Pion blanc sur case noire b2 · Cavalier blanc sur case noire d2 · Pion blanc sur case noire f2 · Pion blanc sur case blanche g2 · Pion blanc sur case noire h2 · Tour blanche sur case noire a1 · Fou blanc sur case noire c1 · Dame blanche sur case blanche d1 · Tour blanche sur case noire e1 · Roi blanc sur case noire g1 | Tour noire sur case blanche a8 · Dame noire sur case noire d8 · Tour noire sur case noire f8 · Roi noir sur case blanche g8 · Fou noir sur case blanche b7 · Pion noir sur case noire c7 · Cavalier noir sur case blanche d7 · Cavalier noir sur case noire e7 · Pion noir sur case blanche f7 · Fou noir sur case noire g7 · Pion noir sur case blanche h7 · Pion noir sur case blanche a6 · Pion noir sur case noire b6 · Pion noir sur case noire d6 · Pion noir sur case blanche e6 · Pion noir sur case blanche g6 · Pion blanc sur case blanche a4 · Pion blanc sur case noire d4 · Pion blanc sur case blanche e4 · Pion blanc sur case noire c3 · Fou blanc sur case blanche d3 · Cavalier blanc sur case blanche f3 · Pion blanc sur case noire b2 · Cavalier blanc sur case noire d2 · Pion blanc sur case noire f2 · Pion blanc sur case blanche g2 · Pion blanc sur case noire h2 · Tour blanche sur case noire a1 · Fou blanc sur case noire c1 · Dame blanche sur case blanche d1 · Tour blanche sur case noire e1 · Roi blanc sur case noire g1 | Tour noire sur case blanche a8 · Dame noire sur case noire d8 · Tour noire sur case noire f8 · Roi noir sur case blanche g8 · Fou noir sur case blanche b7 · Pion noir sur case noire c7 · Cavalier noir sur case blanche d7 · Cavalier noir sur case noire e7 · Pion noir sur case blanche f7 · Fou noir sur case noire g7 · Pion noir sur case blanche h7 · Pion noir sur case blanche a6 · Pion noir sur case noire b6 · Pion noir sur case noire d6 · Pion noir sur case blanche e6 · Pion noir sur case blanche g6 · Pion blanc sur case blanche a4 · Pion blanc sur case noire d4 · Pion blanc sur case blanche e4 · Pion blanc sur case noire c3 · Fou blanc sur case blanche d3 · Cavalier blanc sur case blanche f3 · Pion blanc sur case noire b2 · Cavalier blanc sur case noire d2 · Pion blanc sur case noire f2 · Pion blanc sur case blanche g2 · Pion blanc sur case noire h2 · Tour blanche sur case noire a1 · Fou blanc sur case noire c1 · Dame blanche sur case blanche d1 · Tour blanche sur case noire e1 · Roi blanc sur case noire g1 | 1 |
|   | a | b | c | d | e | f | g | h |   |

- Petrosian vs. Spassky, Championnat du monde 1966 (16e partie)

1.d4 g6 2.e4 Bg7 3. Nf3 d6 4. Be2 e6 5.c3 Nd7 6.0-0 Ne7 7. Nbd2 b6 8.a4 a6 9. Re1 Bb7 10. Bd3 0-0 11. Nc4 Qe8 12. Bd2 f6 13. Qe2 Kh8 14. Kh1 Qf7 15. Ng1 e5 16.dxe5 fxe5 17.f3 Nc5 18. Ne3 Qe8 19. Bc2 a5 20. Nh3 Bc8 21. Nf2 Be6 22. Qd1 Qf7 23. Ra3 Bd7 24. Nd3 Nxd3 25. Bxd3 Bh6 26. Bc4 Qg7 27. Re2 Ng8 28. Bxg8 Rxg8 29. Nd5 Bxd2 30. Rxd2 Be6 31.b4 Qf7 32. Qe2 Ra7 33. Ra1 Rf8 34.b5 Raa8 35. Qe3 Rab8 36. Rf1 Qg7 37. Qd3 Rf7 38. Kg1 Rbf8 39. Ne3 g5 40. Rdf2 h5 41.c4 Qg6 42. Nd5 Rg8 43. Qe3 Kh7 44. Qd2 Rgg7 45. Qe3 Kg8 46. Rd2 Kh7 47. Rdf2 Rf8 48. Qd2 Rgf7 49. Qe3 ½ – ½ 
- Barczay vs. Ivkov, Sousse Interzonal 1967

1. e4 g6 2. d4 Bg7 3. Nf3 d6 4. Bc4 a6 5. 0-0 e6 6. Bg5? Ne7 7. Qd2 h6 8. Be3 Nd7 9. Nc3 b6 10. Rfe1 Bb7 11. a4 Nf6 12. e5? Nfd5 13. Bf4 Nxc3 14. Qxc3? (14.bxc3) 0-0 15. exd6 cxd6 16. Qa3 Nf5 17. c3? (17. Rad1) Bxf3 18. gxf3 e5! 19. Bg3 h5 20. dxe5 dxe5 21. Kh1 Qg5 0–1 ,.
Raymond Keene et GS Botterill remarquent: "Une force telle que l'Hippopotame provient de la résilience d'une position exiguë mais non compromise, et des dangers que courront les blancs "d'essayer trop fort" et d'être tentés par une avance irréfléchie". Ils citent cette partie comme exemple de ce phénomène.
- Baburin vs. Miles, 4NCL, Angleterre 2000 [19],[20]

1. d4 e6 2. c4 b6 Une défense anglaise, mais elle se transpose bientôt en hippopotame. 3. a3 g6 4. Nc3 Bg7 5. e4 Ne7 6. Nf3 Bb7 7. Bd3 d6 8. 0-0 Nd7 9. Re1 h6 10. h3 a6 11. Be3 g5 12. Rc1 c5 13. d5 Ng6 14. Bc2 Qe7 15. Qd2 0-0 16. Rcd1 Nde5 17. Nxe5 Bxe5 18. Bd3 Qf6 19. Na4 Rab8 20. Nxb6 Bc8 21. Na4 Si 21. Nxc8 Rxb2! 22 Qa5 Rxc8 23 Qxa6 Rcb8 suivi de. . . Nf4 et. . . Bd4. 21. . . Bd7 22. Nc3 Rb3 23. Rb1 Rfb8 24. Nd1 exd5 25. cxd5 Nf4 26. Bxf4 gxf4 27. Bc2 Rxh3! 28. gxh3 Kh8 29. f3 Rg8 + 30. Kh1 Qh4 0–1 (Notes de John B. Henderson) 
Ce fut l'une des dernières parties de Miles et lui a valu à titre posthume le prix "Game of the Season".
- Le champion du monde Garry Kasparov a joué la défense Hippopotame en 2011 contre Nigel Short.

Nigel Short-Garry Kasparov, Louvain, match de blitz (2e partie), 2011
1.e4 g6 2.d4 Bg7 3. Nf3 d6 4. Bc4 e6 5. Bb3 Ne7 6.c3 b6 7. Be3 Bb7 8. Nbd2 Nd7 9.h3 h6 10. Qe2 a5 11,0-0 a4 12. Bc2 0-0 13. Nh2 a3 14.b3 c5 15. Rad1 cxd4 16.cxd4 Nc6 17. Ndf3 Nb4 18. Bb1 Ba6 19. Qd2 Bxf1 20. Rxf1 Nc6 21. Bxh6 Nf6 22. Rd1 e5 23. Bxg7 Kxg7 24. Nf1 Qe7 25.d5 Nd4 26. Nxd4 exd4 27. Qxd4 Qe5 28. Qxe5 dxe5 29. Ne3 b5 30. Bd3 Rab8 31.f3 Rfc8 32.b4 Ne8 33. Nc2 Rc3 34. Kf2 Rbc8 35. Ne3 Nd6 36. Ke2 Rf8 37. Kd2 Rc7 38.g4 Rh8 39. Rh1 g5 40. Rh2 Kf6 41. Rh1 Ke7 42. Nc2 f6 43. Rh2 Rcc8 44. Bf1 Ra8 45. Kc3 Rhc8 + 46. Kb3 Rab8 47.h4 gxh4 48. Rxh4 Rh8 49. Rxh8 Rxh8 50. Nxa3 Rh1 51. Bxb5 ½ – ½

## Voir également
- Défense du hérisson
- Défense française
- Défense sicilienne
- Défense berlinoise
- Défense Philidor
- Défense pirc
- Défense scandinave
- Défense Tchigorine
- Défense Grünfeld
- Liste des ouvertures d'échecs